# 市川市
市川市（いちかわし）は、千葉県の北西部に位置する市。
人口は約50万人。千葉県内では千葉市、船橋市、松戸市に次いで第4位の人口規模である。計量特定市に指定されている。東葛飾地域（旧東葛飾郡）に属している。
1934年市制施行。

## 概要
市川市は、東京都の都心から10 - 20キロメートル圏内に位置し、西側で東京都江戸川区と接している。通勤、通学の便の良さから東京のベッドタウンとして発展している。東京都特別区部への通勤率は47.1%といわゆる「千葉都民」が極めて多い（2015年国勢調査）。政令指定都市・中核市以外で松戸市に次ぐ人口を持つ都市であり、財政力指数が高く地方交付税不交付団体になることが多い。健康都市連合加盟都市。市の標語は「ともに築く  自然とやさしさがあふれる  文化のまち  いちかわ」。
市中央部（西部）は、国道14号（千葉街道）、総武本線、京成本線を軸として、歴史的な街としての一面、文教都市・学園都市としての一面、日本有数の閑静な高級住宅地としての一面、市の行政および商業の中心としての一面がある。
国道14号（千葉街道）の北側の歴史は古く、旧石器時代や縄文時代の遺跡や古墳時代の古墳が多く残されており、1000年以上前に創建された葛飾八幡宮や日蓮宗の大本山である法華経寺を始めとした歴史のある神社仏閣も多く点在している。下総台地に位置する国府台や国分エリアには、かつて下総国の国府および国分寺が置かれ、現在の東京都の隅田川以東から千葉県の北部エリアを領域とした下総国の中心地として栄えた。その後、国府台城や旧陸軍の施設が置かれた後、現在では国立高度専門医療研究センターである国立国際医療研究センターや東京医科歯科大学などの教育機関に置き換わった。国府台から八幡にかけて私立の小学校、中学校、高等学校が多く点在しており、文教地区・学園地区となっている。
市川、真間、菅野、八幡などのエリアは、市の木であるクロマツも多く静かな佇まいであり、これらの地区は明治時代から木内重四郎などの政治家や東京都心・下町（神田、日本橋、京橋、本所、深川、柳橋、浅草橋など）の富豪、旧日本軍の将官クラスが別荘・邸宅を構え、戦後も移り住んできた富裕層が「お屋敷街」を形成する国内屈指の高級住宅地となっている。千葉県内の住宅地の公示地価としては第1位である。
また、文化人や著名人が居を構えたことでも知られ、過去には永井荷風、幸田露伴（次女の幸田文、孫の青木玉も同居）、北原白秋、井上ひさしなど数多くの文人が好んで定住した。近代文学では夏目漱石、正岡子規、与謝野晶子、三島由紀夫、安岡章太郎、島尾敏雄などが「市川」に関する作品を書いており、本市に縁のある作家や作品が多い。これら文人の足跡が市民団体や市などの手で「市川文学の散歩道」として残されている。このようなことから「文化都市」と言われている。
市川駅および本八幡駅周辺は、超高層マンションや商業施設、企業が立ち並び商業地として発展している。特に本八幡駅（京成八幡駅）は鉄道3路線（JR総武線、都営地下鉄新宿線、京成本線）が利用でき、駅周辺には市役所などの市の施設が多く立地する行政の中心地にもなっている。また、付近には京葉道路および東京外環自動車道も通っており、高速道路の利用も至便である。
南部の行徳地区は東京メトロ東西線が通り区画整理が進んだエリアである。道幅の広い比較的新しい街として開けており、人気のある住宅地となっている。かつては湿地帯で、江戸時代には塩田（行徳塩田、塩浜由緒書より）が作られて大量の塩が生産され、行徳の塩は全国的に有名だった。JR京葉線、国道357号（首都高速湾岸線・東関東自動車道）沿線の湾岸部は工業地となっていて、様々な企業の工場および倉庫が立ち並ぶ物流の拠点となっている。市川塩浜駅周辺の沖合には東京湾では数少ない干潟・三番瀬があり、埋め立てられて工業用地になる予定であったが産業構造の変化や市民運動の成果によって中止となり、現在も東京湾屈指の干潟として保全され、日本の重要湿地500に選定されている。また、付近には宮内庁新浜鴨場があり、今上天皇が皇后雅子に求婚した場所として知られている。
北部から東部にかけて北総鉄道北総線、JR武蔵野線沿線に豊かな自然が残っており、市の名産品である梨畑が広がっている。

## 地理

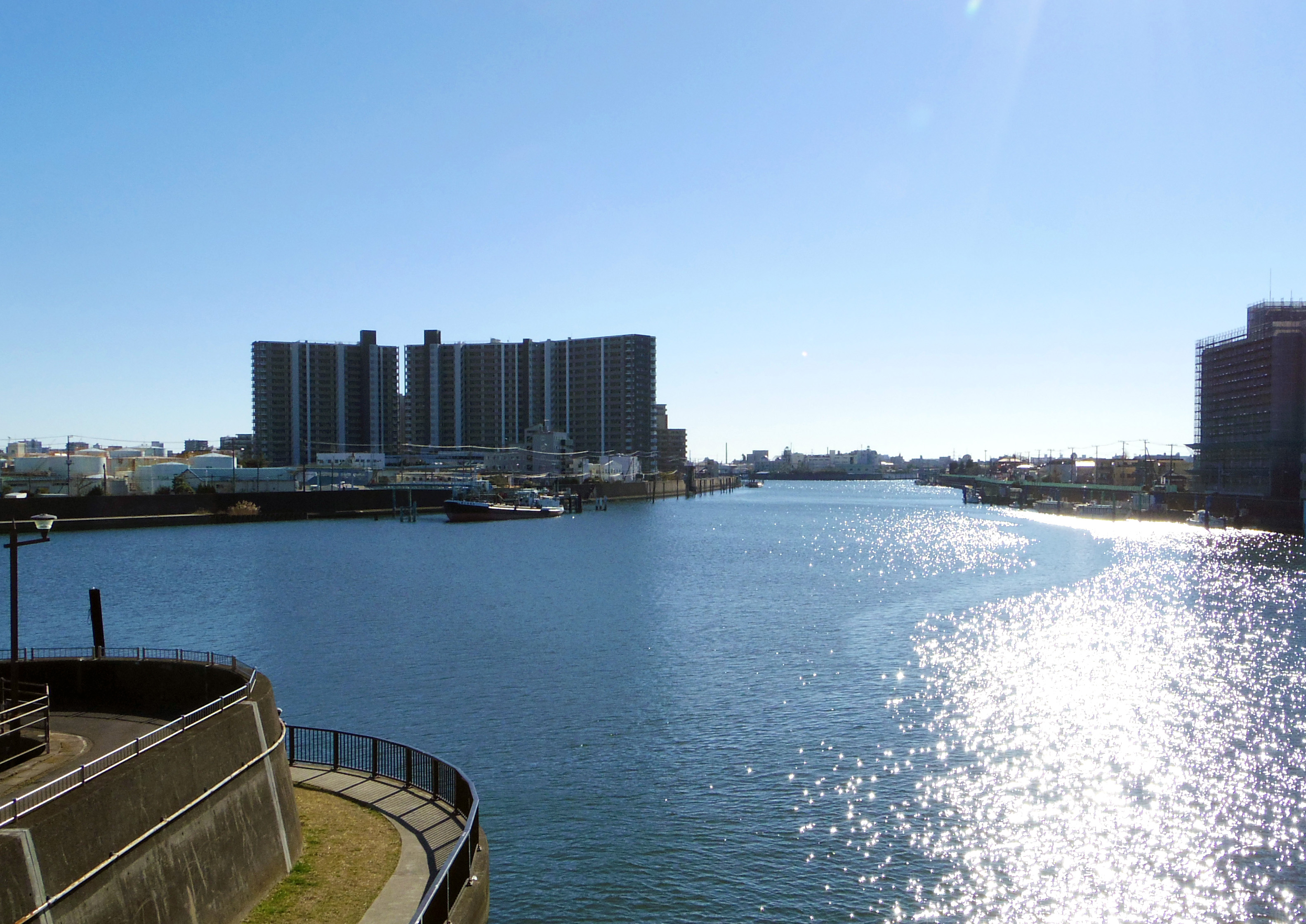
旧江戸川（左）と新中川（右）の合流点（左岸が市川市、右岸が東京都江戸川区）

千葉県北西部に位置し、県庁所在地である千葉市から約20キロメートルの距離である。東京都の都心から10 - 20キロメートル圏内である。
市の西部は江戸川と旧江戸川を挟んで東京都江戸川区と接し、北部は松戸市、東部は船橋市、北東部は鎌ケ谷市、南部は浦安市と東京湾に接する。旧東葛飾郡（葛飾郡）。市の南部は海抜2メートル程度の平野で、北部は海抜20メートル程度のなだらかな下総台地となっている。最高点は国府台地先、里見公園内で30.1メートル。最低点は福栄地先で0.1メートルとなっており、埋立地の一部で海抜ゼロメートル地帯となる。
市川市と船橋市の境界付近から東京湾沿いに千葉市中央区付近まで延びる長さ約22キロメートルの東京湾北縁断層の存在が推定されていたが、1992年（平成4年）度の県の調査結果に加え、国の地震調査研究推進本部地震調査委員会においても、2001年（平成13年）11月に、「東京湾北縁断層は活断層ではない」との評価を公表した。江戸川河口の直下には中央構造線に関連した綾瀬川断層があると推定されている。
市域
- 広袤（こうぼう）：東西8.2キロメートル 南北13.4キロメートル

自然
- 河川：江戸川、旧江戸川、真間川、大柏川、国分川、春木川、行徳可動堰（江戸川河口堰）
- 湖沼：大柏川第一調節池緑地
- 湿地：行徳湿地
- 干潟：三番瀬
- 海岸：東京湾

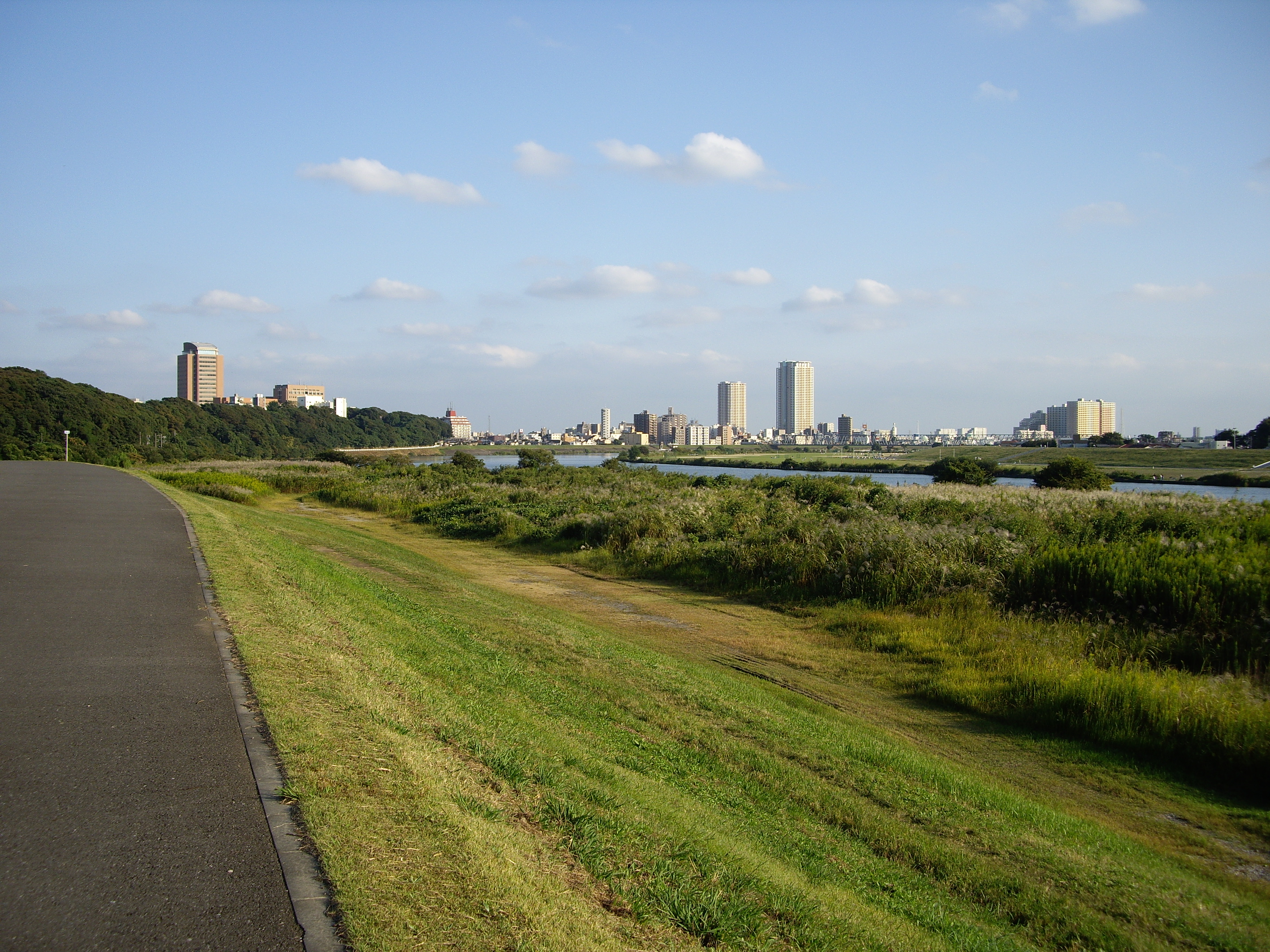
江戸川（国府台より市川橋方面）
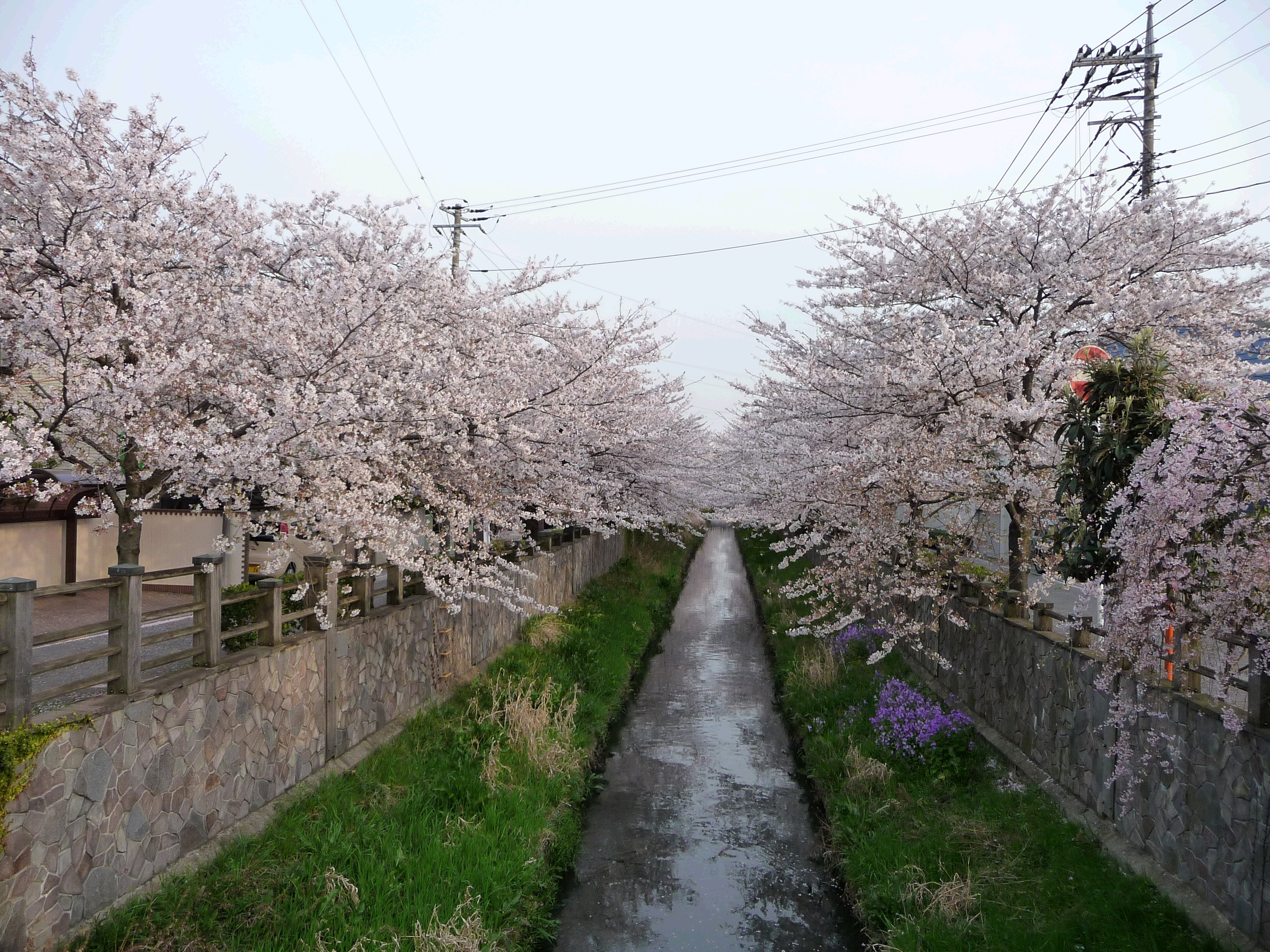
真間川の桜
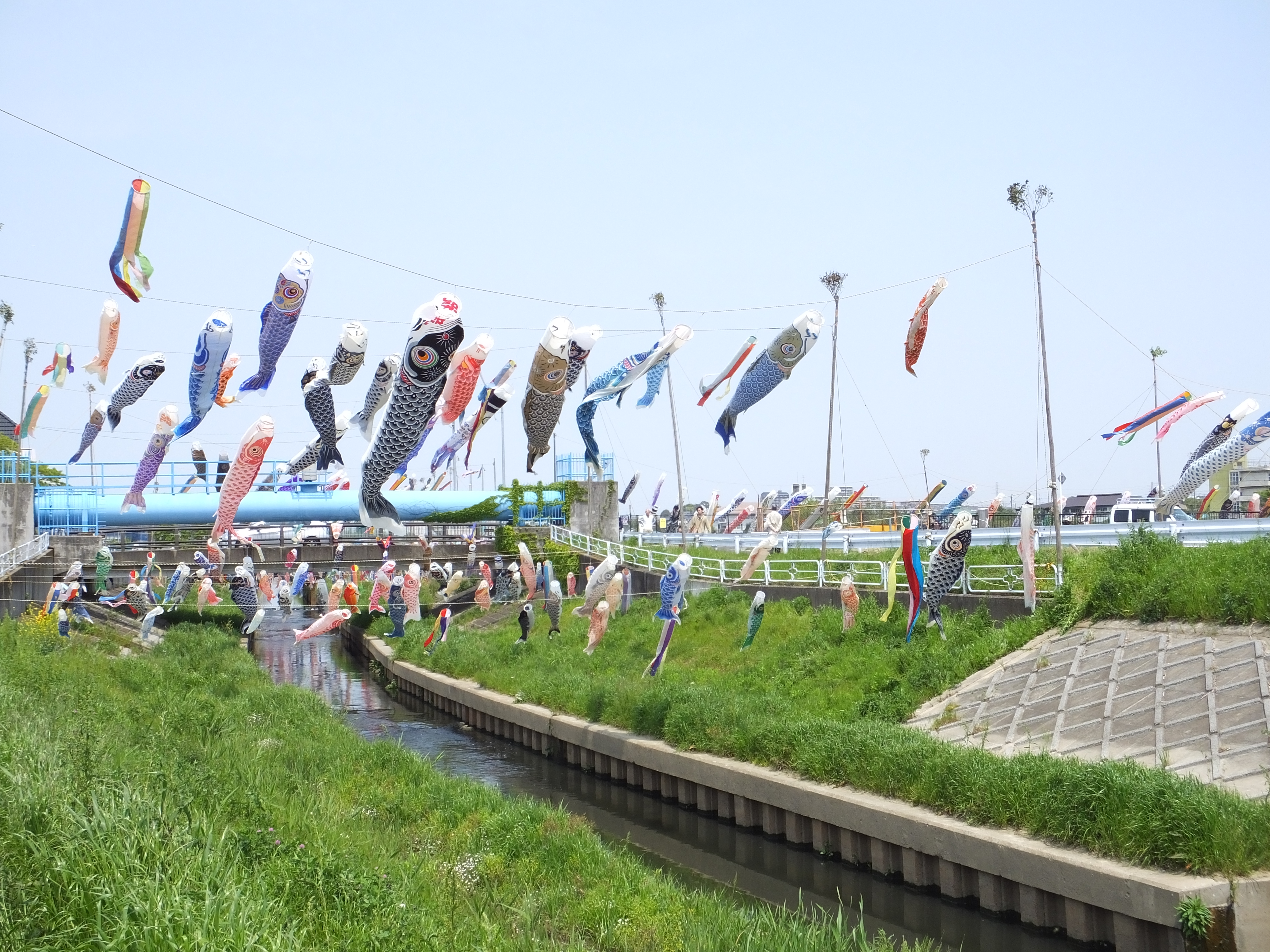
国分川鯉のぼりフェスティバル
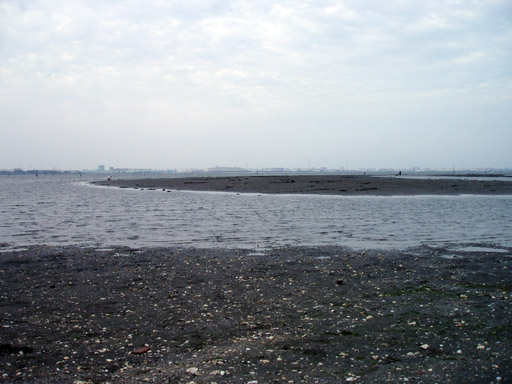
三番瀬

## 歴史

### 前史

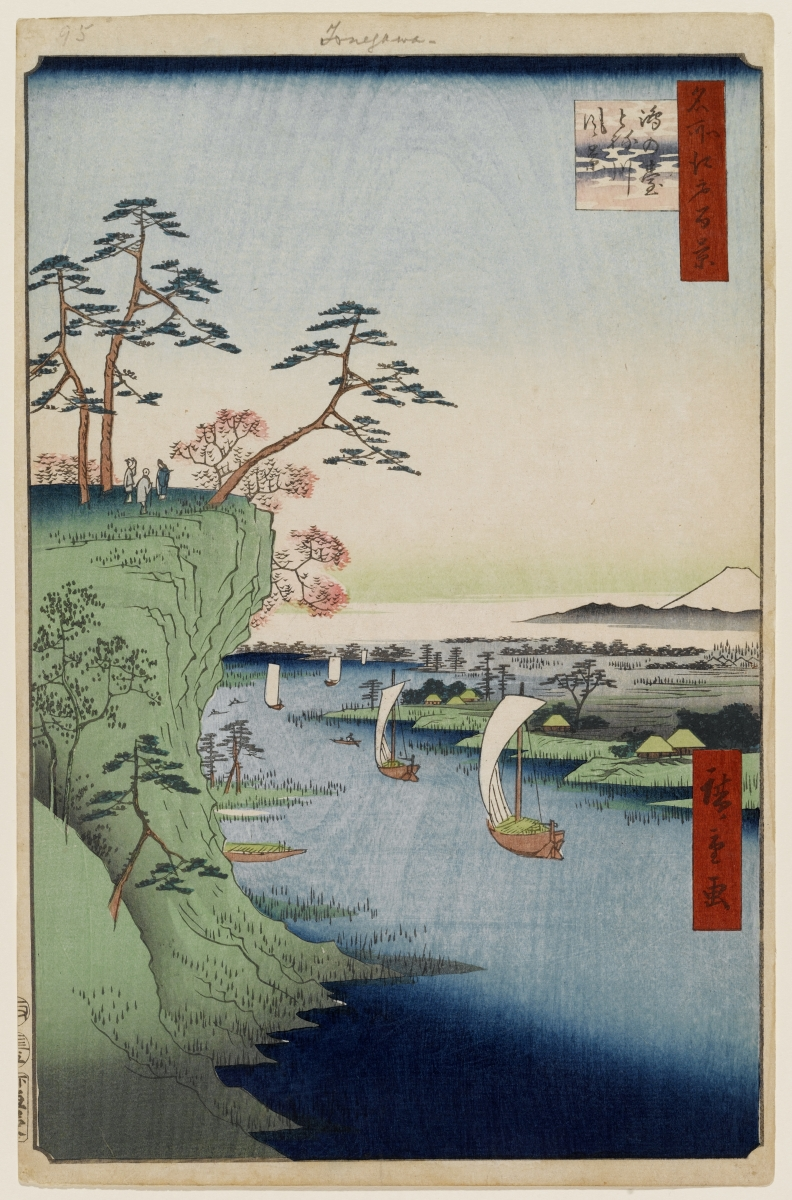
歌川広重『名所江戸百景 鴻の台とね川風景』（里見公園付近の風景）

市川市域に人が住みはじめた歴史は古く、市内北部の台地上には旧石器時代の遺跡が多数存在する（丸山遺跡、権現原遺跡、今島田遺跡等）。縄文時代の遺跡としては、堀之内貝塚、姥山貝塚、曽谷貝塚等の国の史跡となっている貝塚遺跡があり、その他の貝塚を含めた遺跡数は約60ヶ所にのぼる国内最大級の集中度で、縄文時代には栄えた地域となっていたことが分かる。さらに、弥生時代の遺跡も多数存在する（須和田、杉ノ木台、小塚山、宮久保、国府台等）。
市川市の中でも、国府台より広がる高台は、常に市川一帯の歴史を担ってきた。古墳時代初めには小集落ができ（北根、前原、鳴神山、杉ノ木台）、多くの古墳が築かれた。法皇塚古墳（東京医科歯科大構内）、弘法寺古墳（真間山弘法寺敷地内）、明戸古墳（里見公園内）の3基の前方後円墳のほか、国府台近辺だけで約30ヶ所の古墳があったと推定されている（国府台古墳群）。

### 下総国府

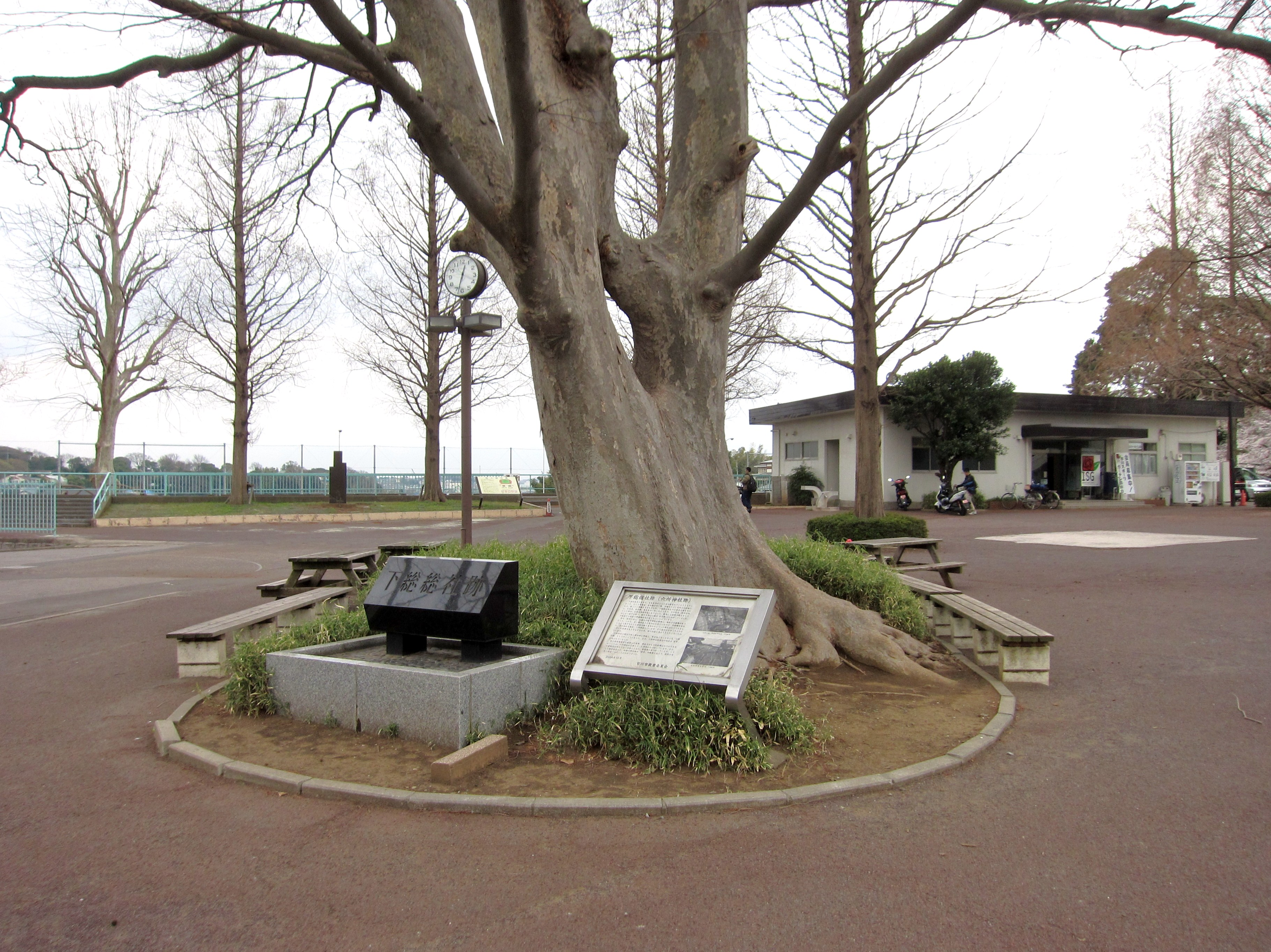
下総総社跡（国府台公園）国府跡も周辺と推定される

律令制により国府台に国庁と国府が置かれ、下総国の中枢となった。国府関連施設と思われる遺跡が発掘されている。市川市には下総国の国分寺・国分尼寺が所在していたとされており、その跡も発掘されている。
下総国分寺跡
国分寺跡の伽藍は現在の下総国分寺と重複する位置にあり、金堂跡は現在の本堂の場所にあたる。ただし、塔は西に、金堂・講堂は東に傾いており、堂塔の向きは一定ではない。一帯は須和田遺跡や国府跡推定地が残り、古くから文化的中心地であった。
- 金堂 - 東西31.5メートル、南北19メートル。
- 講堂 - 本堂裏の墓地内に位置する。東西26メートル、南北18メートル。
- 七重塔 - 18メートル四方。礎石は本堂前に移動されている。

下総国分尼寺跡
国分寺北東の市川市国分4丁目（北緯35度44分47.56秒 東経139度54分46.70秒 / 北緯35.7465444度 東経139.9129722度）に所在する。1932年の発掘調査で金堂・講堂の基壇が確認されるとともに「尼寺」と書かれた土器が出土し、位置の確定に至った。なおそれ以前は、当地はかつて「昔堂」と呼ばれ、国分僧寺跡と考えられていた。
発掘調査により寺の範囲を区画する溝が北・東・南で確認され、北溝は340メートル・東溝は303メートルに及び寺域は不整な方形をなしている。現在は市川市営の国分尼寺跡公園として管理されている。
- 金堂 - 東西25.5メートル、南北22.4メートル。
- 講堂 - 東西27メートル、南北19メートル。

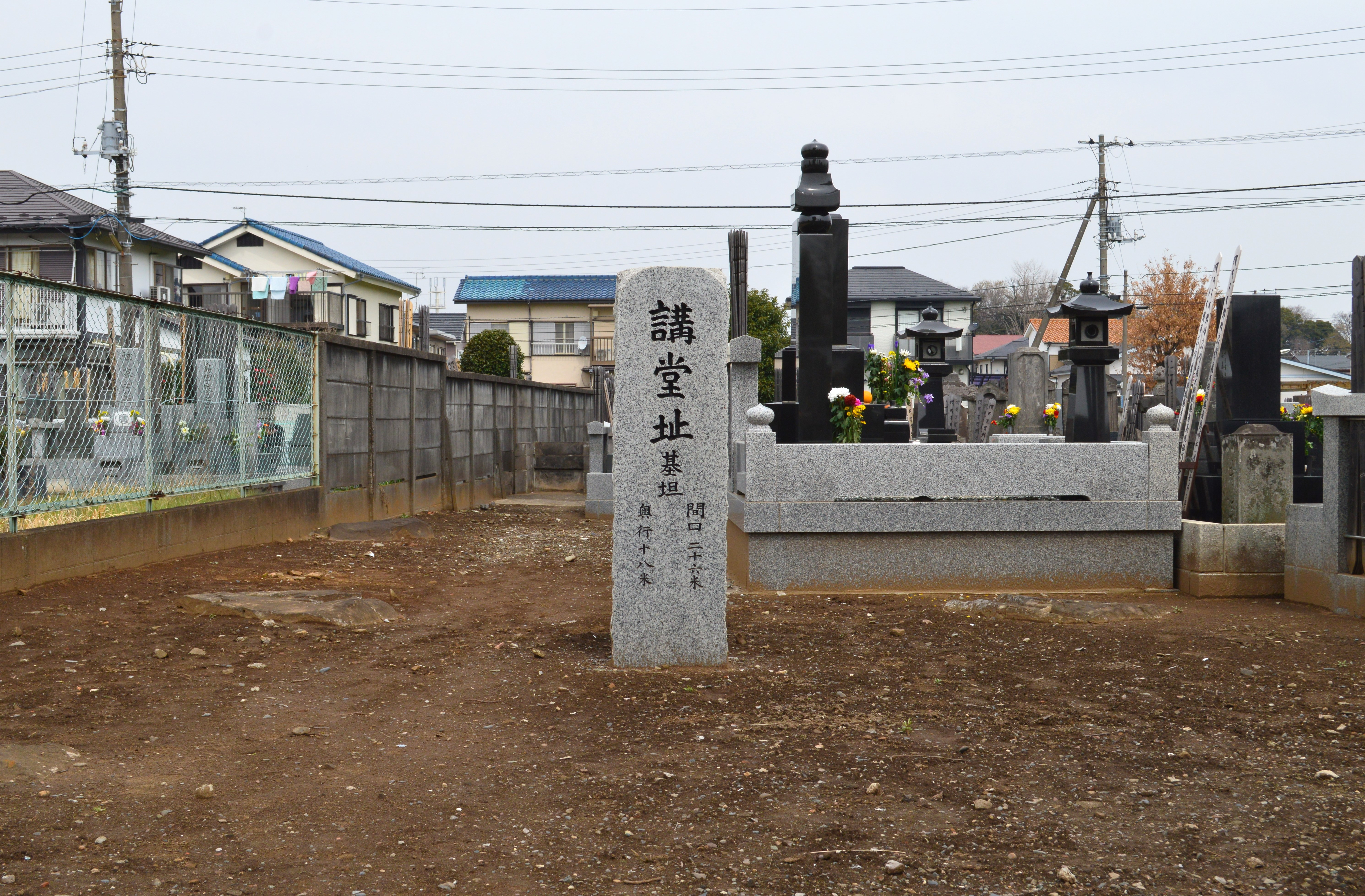
下総国分寺講堂跡
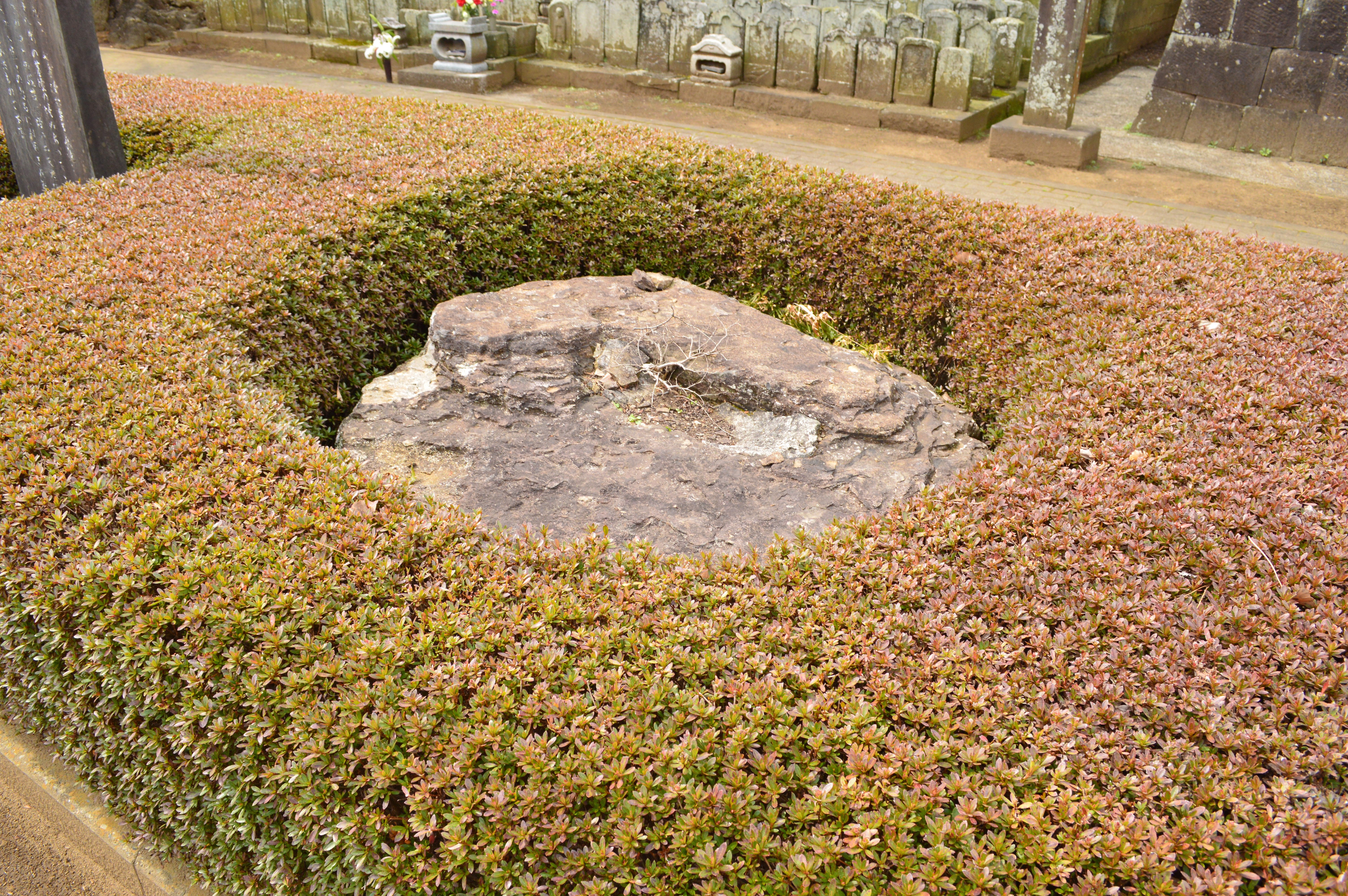
下総国分寺塔礎石
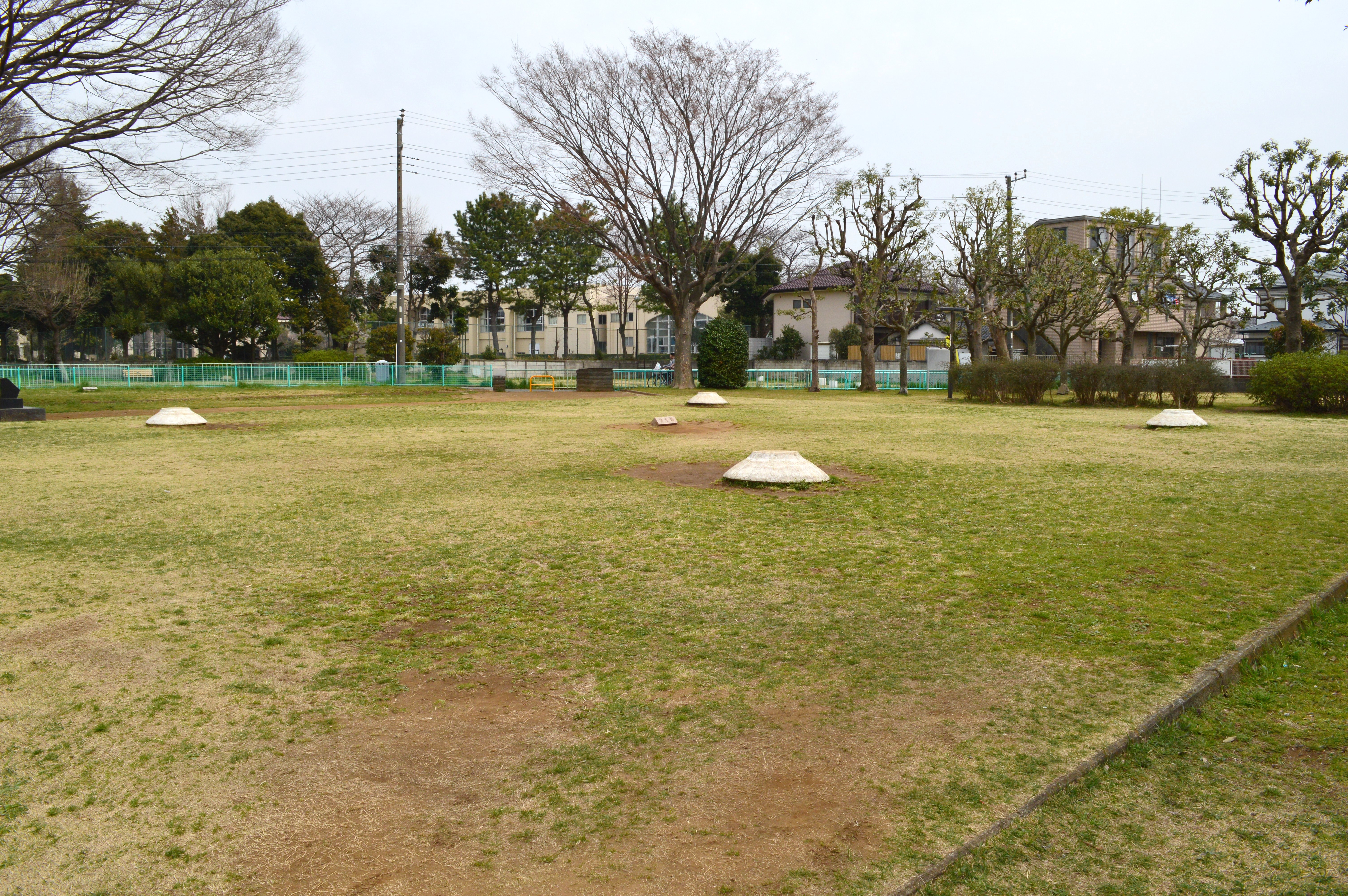
下総国分尼寺金堂跡
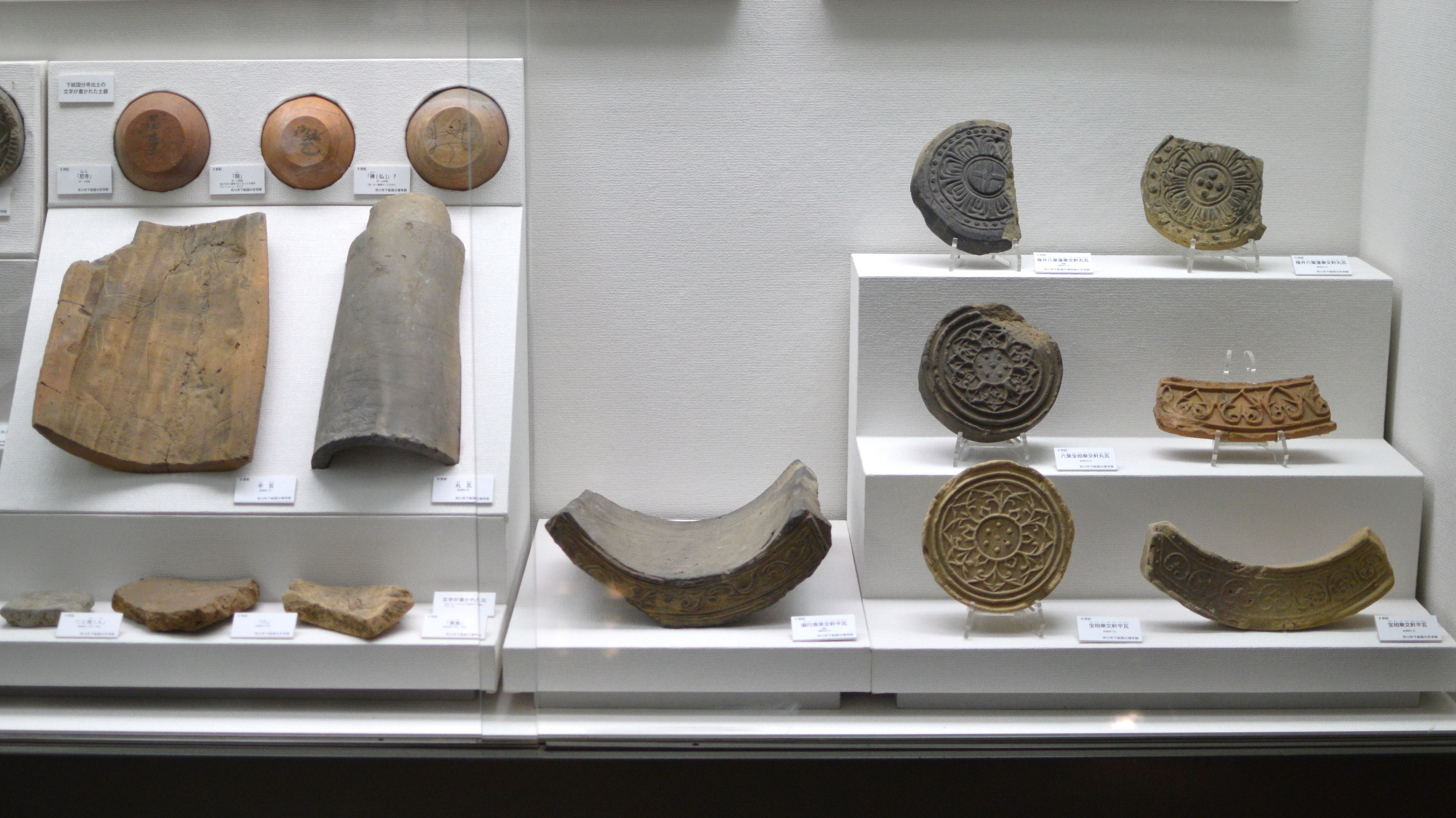
下総国分寺僧寺跡・尼寺跡出土品（市川考古博物館展示）

### 中世・近世
10世紀には平将門の乱に巻き込まれ、12世紀には石橋山の戦いに敗れて安房国に落ち延びた源頼朝が、上総広常と下総国府で合流して軍勢を立て直した。15世紀には太田道灌が国府台に仮陣を置き、その弟の太田資忠が国府台城を築城した。16世紀には、国府台城は、里見義堯ら里見氏と後北条氏との間で2度にわたり戦われた国府台合戦の舞台となった。戦国時代には市域の大半は千葉氏やその重臣の高城氏の領域であったが、小田原征伐で没落する。
江戸時代には一部が栗原藩の支配地だった時期もあるが、大部分は幕府領（天領）・旗本領とされた。特に行徳地区では徳川家康の意向により塩田が整備された（行徳塩田）。

### 近代・現代
戊辰戦争の際には、江戸を脱出した大鳥圭介が率いる旧幕府陸軍が、国府台に集結した。これに土方歳三らの新撰組も合流した。すぐに大鳥・土方らは宇都宮を経て日光へ向かったが、その後、別の旧幕府軍（撤兵隊）と官軍の戦いが、この台地下の市川から船橋にかけて戦われた（市川・船橋戦争）。
1875年（明治8年）には、教育機関の最高学府として国府台大学校計画（この計画は岩倉使節団 に随行して欧米諸国の大学校を調査してきた田中不二麿を中心に「欧米二通ズ真ノ高等大学校」の実現を目指して計画されたもので、現在の東京大学とは別の教育機関として構想されたものだった。）が持ち上がり、具体的な案もまとまり、土地の買収も進められていたが諸事情により実現しなかった。
1885年（明治18年）には、都心からのアクセスがよく、渡河訓練をはじめ、各種訓練に適した立地に恵まれていたことから、大学校用地跡に陸軍教導団が置かれた。教導団は1899年（明治32年）に廃止されたが、その後、陸軍の野砲兵連隊・国府台陸軍病院などが置かれ、市川は軍都として栄えた。

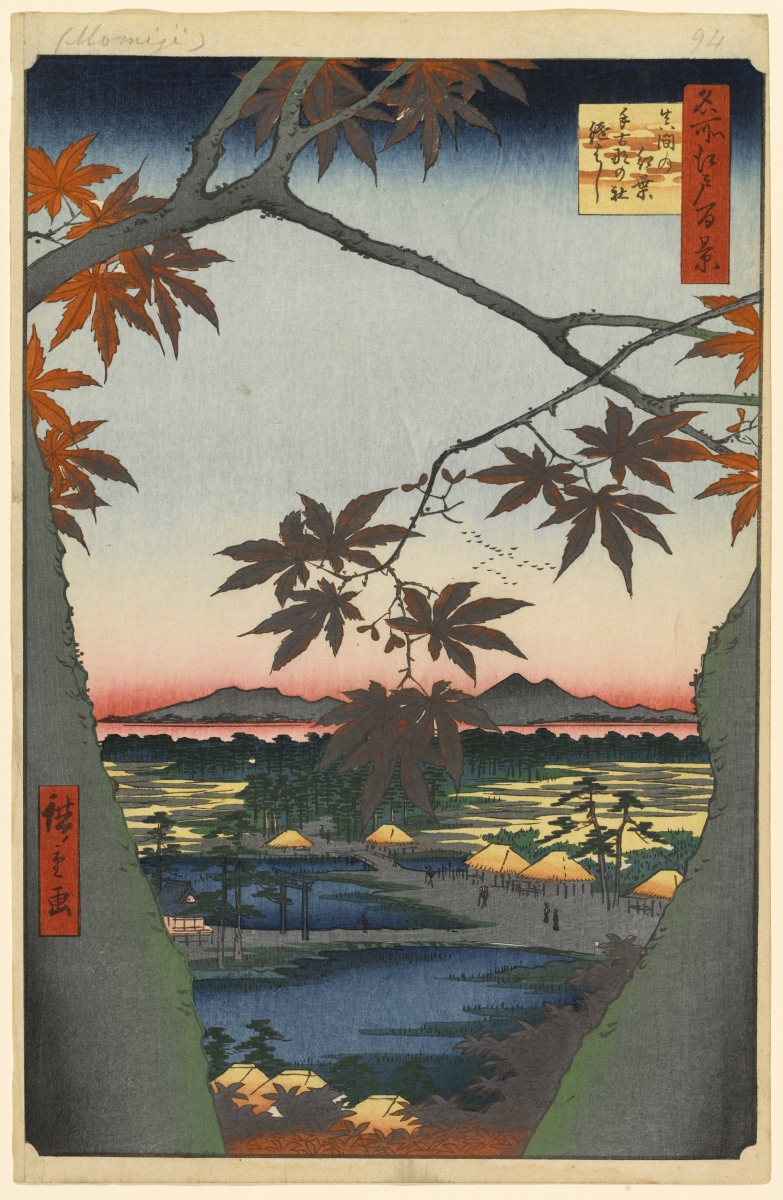
歌川広重『名所江戸百景 真間の紅葉手古那の社つぎ橋』

第二次世界大戦では、13回の空襲被害を受けた。最大の物的被害が生じた空襲は1945年（昭和20年）2月25日のものであり、東京都内を標的としたものが悪天候などにより市川市内に着弾。市川新田地域と中山法華経寺門前であり、70戸余りの家屋が全焼した。
終戦後、陸軍の広大な土地は、国立国際医療研究センター国府台病院（旧・国府台陸軍病院）、市川市スポーツセンター（国府台公園）、東京医科歯科大学、千葉商科大学、和洋女子大学、筑波大学附属聴覚特別支援学校、千葉県立国府台高等学校、市川市立第一中学校、千葉県血清研究所の各施設に変わった。

### 国府台周辺以外の地区
八幡地区は寛平年間（西暦889年 - 898年）に創建された葛飾八幡宮を中心に発展し、中山地区は文応元年（西暦1260年）に創建された中山法華経寺の門前町として発展した。江戸時代には、市川地区、八幡地区に佐倉街道（成田街道）の宿場町である市川宿、八幡宿があり、五街道の1つである日光街道の支線として道中奉行の支配下に置かれた。成田街道の別ルートである日本橋から海路を経るルートとして行徳地区にも宿場町があり、江戸川水運の中心地として発展した。

### 真間の手児奈伝説・江戸名所図会
現在の真間に舒明天皇時代の国造の娘である手児奈という絶世の美少女がいたという伝説があり、奈良時代にはその噂が都にまで届いて万葉集に詠まれるほど有名だった。737年に行基がその故事を聞き、手児奈の霊を慰めるために弘法寺を開いた。現在は手児奈霊神堂に祀られている。
斎藤月岑の江戸名所図会には、葛飾八幡宮および八幡の藪知らずが、歌川広重の名所江戸百景には、「真間の紅葉 手古那の社継はし」「鴻の台とね川風景」が描かれている。

### 年表
- 1934年（昭和9年）11月3日 - 東葛飾郡市川町、八幡町、中山町、国分村が合併し、市川市が発足した。千葉県内では千葉市、銚子市についで3番目の市制施行である。
- 1949年（昭和24年）11月3日 - 東葛飾郡大柏村を編入。
- 1955年（昭和30年）3月31日 - 東葛飾郡行徳町を編入。
- 1956年（昭和31年）10月1日 - 東葛飾郡南行徳町を編入。
- 1967年（昭和42年） - 下校中の小学生のランドセルが自動車と接触、ひっかけられて轢き逃げされる事件が発生。市議会が次年度の一年生からランドセルを廃止する決議を行う[18]。
- 1980年（昭和55年）3月18日 - 防災行政無線運用開始。
- 1992年（平成4年） - 日本で最初に「駅前放置自転車対策条例」（平成4年12月条例第27号）を施行した。
- 2007年（平成19年）4月27日 - 同年2月の議会での「政令指定都市検討促進決議」を受け、市川市、船橋市、松戸市、鎌ケ谷市が、この圏域の将来的な選択肢の一つとして、合併や政令指定都市への移行に関する共同研究を目的とした「東葛飾・葛南地域4市政令指定都市研究会」[19]（2008年9月1日現在の4市推計人口1,649,569人）を設立した。同研究会は2009年3月研究報告書を出した。この研究報告により合併のメリットがさほど見いだせないことがわかり、中央においても合併論が下火になったこともあり、合併推進論は全く語られなくなった。
- 2008年（平成20年）10月26日 - 市で初めての還暦式が行われた。地方自治体が催す式典としては先陣の一つとされる。
- 2017年（平成29年）4月28日 - 新第2庁舎が竣工。
- 2020年（令和2年）8月 - 新第1庁舎の4階から7階が先行開庁[20]。
- 2021年（令和3年）1月 - 新第1庁舎の全てのフロアで業務開始。ワンストップサービスがスタート[21]。
- 2021年（令和3年）11月30日 - 老朽化により中央公民館を閉鎖[22]

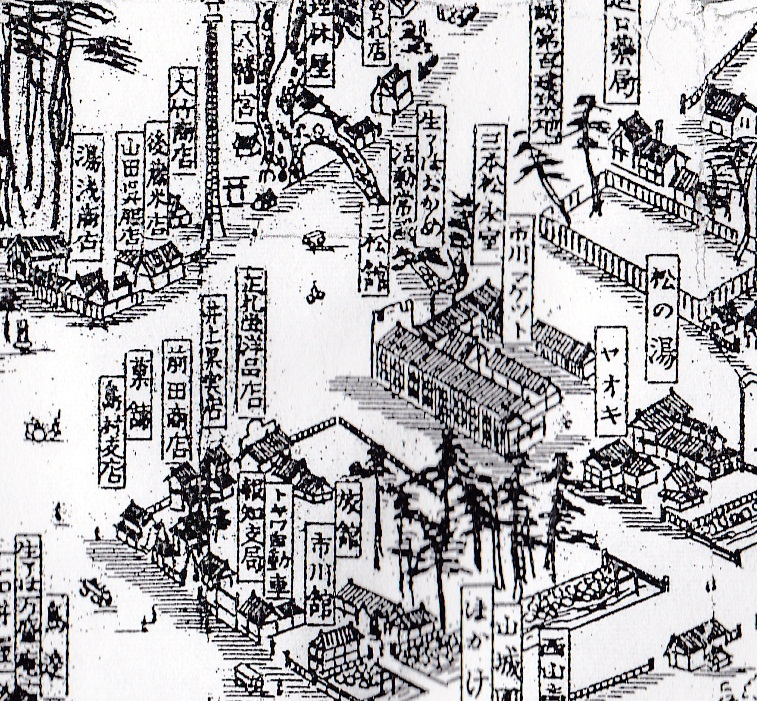
市川駅北口付近の略図（1928年）
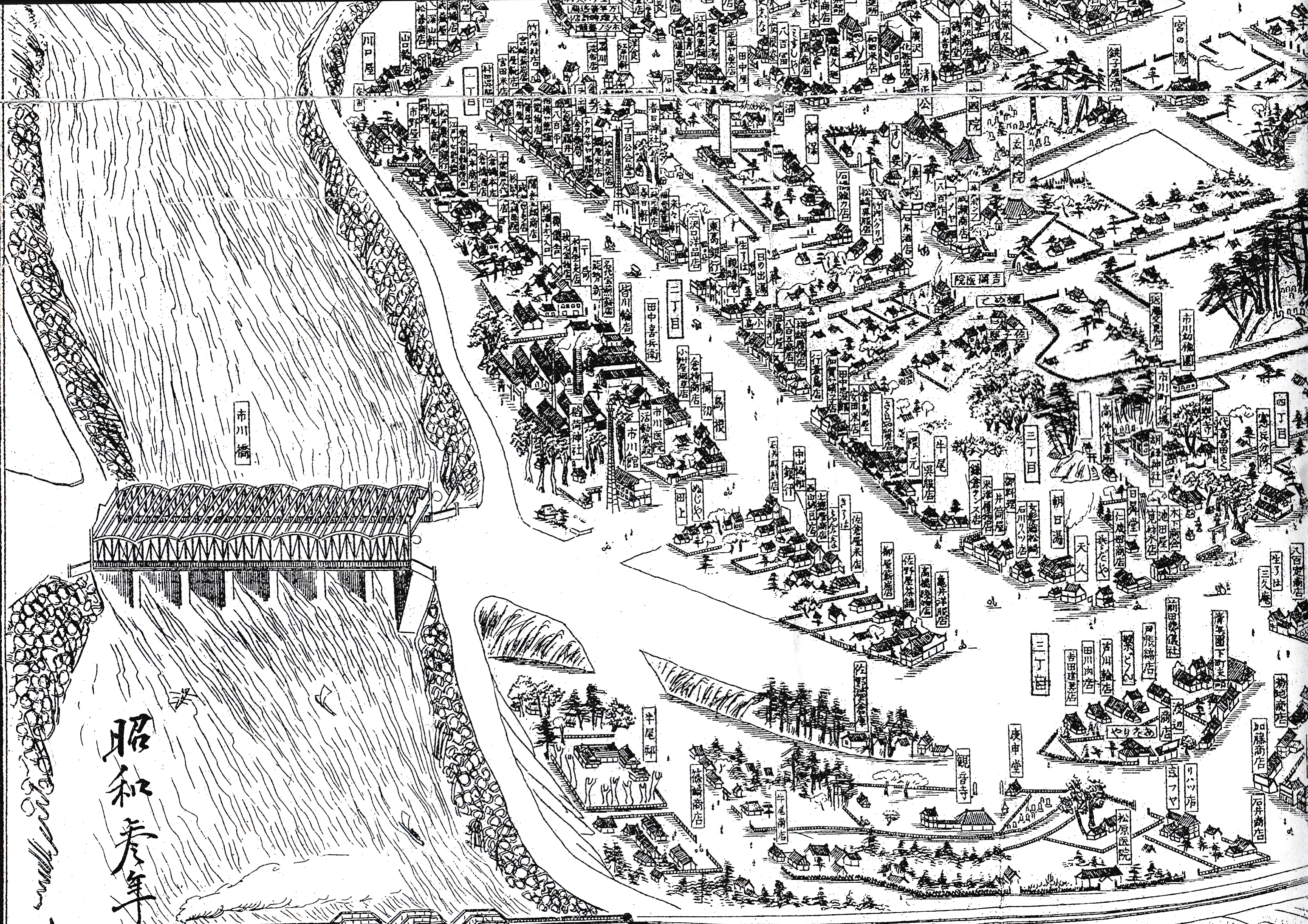
市川橋付近の略図（1928年）

### 宿場
佐倉街道（成田街道）のうち水戸街道からの分岐である新宿から数えて2番目の宿場が市川宿、3番目が八幡宿である。新宿から八幡宿までは五街道の1つである日光街道の支線として道中奉行の支配下に置かれていた。水戸街道は千住宿で日光街道から分岐し、次の新宿で佐倉街道と分岐している。
- 佐倉街道（成田街道）
  - - 市川宿 - 八幡宿 -

### 市川市名の由来
市名選定の由来は、市川市誕生時に遡る。当初合併計画は市川町、八幡町、国分村で進められていたが、市の構成要素に欠ける点があった。そのため市川町は、県当局の勧奨により1934年3月に当時馴染みの薄かった中山町とも連携した。
市川町は江戸川水運の中継地点として繁栄したのち、国府台に陸軍の教導団が置かれる軍都であり、八幡町、中山町に比べて飛び抜けて発展していた。しかし、市川町は「市川市」では合併工作が軌道に乗らないと考え、新市名に旧町村名を使用しないことを原則として議論を進めていた。
1934年6月16日の第一回代表委員会における各町村の希望事項は次の通りであり、市名の一項を除き他は全部協定済みとなった。
|                    | 市川町                                           | 八幡町                                                                                         | 中山町                                                                | 國分村 | 協議案 |
| ------------------ | ------------------------------------------------ | ---------------------------------------------------------------------------------------------- | --------------------------------------------------------------------- | --- | --- |
| 一、市の名前       | 合倂町村の代表となるべき名稱を以てすること       | 合倂四ヶ町村民中より懸賞募集により定むること 但し舊町村を用ゐざること                          | 舊町村名に關係なき名稱を選定すること                                  | 目下適當の考案なき故當局の任意にすること                                                                                             | イ市の名稱は關係町村名を襲用せず新に定むること ロ新市名候補 - 江東市 - 東葛市 - 下總市 - 北總市 - 總府市                             |
| 二、市役所の位置   | 最も便利なる場所を選定すること                   | 市の中央なる八幡町に置くこと                                                                   | 八幡町國道沿ひの場所に選定し假廳舍を市制施行と同時に設くること        | 合併前に決定せず市會に於て適當と認むる場所に選定の上施設すること                                                                     | 市役所は假廳舍を設くることとし市の中央にして便利なる位置を選定すること                                                               |
| 三、負擔           | 市稅負擔額は三ヶ年間現在の狀態を維持すること     |                                                                                                | 市稅は三ヶ年間現在比率を超へざること                                  | 稅負擔は成べく現在を超過せざること、都市計劃上道路網の滿全を期するは勿論なるも池の施設は逐次稅の增大ならざる範圍内に於て實施すること | 市稅負擔額は三ヶ年間現在の狀態を維持すること                                                                                         |
| 四、町村吏員       | 現在の町村吏員は特別の事情なき限り市へ引繼くこと | 有給吏員は全部市へ引繼くこと                                                                   | 吏員は特別の事情なき限り市へ引繼くこと                                | 出來得る限り現在吏員を採用し當分解職せさること                                                                                       | 有給吏員は全部市に引繼くこと |
| 五、町村の權利義務 | 合倂町村の權利は一切市へ引繼くこと               | 合倂前に於ける町村の權利義務は一切市へ引繼くこと                                               |                                                                       | | 舊町村の權利義務の全部を市へ引繼くこと                                                                                               |
| 六、市政施行の期日 | 昭和九年十一月三日                               | 同上                                                                                           | 同上                                                                  | 同上 | 同上 |
| 七、其の他         | 市川町里見公園を市立公園とすること               | 八幡停車場の設置が市制施行前に實現し得ざる場合は市に引繼ぎ昭和九年度中に之が實現に努力すること | 一法華經寺を中心とし、公園を設置すること 二中等程度の學校を設くること | 村債を以て道路工事繼續中につき市制施行後も引繼ぎ施行せられたきこと                                                                   | 何れも市代議檢認の議を經て實施すべき事項なれども將來市の發展に資すべき施設のみに付希望事項として市に引繼ぎ充分其の實現に努力すること |

協議案では「江東市」、「東葛市」、「下総市」、「北総市」、「総府市」の5候補が挙げられたが、「いづれ劣らぬ田臭味百パーセントで新興都市の不滅の金字としてはさるべくもない」こと、また、「市川町民には市役所を初め市制によつて得るところが皆無とあつては合併の盟主たる市川町として餘りにも酷に過ぎる」ことから、市川町は新市名を「市川市」とすることで他の3町村と再交渉を行った。総武線秋葉原駅には「両国・市川・千葉方面」という案内があり、市川という地名が既に一般の人々に馴染み深いこと、また、縦と横に「市川市」と書き、どこから読んでも市川市でわかりやすいという語呂の良さから、市川町は「市川市」を提案した。市川町以外はこれに反対し、話し合いが縺れて一時は合併話が一度暗礁に乗りかけた。最終的に市川町中山町間で折衝が行われ、中山町は市役所を中山側（八幡町の藪知らずより東側の国道沿い）へ引き寄せることで市川町に譲歩し、市名が市川市に決定した。中山町はさらに京成停留所（鬼越駅）、学校、法華経寺公園等の設置も合併条件に加え、鬼越・中山競馬場間の道路舗装も決定した。1934年9月19日の代表委員会では、庁舎や敷地以外の事項を協定し、市制の大枠が定まった。
市川の名称は市西端に流れる江戸川が当時東国一の川であったことから一の川が訛ったとする説、江戸川の河岸に川舟が集まり定期的に市が開かれていたことに由来するという説の2つが有力である。市川の地名が初めて登場するのは『義経記』。石橋山の戦いで敗れ安房で再起した源頼朝が、軍勢を率いて下総の松戸庄市河に達するという記述がある。

## 町名
市川市では、一部の区域で住居表示に関する法律に基づく住居表示が実施されている。
| 町名           | 町名の読み       | 町区域新設年月日 | 住居表示実施年月日 | 住居表示実施前の町名等                              | 備考 |
| -------------- | ---------------- | ---------------- | ------------------ | --------------------------------------------------- | ---- |
| 国府台一丁目   | こうのだい       | 1966年4月1日     | 1966年4月1日       | 国府台町1、国分町の各一部                           |      |
| 国府台二丁目   | こうのだい       | 1966年4月1日     | 1966年4月1日       | 国府台町1の一部                                     |      |
| 国府台三丁目   | こうのだい       | 1966年4月1日     | 1966年4月1日       | 国府台町1、国府台町2の各一部                        |      |
| 国府台四丁目   | こうのだい       | 1966年4月1日     | 1966年4月1日       | 国府台町2の一部                                     |      |
| 国府台五丁目   | こうのだい       | 1966年4月1日     | 1966年4月1日       | 国府台町1、国府台町2、国府台町3の各一部             |      |
| 国府台六丁目   | こうのだい       | 1966年4月1日     | 1966年4月1日       | 国府台町3の一部                                     |      |
| 市川一丁目     | いちかわ         | 1965年7月1日     | 1965年7月1日       | 市川町5、新田町3の各一部                            |      |
| 市川二丁目     | いちかわ         | 1965年7月1日     | 1965年7月1日       | 市川町3の全部と市川町2、市川町5の各一部             |      |
| 市川三丁目     | いちかわ         | 1965年7月1日     | 1965年7月1日       | 市川町1の全部と市川町2、根本町、真間町2の各一部     |      |
| 市川四丁目     | いちかわ         | 1965年7月1日     | 1965年7月1日       | 根本町、真間町1の各一部                             |      |
| 市川南一丁目   | いちかわみなみ   | 1965年7月1日     | 1965年7月1日       | 市川町5の一部                                       |      |
| 市川南二丁目   | いちかわみなみ   | 1965年7月1日     | 1965年7月1日       | 市川町5の一部                                       |      |
| 市川南三丁目   | いちかわみなみ   | 1965年7月1日     | 1965年7月1日       | 市川町4の一部                                       |      |
| 市川南四丁目   | いちかわみなみ   | 1965年7月1日     | 1965年7月1日       | 市川町4の一部                                       |      |
| 市川南五丁目   | いちかわみなみ   | 1966年9月1日     | 1966年9月1日       | 市川町4の全部                                       |      |
| 真間一丁目     | まま             | 1966年4月1日     | 1966年4月1日       | 真間町4の全部と真間町3の一部                        |      |
| 真間二丁目     | まま             | 1966年4月1日     | 1966年4月1日       | 真間町2の全部                                       |      |
| 真間三丁目     | まま             | 1966年4月1日     | 1966年4月1日       | 真間町3の一部                                       |      |
| 真間四丁目     | まま             | 1966年4月1日     | 1966年4月1日       | 真間町1、根本町の各一部                             |      |
| 真間五丁目     | まま             | 1966年4月1日     | 1966年4月1日       | 真間町1、国分町の各一部                             |      |
| 新田一丁目     | しんでん         | 1968年2月1日     | 1968年2月1日       | 新田町1の全部と平田町3の一部                        |      |
| 新田二丁目     | しんでん         | 1968年2月1日     | 1968年2月1日       | 新田町2の一部                                       |      |
| 新田三丁目     | しんでん         | 1968年2月1日     | 1968年2月1日       | 新田町2の一部                                       |      |
| 新田四丁目     | しんでん         | 1968年2月1日     | 1968年2月1日       | 新田町4、大洲町の各一部                             |      |
| 新田五丁目     | しんでん         | 1968年2月1日     | 1968年2月1日       | 新田町3の全部と新田町4の一部                        |      |
| 平田一丁目     | ひらた           | 1968年2月1日     | 1968年2月1日       | 平田町1、平田町2、平田町3の各一部                   |      |
| 平田二丁目     | ひらた           | 1968年2月1日     | 1968年2月1日       | 平田町2、平田町3の各一部                            |      |
| 平田三丁目     | ひらた           | 1968年2月1日     | 1968年2月1日       | 平田町1、平田町2、平田町3の各一部                   |      |
| 平田四丁目     | ひらた           | 1968年2月1日     | 1968年2月1日       | 平田町1、平田町2、平田町3の各一部                   |      |
| 大洲一丁目     | おおす           | 1968年2月1日     | 1968年2月1日       | 大洲町の一部                                        |      |
| 大洲二丁目     | おおす           | 1968年2月1日     | 1968年2月1日       | 大洲町、下新宿の各一部                              |      |
| 大洲三丁目     | おおす           | 1968年2月1日     | 1968年2月1日       | 大洲町の一部                                        |      |
| 大洲四丁目     | おおす           | 1968年2月1日     | 1968年2月1日       | 大洲町、新田町4の各一部                             |      |
| 大和田一丁目   | おおわだ         | 1968年2月1日     | 1968年2月1日       | 大和田の一部                                        |      |
| 大和田二丁目   | おおわだ         | 1968年2月1日     | 1968年2月1日       | 大和田、本行徳の各一部                              |      |
| 大和田三丁目   | おおわだ         | 1968年2月1日     | 1968年2月1日       | 河原の一部                                          |      |
| 大和田四丁目   | おおわだ         | 1968年2月1日     | 1968年2月1日       | 上下妙典、平田町3、河原の各一部                     |      |
| 大和田五丁目   | おおわだ         | 1968年2月1日     | 1968年2月1日       | 大和田、本行徳、上下妙典、河原の各一部              |      |
| 東大和田一丁目 | ひがしおおわだ   | 1968年           | 年月日             | 本行徳、稲荷木の一部                                |      |
| 東大和田二丁目 | ひがしおおわだ   | 1968年           | 年月日             | 本行徳、稲荷木の一部                                |      |
| 稲荷木一丁目   | とうかぎ         | 1973年2月1日     | 1973年2月1日       | 稲荷木、田尻の各一部                                |      |
| 稲荷木二丁目   | とうかぎ         | 1973年2月1日     | 1973年2月1日       | 稲荷木、河原、大和田、田尻の各一部                  |      |
| 稲荷木三丁目   | とうかぎ         | 1973年2月1日     | 1973年2月1日       | 稲荷木、本行徳、大和田の各一部                      |      |
| 八幡一丁目     | やわた           | 1967年2月1日     | 1967年2月1日       | 八幡町1、鬼越町1の各一部                            |      |
| 八幡二丁目     | やわた           | 1967年2月1日     | 1967年2月1日       | 八幡町1、八幡町3、八幡町4、八幡町6の各一部          |      |
| 八幡三丁目     | やわた           | 1967年2月1日     | 1967年2月1日       | 八幡町4の一部                                       |      |
| 八幡四丁目     | やわた           | 1967年2月1日     | 1967年2月1日       | 八幡町3の一部                                       |      |
| 八幡五丁目     | やわた           | 1967年2月1日     | 1967年2月1日       | 八幡町1、八幡町2の各一部                            |      |
| 八幡六丁目     | やわた           | 1967年2月1日     | 1967年2月1日       | 八幡町2、八幡町3の各一部                            |      |
| 南八幡一丁目   | みなみやわた     | 1967年2月1日     | 1967年2月1日       | 八幡町7の一部                                       |      |
| 南八幡二丁目   | みなみやわた     | 年月日           | 年月日             |                                                     |      |
| 南八幡三丁目   | みなみやわた     | 1967年2月1日     | 1967年2月1日       | 八幡町6、八幡町7の各一部                            |      |
| 南八幡四丁目   | みなみやわた     | 1967年2月1日     | 1967年2月1日       | 八幡町6の一部                                       |      |
| 南八幡五丁目   | みなみやわた     | 1967年2月1日     | 1967年2月1日       | 八幡町5の全部                                       |      |
| 菅野一丁目     | すがの           | 1967年2月1日     | 1967年2月1日       | 菅野町1、菅野町5、平田町1の各一部                   |      |
| 菅野二丁目     | すがの           | 1967年2月1日     | 1967年2月1日       | 菅野町5、平田町1、平田町2、平田町3、新田町1の各一部 |      |
| 菅野三丁目     | すがの           | 1967年2月1日     | 1967年2月1日       | 菅野町5、菅野町6、新田町1の各一部                   |      |
| 菅野四丁目     | すがの           | 1967年2月1日     | 1967年2月1日       | 菅野町1、菅野町4の各一部                            |      |
| 菅野五丁目     | すがの           | 1967年2月1日     | 1967年2月1日       | 菅野町4の一部                                       |      |
| 菅野六丁目     | すがの           | 1967年2月1日     | 1967年2月1日       | 菅野町6の一部                                       |      |
| 東菅野一丁目   | ひがしすがの     | 1967年2月1日     | 1967年2月1日       | 菅野町2の全部と八幡町2の一部                        |      |
| 東菅野二丁目   | ひがしすがの     | 1967年2月1日     | 1967年2月1日       | 菅野町3の一部                                       |      |
| 東菅野三丁目   | ひがしすがの     | 1967年2月1日     | 1967年2月1日       | 菅野町3、八幡町2の各一部                            |      |
| 東菅野四丁目   | ひがしすがの     | 1967年2月1日     | 1967年2月1日       | 菅野町3、八幡町2、宮久保町の各一部                  |      |
| 東菅野五丁目   | ひがしすがの     | 年月日           | 1986年6月1日       | 東菅野5、宮久保町の各全部と北方町4の一部            |      |
| 宮久保一丁目   | みやくぼ         | 1971年2月1日     | 1971年2月1日       | 宮久保町、曽谷町の各一部                            |      |
| 宮久保二丁目   | みやくぼ         | 1971年2月1日     | 1971年2月1日       | 宮久保町、曽谷町の各一部                            |      |
| 宮久保三丁目   | みやくぼ         | 1971年2月1日     | 1971年2月1日       | 宮久保町の一部                                      |      |
| 宮久保四丁目   | みやくぼ         | 1971年2月1日     | 1971年2月1日       | 宮久保町の一部                                      |      |
| 宮久保五丁目   | みやくぼ         | 1971年2月1日     | 1971年2月1日       | 宮久保町の一部                                      |      |
| 宮久保六丁目   | みやくぼ         | 1971年2月1日     | 1971年2月1日       | 宮久保町の一部                                      |      |
| 鬼越一丁目     | おにごえ         | 1969年9月1日     | 1969年9月1日       | 鬼越町1、鬼越町2、高石神町の各一部                  |      |
| 鬼越二丁目     | おにごえ         | 1969年9月1日     | 1969年9月1日       | 鬼越町1、鬼越町2、高石神町の各一部                  |      |
| 鬼高一丁目     | おにたか         | 1969年9月1日     | 1969年9月1日       | 八幡町7の全部と鬼高町の一部                         |      |
| 鬼高二丁目     | おにたか         | 1969年9月1日     | 1969年9月1日       | 鬼高町の一部                                        |      |
| 鬼高三丁目     | おにたか         | 1969年9月1日     | 1969年9月1日       | 鬼高町の一部                                        |      |
| 鬼高四丁目     | おにたか         | 1973年2月1日     | 1973年2月1日       | 鬼高町、田尻、稲荷木の各一部                        |      |
| 高石神         | たかいしがみ     | 1969年9月1日     | 1969年9月1日       | 高石神町、鬼越町2の各一部                           |      |
| 中山一丁目     | なかやま         | 1969年9月1日     | 1969年9月1日       | 中山町3の全部と中山町2の各一部                      |      |
| 中山二丁目     | なかやま         | 1969年9月1日     | 1969年9月1日       | 中山町2、若宮町2の各一部                            |      |
| 中山三丁目     | なかやま         | 1969年9月1日     | 1969年9月1日       | 中山町2の一部                                       |      |
| 中山四丁目     | なかやま         | 1969年9月1日     | 1969年9月1日       | 中山町1の全部                                       |      |
| 若宮一丁目     | わかみや         | 1969年9月1日     | 1969年9月1日       | 若宮町1の全部                                       |      |
| 若宮二丁目     | わかみや         | 1969年9月1日     | 1969年9月1日       | 若宮町2、若宮町3、中山町2の各一部                   |      |
| 若宮三丁目     | わかみや         | 1969年9月1日     | 1969年9月1日       | 若宮町3、北方町3の各一部                            |      |
| 北方一丁目     | きたかた         | 1969年9月1日     | 1969年9月1日       | 北方町1の全部                                       |      |
| 北方二丁目     | きたかた         | 1969年9月1日     | 1969年9月1日       | 北方町2の全部                                       |      |
| 北方三丁目     | きたかた         | 1969年9月1日     | 1969年9月1日       | 北方町3の一部                                       |      |
| 本北方一丁目   | もときたかた     | 1969年9月1日     | 1969年9月1日       | 北方町3の一部                                       |      |
| 本北方二丁目   | もときたかた     | 1969年9月1日     | 1969年9月1日       | 北方町3の一部                                       |      |
| 本北方三丁目   | もときたかた     | 1969年9月1日     | 1969年9月1日       | 北方町3の一部                                       |      |
| 北方町四丁目   | ぼっけまち       | 1951年12月1日    | 未実施             |                                                     |      |
| 国分一丁目     | こくぶん         | 1972年2月1日     | 1972年2月1日       | 国分町の一部                                        |      |
| 国分二丁目     | こくぶん         | 1972年2月1日     | 1972年2月1日       | 国分町の一部                                        |      |
| 国分三丁目     | こくぶん         | 1972年2月1日     | 1972年2月1日       | 国分町の一部                                        |      |
| 国分四丁目     | こくぶん         | 1972年2月1日     | 1972年2月1日       | 国分町の一部                                        |      |
| 国分五丁目     | こくぶん         | 1972年2月1日     | 1972年2月1日       | 国分町、中国分町の各一部                            |      |
| 国分六丁目     | こくぶん         | 1972年2月1日     | 1972年2月1日       | 国分町の一部                                        |      |
| 国分七丁目     | こくぶん         | 1972年2月1日     | 1972年2月1日       | 国分町、北国分町の各一部                            |      |
| 中国分一丁目   | なかこくぶん     | 1972年2月1日     | 1972年2月1日       | 中国分町の一部                                      |      |
| 中国分二丁目   | なかこくぶん     | 1972年2月1日     | 1972年2月1日       | 中国分町の一部                                      |      |
| 中国分三丁目   | なかこくぶん     | 1972年2月1日     | 1972年2月1日       | 中国分町の一部                                      |      |
| 中国分四丁目   | なかこくぶん     | 1972年2月1日     | 1972年2月1日       | 国府台町3の全部と国分町、中国分町の各一部           |      |
| 中国分五丁目   | なかこくぶん     | 1972年2月1日     | 1972年2月1日       | 中国分町の一部                                      |      |
| 北国分一丁目   | きたこくぶん     | 1972年2月1日     | 1972年2月1日       | 北国分町の一部                                      |      |
| 北国分二丁目   | きたこくぶん     | 1972年2月1日     | 1972年2月1日       | 北国分町の一部                                      |      |
| 北国分三丁目   | きたこくぶん     | 1974年2月1日     | 1974年2月1日       | 北国分町の一部                                      |      |
| 北国分四丁目   | きたこくぶん     | 1974年2月1日     | 1974年2月1日       | 北国分町の一部                                      |      |
| 須和田一丁目   | すわだ           | 1966年4月1日     | 1966年4月1日       | 須和田町1の全部と宮久保町、国分町の各一部           |      |
| 須和田二丁目   | すわだ           | 1966年4月1日     | 1966年4月1日       | 須和田町2の全部                                     |      |
| 稲越一丁目     | いなごし         | 1951年12月1日    | 2021年2月1日       | 稲越町の一部                                        |      |
| 稲越二丁目     | いなごし         | 1951年12月1日    | 2021年2月1日       | 稲越町の一部                                        |      |
| 稲越三丁目     | いなごし         | 1951年12月1日    | 2021年2月1日       | 稲越町の一部                                        |      |
| 曽谷一丁目     | そや             | 1971年2月1日     | 1971年2月1日       | 曽谷町の一部                                        |      |
| 曽谷二丁目     | そや             | 1971年2月1日     | 1971年2月1日       | 曽谷町の一部                                        |      |
| 曽谷三丁目     | そや             | 1971年2月1日     | 1971年2月1日       | 曽谷町の一部                                        |      |
| 曽谷四丁目     | そや             | 1971年2月1日     | 1971年2月1日       | 曽谷町の一部                                        |      |
| 曽谷五丁目     | そや             | 1971年2月1日     | 1971年2月1日       | 曽谷町の一部                                        |      |
| 曽谷六丁目     | そや             | 1974年2月1日     | 1974年2月1日       | 曽谷町の一部                                        |      |
| 曽谷七丁目     | そや             | 1971年2月1日     | 1971年2月1日       | 曽谷町の一部                                        |      |
| 曽谷八丁目     | そや             | 1971年2月1日     | 1971年2月1日       | 曽谷町の一部                                        |      |
| 下貝塚一丁目   | しもかいづか     | 1981年2月1日     | 1981年2月1日       | 下貝塚町の一部                                      |      |
| 下貝塚二丁目   | しもかいづか     | 1981年2月1日     | 1981年2月1日       | 下貝塚町、大野町1の各一部                           |      |
| 下貝塚三丁目   | しもかいづか     | 1981年2月1日     | 1981年2月1日       | 下貝塚町、北方町4の各一部                           |      |
| 東国分一丁目   | ひがしこくぶん   | 1974年2月1日     | 1974年2月1日       | 曽谷町の一部                                        |      |
| 東国分二丁目   | ひがしこくぶん   | 1974年2月1日     | 1974年2月1日       | 曽谷町の一部                                        |      |
| 東国分三丁目   | ひがしこくぶん   | 1974年2月1日     | 1974年2月1日       | 曽谷町の一部                                        |      |
| 堀之内一丁目   | ほりのうち       | 1996年2月1日     | 1996年2月1日       | 北国分町の一部                                      |      |
| 堀之内二丁目   | ほりのうち       | 1996年2月1日     | 1996年2月1日       | 北国分町の一部                                      |      |
| 堀之内三丁目   | ほりのうち       | 1996年2月1日     | 1996年2月1日       | 北国分町の一部                                      |      |
| 堀之内四丁目   | ほりのうち       | 1996年2月1日     | 1996年2月1日       | 北国分町の一部                                      |      |
| 堀之内五丁目   | ほりのうち       | 1996年2月1日     | 1996年2月1日       | 北国分町の一部                                      |      |
| 東浜一丁目     | ひがしはま       | 年月日           | 未実施             |                                                     |      |
| 田尻           | たじり           | 1955年3月31日    | 未実施             |                                                     |      |
| 田尻一丁目     | たじり           | 1973年2月1日     | 1973年2月1日       | 鬼高町、田尻、稲荷木の各一部                        |      |
| 田尻二丁目     | たじり           | 1973年2月1日     | 1973年2月1日       | 鬼高町、田尻、稲荷木の各一部                        |      |
| 田尻三丁目     | たじり           | 1973年2月1日     | 1973年2月1日       | 鬼高町の一部                                        |      |
| 田尻四丁目     | たじり           | 1973年2月1日     | 1973年2月1日       | 鬼高町、田尻の各一部                                |      |
| 田尻五丁目     | たじり           | 1973年2月1日     | 1973年2月1日       | 田尻、稲荷木、高谷、河原の各一部                    |      |
| 高谷           | こうや           | 1955年3月31日    | 未実施             |                                                     |      |
| 高谷一丁目     | こうや           | 1976年4月1日     | 1976年4月1日       | 高谷の一部                                          |      |
| 高谷二丁目     | こうや           | 1976年4月1日     | 1976年4月1日       | 高谷の一部                                          |      |
| 高谷三丁目     | こうや           | 1976年4月1日     | 1976年4月1日       | 高谷の一部                                          |      |
| 高谷新町       | こうやしんまち   | 年月日           | 未実施             |                                                     |      |
| 原木           | ばらき           | 1955年3月31日    | 未実施             |                                                     |      |
| 原木一丁目     | ばらき           | 1976年4月1日     | 1976年4月1日       | 原木の一部                                          |      |
| 原木二丁目     | ばらき           | 1976年4月1日     | 1976年4月1日       | 原木、高谷の各一部                                  |      |
| 原木三丁目     | ばらき           | 1976年4月1日     | 1976年4月1日       | 原木、二俣の各一部                                  |      |
| 原木四丁目     | ばらき           | 1976年4月1日     | 1976年4月1日       | 原木の一部                                          |      |
| 二俣           | ふたまた         | 1955年3月31日    | 未実施             |                                                     |      |
| 二俣一丁目     | ふたまた         | 1976年4月1日     | 1976年4月1日       | 二俣、原木の各一部                                  |      |
| 二俣二丁目     | ふたまた         | 1976年4月1日     | 1976年4月1日       | 印内飛地の全部と二俣、二子飛地、本郷飛地の各一部    |      |
| 二俣新町       | ふたまたしんまち | 年月日           | 未実施             |                                                     |      |
| 上妙典         | かみみょうでん   | 1955年3月31日    | 未実施             |                                                     |      |
| 二子飛地       | ふたごとびち     | 1955年3月31日    | 未実施             |                                                     |      |
| 本郷飛地       | ほんごうとびち   | 1955年3月31日    | 未実施             |                                                     |      |

| 町名         | 町名の読み   | 町区域新設年月日 | 住居表示実施年月日 | 住居表示実施前の町名等                                    | 備考 |
| ------------ | ------------ | ---------------- | ------------------ | --------------------------------------------------------- | ---- |
| 南大野一丁目 | みなみおおの | 1986年6月1日     | 1986年6月1日       | 下貝塚町の全部と北方町4、奉免町、大野町1、大野町2の各一部 |      |
| 南大野二丁目 | みなみおおの | 1986年6月1日     | 1986年6月1日       | 大野町2の一部                                             |      |
| 南大野三丁目 | みなみおおの | 1986年6月1日     | 1986年6月1日       | 大野町2の一部                                             |      |
| 大野町一丁目 | おおのまち   | 1951年12月1日    | 未実施             |                                                           |      |
| 大野町二丁目 | おおのまち   | 1951年12月1日    | 未実施             |                                                           |      |
| 大野町三丁目 | おおのまち   | 1951年12月1日    | 未実施             |                                                           |      |
| 大野町四丁目 | おおのまち   | 1951年12月1日    | 未実施             |                                                           |      |
| 柏井町一丁目 | かしわいまち | 1951年12月1日    | 未実施             |                                                           |      |
| 柏井町二丁目 | かしわいまち | 1951年12月1日    | 未実施             |                                                           |      |
| 柏井町三丁目 | かしわいまち | 1951年12月1日    | 未実施             |                                                           |      |
| 柏井町四丁目 | かしわいまち | 1951年12月1日    | 未実施             |                                                           |      |
| 大町         | おおまち     | 1951年12月1日    | 未実施             |                                                           |      |
| 奉免町       | ほうめまち   | 1951年12月1日    | 未実施             |                                                           |      |

| 町名           | 町名の読み         | 町区域新設年月日 | 住居表示実施年月日 | 住居表示実施前の町名等                                                  | 備考                 |
| -------------- | ------------------ | ---------------- | ------------------ | ----------------------------------------------------------------------- | -------------------- |
| 本行徳         | ほんぎょうとく     | 年月日           | 1978年4月1日       | 本行徳の一部                                                            |                      |
| 加藤新田       | かとうしんでん     | 年月日           | 未実施             |                                                                         |                      |
| 千鳥町         | ちどりちょう       | 年月日           | 未実施             |                                                                         | 町名地番整理実施区域 |
| 高浜町         | たかはままち       | 年月日           | 未実施             |                                                                         | 町名地番整理実施区域 |
| 関ヶ島         | せきがしま         | 年月日           | 1978年4月1日       | 関ヶ島の一部                                                            |                      |
| 伊勢宿         | いせじゅく         | 年月日           | 1978年4月1日       | 伊勢宿の一部                                                            |                      |
| 下新宿         | しもしんしゅく     | 年月日           | 1978年4月1日       | 下新宿の一部                                                            |                      |
| 河原           | かわら             | 年月日           | 1978年4月1日       | 河原の一部                                                              |                      |
| 下妙典         | しもみょうでん     | 年月日           | 未実施             |                                                                         |                      |
| 妙典一丁目     | みょうでん         | 1978年4月1日     | 1978年4月1日       | 妙典の各一部                                                            |                      |
| 妙典二丁目     | みょうでん         | 1978年4月1日     | 1978年4月1日       | 妙典の各一部                                                            |                      |
| 妙典三丁目     | みょうでん         | 1978年4月1日     | 1978年4月1日       | 妙典の各一部                                                            |                      |
| 妙典四丁目     | みょうでん         | 1998年2月1日     | 1998年2月1日       | 上妙典、下妙典、富浜1の各一部                                           |                      |
| 妙典五丁目     | みょうでん         | 1998年2月1日     | 1998年2月1日       | 上妙典、下妙典、富浜1の各一部                                           |                      |
| 妙典六丁目     | みょうでん         | 1998年2月1日     | 1998年2月1日       | 上妙典、下妙典、富浜1の各一部                                           |                      |
| 押切           | おしきり           | 年月日           | 1978年4月1日       | 押切の一部                                                              |                      |
| 湊             | みなと             | 年月日           | 1977年2月1日       | 湊、湊新田の各一部                                                      |                      |
| 湊新田         | みなとしんでん     | 年月日           | 1977年2月1日       | 湊新田、湊の各一部                                                      |                      |
| 湊新田一丁目   | みなとしんでん     | 年月日           | 1979年5月1日       | 湊新田1の各全部                                                         |                      |
| 湊新田一丁目   | みなとしんでん     | 年月日           | 1979年5月1日       | 湊新田2の各全部                                                         |                      |
| 香取一丁目     | かんどり           | 年月日           | 1977年2月1日       | 香取の全部及び香取1、欠真間1の各一部                                    |                      |
| 香取一丁目     | かんどり           | 年月日           | 1979年5月1日       | 香取1のうち住居表示未実施区域の全部                                     |                      |
| 香取二丁目     | かんどり           | 年月日           | 1979年5月1日       | 香取2の全部                                                             |                      |
| 欠真間一丁目   | かけまま           | 年月日           | 1977年2月1日       | 欠真間、欠真間1の各一部                                                 |                      |
| 欠真間一丁目   | かけまま           | 年月日           | 1979年5月1日       | 欠真間1のうち住居表示未実施区域の全部                                   |                      |
| 欠真間二丁目   | かけまま           | 年月日           | 1980年2月1日       | 欠真間2の全部                                                           |                      |
| 相之川一丁目   | あいのかわ         | 1977年2月1日     | 1977年2月1日       | 相之川、相之川2、欠真間の各一部                                         |                      |
| 相之川二丁目   | あいのかわ         | 1972年12月27日   | 1980年2月1日       | 相之川2の全部                                                           |                      |
| 相之川三丁目   | あいのかわ         | 1972年12月27日   | 1980年2月1日       | 相之川2の全部                                                           |                      |
| 相之川四丁目   | あいのかわ         | 1972年12月27日   | 1980年2月1日       | 相之川4の全部                                                           |                      |
| 新井一丁目     | あらい             | 1977年2月1日     | 1977年2月1日       | 新井、新井2、相之川、広尾1、当代島飛地、島尻の各一部                    |                      |
| 新井二丁目     | あらい             | 1972年12月27日   | 1980年2月1日       | 新井2の全部                                                             |                      |
| 新井三丁目     | あらい             | 1972年12月27日   | 1980年2月1日       | 新井3の全部                                                             |                      |
| 島尻           | しまじり           | 1956年           | 1977年2月1日       | 島尻、新井の各一部                                                      |                      |
| 広尾一丁目     | ひろお             | 年月日           | 1977年2月1日       | 広尾1、相之川、新井の各一部                                             |                      |
| 広尾二丁目     | ひろお             | 1979年5月1日     | 1979年5月1日       | 相之川、新井、当代島飛地の各全部及び広尾1のうち住居表示未実施区域の全部 |                      |
| 南行徳一丁目   | みなみぎょうとく   | 1972年12月27日   | 1980年2月1日       | 南行徳1の全部                                                           |                      |
| 南行徳二丁目   | みなみぎょうとく   | 1972年12月27日   | 1980年2月1日       | 南行徳2の全部                                                           |                      |
| 南行徳三丁目   | みなみぎょうとく   | 1972年12月27日   | 1980年2月1日       | 南行徳3の全部                                                           |                      |
| 南行徳四丁目   | みなみぎょうとく   | 1972年12月27日   | 1980年2月1日       | 南行徳4の全部                                                           |                      |
| 塩浜一丁目     | しおはま           | 年月日           | 年月日             | 塩浜の各一部                                                            |                      |
| 塩浜二丁目     | しおはま           | 年月日           | 年月日             | 塩浜の各一部                                                            |                      |
| 塩浜三丁目     | しおはま           | 年月日           | 年月日             | 塩浜の各一部                                                            |                      |
| 塩浜四丁目     | しおはま           | 年月日           | 年月日             | 塩浜の各一部                                                            |                      |
| 福栄一丁目     | ふくえい           | 年月日           | 1979年5月1日       | 福栄1の全部及び欠真間の一部                                             |                      |
| 福栄二丁目     | ふくえい           | 年月日           | 1979年5月1日       | 福栄2の全部及び欠真間の一部                                             |                      |
| 福栄三丁目     | ふくえい           | 年月日           | 1979年5月1日       | 福栄3の全部及び欠真間の一部                                             |                      |
| 福栄四丁目     | ふくえい           | 年月日           | 1979年5月1日       | 福栄4の全部及び欠真間の一部                                             |                      |
| 行徳駅前一丁目 | ぎょうとくえきまえ | 年月日           | 1979年5月1日       | 行徳駅前1の全部及び本行徳の一部                                         |                      |
| 行徳駅前二丁目 | ぎょうとくえきまえ | 年月日           | 1979年5月1日       | 行徳駅前2の全部及び本行徳の一部                                         |                      |
| 行徳駅前三丁目 | ぎょうとくえきまえ | 年月日           | 1979年5月1日       | 行徳駅前3の全部及び本行徳の一部                                         |                      |
| 行徳駅前四丁目 | ぎょうとくえきまえ | 年月日           | 1979年5月1日       | 行徳駅前4の全部及び本行徳の一部                                         |                      |
| 新浜一丁目     | にいはま           | 年月日           | 年月日             | 新浜の各一部                                                            |                      |
| 新浜二丁目     | にいはま           | 年月日           | 年月日             | 新浜の各一部                                                            |                      |
| 新浜三丁目     | にいはま           | 年月日           | 年月日             | 新浜の各一部                                                            |                      |
| 新浜四丁目     | にいはま           | 年月日           | 年月日             | 新浜の各一部                                                            |                      |
| 入船           | いりふね           | 1979年5月1日     | 1979年5月1日       | 入船町の全部及び本行徳の一部                                            |                      |
| 日之出         | ひので             | 1979年5月1日     | 1979年5月1日       | 日之出町の全部                                                          |                      |
| 末広一丁目     | すえひろ           | 年月日           | 1980年2月1日       | 末広1の全部                                                             |                      |
| 末広二丁目     | すえひろ           | 年月日           | 1980年2月1日       | 末広2の全部                                                             |                      |
| 本塩           | ほんしお           | 年月日           | 1978年4月1日       | 住吉1の全部及び本行徳、下新宿、住吉2の各一部                            |                      |
| 富浜一丁目     | とみはま           | 年月日           | 1980年2月1日       | 富浜1の一部                                                             |                      |
| 富浜二丁目     | とみはま           | 年月日           | 1980年2月1日       | 富浜2の全部                                                             |                      |
| 富浜三丁目     | とみはま           | 年月日           | 1980年2月1日       | 富浜3の全部                                                             |                      |
| 塩焼一丁目     | しおやき           | 年月日           | 2000年2月1日       | 塩焼1の全部及び下妙典の一部                                             |                      |
| 塩焼二丁目     | しおやき           | 年月日           | 2000年2月1日       | 塩焼2の全部及び下妙典の一部                                             |                      |
| 塩焼三丁目     | しおやき           | 年月日           | 2000年2月1日       | 塩焼3の全部及び下妙典の一部                                             |                      |
| 塩焼四丁目     | しおやき           | 年月日           | 2000年2月1日       | 塩焼4の全部及び下妙典の一部                                             |                      |
| 塩焼五丁目     | しおやき           | 年月日           | 2000年2月1日       | 塩焼5の全部及び下妙典の一部                                             |                      |
| 宝一丁目       | たから             | 年月日           | 1980年2月1日       | 宝1の全部                                                               |                      |
| 宝二丁目       | たから             | 年月日           | 1980年2月1日       | 宝2の全部                                                               |                      |
| 幸一丁目       | さいわい           | 年月日           | 1980年2月1日       | 幸1の全部                                                               |                      |
| 幸二丁目       | さいわい           | 年月日           | 1980年2月1日       | 幸2の全部                                                               |                      |

## 人口
2020年国勢調査より前回調査からの人口増減を見ると、1.03%増の495,402人であり、増減率は千葉県下54市町村中11位、60行政区域中14位。

2021年度は転入者28,127人、転出者28,141人で8年ぶりの転出超過となった。
| |                                        |  |
| 市川市と全国の年齢別人口分布（2005年） | 市川市の年齢・男女別人口分布（2005年） |  |
| ■紫色 ― 市川市 ■緑色 ― 日本全国 | ■青色 ― 男性 ■赤色 ― 女性              |  |
| 市川市（に相当する地域）の人口の推移 \| 1970年（昭和45年） \| 261,055人 \| \| \| 1975年（昭和50年） \| 319,291人 \| \| \| 1980年（昭和55年） \| 364,244人 \| \| \| 1985年（昭和60年） \| 397,822人 \| \| \| 1990年（平成2年） \| 436,596人 \| \| \| 1995年（平成7年） \| 440,555人 \| \| \| 2000年（平成12年） \| 448,642人 \| \| \| 2005年（平成17年） \| 466,608人 \| \| \| 2010年（平成22年） \| 473,919人 \| \| \| 2015年（平成27年） \| 481,732人 \| \| \| 2020年（令和2年） \| 496,676人 \| \| |                                        |  |
| 総務省統計局 国勢調査より |                                        |  |
| 1970年（昭和45年） | 261,055人                              |  |
| 1975年（昭和50年） | 319,291人                              |  |
| 1980年（昭和55年） | 364,244人                              |  |
| 1985年（昭和60年） | 397,822人                              |  |
| 1990年（平成2年） | 436,596人                              |  |
| 1995年（平成7年） | 440,555人                              |  |
| 2000年（平成12年） | 448,642人                              |  |
| 2005年（平成17年） | 466,608人                              |  |
| 2010年（平成22年） | 473,919人                              |  |
| 2015年（平成27年） | 481,732人                              |  |
| 2020年（令和2年） | 496,676人                              |  |

### 人口0人地区
市川市が公表している町丁別世帯人口表によると以下の地区は人口が0人になっている
- 二俣新町
- 塩浜2丁目
- 東国分3丁目
- 千鳥町
- 高浜町
- 新浜3丁目
- 東浜1丁目
- 下妙典
- 田尻（旧番地）
  - 1～5丁目には居住者がいる

## 行政
1997年（平成9年）から行政サービス向上の一環として全国初の仕組みである、あらかじめ市役所に電話で住民票を申請し、午前中申請なら同日午後4時以降、自分の近所の公共施設や消防署、コンビニエンスストア、市内の商店などで住民票が受け取れる「取次所」を設けていた。受け取りの際には、認め印と受取人を確認する4桁の暗証番号が必要となっていた。（このサービスはコンビニエンスストアのマルチコピー機を用いた交付サービスに移行する形で、2010年（平成22年）3月16日正午までの受付分で終了した。）
個人市民税納税者等が納める税のうち、その1%の相当額を自ら任意に希望指名して地域づくりの主体であるボランティア団体やNPOなど、市民の自主的な活動に対してその団体の事業費（運営費を除く）に当てるよう要請することができるという、全国初の1%支援制度（市民活動団体支援制）がある。2005年（平成17年）度に開始され、2007年（平成19年）から3団体まで支援できる団体数を拡大し、納税者以外が地域ポイントも振り当てられるよう条例改正をした。NHKでテレビ放送されたEUハンガリー国のパーセント法がヒントとなっている。
地方自治法第252条の22第1項に定める政令による中核市になる要件を満たしている。2022年現在、中核市移行に向けて、市役所内（市長部局及び、市議会の特別委員会）にて検討中。ただし、現市長は、費用対効果などを考慮した結果、移行には消極的であるとされる。
健康都市推進協議会（2003年（平成15年）12月24日発足）により市民（委託された健康都市推進員などによる）と協働で2004年（平成16年）11月にWHO健康都市を宣言し取り組んでいる。2008年（平成20年）10月に健康都市連合国際大会が開催され、「健康都市市川宣言」を採択した。
2009年（平成21年）9月11日 - 市議会は市民の意見も参考に条例改正を可決し、2010年（平成22年）4月から路上などの犬の糞の放置や不始末と空き缶のポイ捨てに過料2,000円を科すとした。これらの過料は日本で初めてとされる。
2010年（平成22年）10月23日-24日 - 市政戦略会議は公募市民を12人含む30人の委員により20事業25項目を対象とした初めての事業仕分けを行った。

### 市長
- 田中甲（2022年（令和4年）4月22日就任、1期目）[33]
  - 元衆議院議員、元千葉県議会議員、元市川市議会議員。

歴代市長
| 代           | 氏名         | 就任日         | 退任日         | 備考         |
| 官選市川市長 | 官選市川市長 | 官選市川市長   | 官選市川市長   | 官選市川市長 |
| ------------ | ------------ | -------------- | -------------- | ------------ |
| 1 - 3        | 浮谷竹次郎   | 1934年12月6日  | 1940年4月28日  |              |
| 4            | 稲内清二     | 1940年6月11日  | 1941年10月7日  |              |
| 5            | 林幸司       | 1942年7月1日   | 1943年12月5日  |              |
| 6            | 高橋統閭     | 1944年3月5日   | 1946年11月11日 |              |
| 公選市川市長 |              |                |                |              |
| 7 - 8        | 浮谷竹次郎   | 1947年4月9日   | 1955年5月1日   |              |
| 9            | 織田智       | 1955年5月2日   | 1956年2月15日  |              |
| 10 - 12      | 浮谷竹次郎   | 1956年3月25日  | 1964年12月15日 |              |
| 13           | 浮谷元吉     | 1965年1月31日  | 1965年12月12日 |              |
| 14 - 15      | 富川進       | 1966年1月30日  | 1974年1月29日  |              |
| 16           | 鈴木忠兵衛   | 1974年1月30日  | 1977年12月11日 |              |
| 17 - 21      | 高橋國雄     | 1977年12月25日 | 1997年12月24日 |              |
| 22 - 24      | 千葉光行     | 1997年12月25日 | 2009年12月24日 |              |
| 25 - 26      | 大久保博     | 2009年12月25日 | 2017年12月24日 |              |
| 27           | 村越祐民     | 2018年4月22日  | 2022年4月21日  |              |
| 28           | 田中甲       | 2022年4月22日  |                |              |

### 財政
財政は豊かであり、地方交付税のうち財源不足の自治体に交付される普通交付税の交付を受けていない。財政力指数は1.108(令和2年)であり、類似団体と比べ平均を大きく上回る。なお、千葉県内で1を超える団体（いわゆる不交付団体）は54市町村中7市であり、市川市はその一自治体である。
職員給与が国家公務員よりも高く、2014年の地方公務員給与実態調査の結果によると全国7位であり、ラスパイレス指数（国家公務員の給与を100とした場合の地方公務員の給与水準）は103.4（全国平均は98.6）。職員の採用試験を有料とし、申込みに際して受験料を徴収している。こうした職員採用試験の受験料の徴収について総務省は「自治体が自治体職員採用試験で受験者から受験料を取るのは、地方自治法の規定に違反する。」という見解を出している。地方自治法第二百二十七条は、住民票交付など住民に利益を与える事務では手数料を徴収できると規定しているが、総務省は「自治体職員の採用試験は、自治体のための事務であり徴収はできない。」としている。人事院勧告に従い、市役所職員採用の年齢・学歴などによる制限を事実上撤廃し、59歳まで出願可能とした。

### 警察・消防
- 千葉県警察
  - 市川警察署
  - 行徳警察署
- 市川市消防局
  - 東消防署
  - 西消防署
  - 南消防署
  - 北消防署

### 国の施設
- 法務省
  - 千葉地方法務局 市川支局
- 財務省
  - 東京税関 東京航空貨物出張所
- 厚生労働省
  - 千葉労働局 市川公共職業安定所
  - 国立国際医療研究センター 国府台病院
- 国土交通省
  - 関東地方整備局 首都国道事務所市川相談所
- 防衛省
  - 自衛隊千葉地方協力本部 市川募集案内所
- 宮内庁
  - 宮内庁新浜鴨場
- 検察庁
  - 市川区検察庁
- 国税庁
  - 東京国税局 市川税務署
- 特殊法人
  - 日本年金機構 市川年金事務所
  - 日本郵便株式会社 市川郵便局、行徳郵便局
- 裁判所
  - 千葉家庭裁判所 市川出張所
  - 市川簡易裁判所

### 市の施設
- 市川市役所
- メディアパーク市川 - 1994年（平成6年）11月1日開館[35][36]。
- 市川市立図書館 - 蔵書数約110万冊[37]。
  - 中央図書館、行徳図書館（1989年（平成元年）4月15日開館[38]）、南行徳図書館、市川駅南口図書館、信篤図書館。
- 市川歴史博物館
- 市川考古博物館
- 市川自然博物館 - 1989年（平成元年）10月24日開館[39]。千葉県内初の自然博物館で[40]、開館時には動植物の標本を約2,000点収蔵していた[41]。
- 市川市動植物園 - 市立動物園および植物園。1987年（昭和62年）8月21日開園[42]。流しカワウソが名物。
- 万葉植物園
- 東山魁夷記念館
- 芳澤ガーデンギャラリー
- 木内ギャラリー
- 行徳ふれあい伝承館
- あいねすと（行徳野鳥観察舎）
- 市川市文化会館
  - 催事開催実績：NBCUniversal ANIME×MUSIC FESTIVAL〜AFTER PARTY〜。
- 全日警ホール（市川市八幡市民会館）
- 行徳文化ホールＩ&Ｉ
- 市川市スポーツセンター（国府台公園内） - 陸上競技場、体育館（道場）、テニスコート、野球場等の総合スポーツセンター。
- 市川市市民プール - 日本水泳連盟公認の50メートルプール、開閉式屋根付きの25メートルプール、流水プール、滑り台付き子どもプール、幼児プール等を完備。
- 市川市クリーンセンター
- 市川市斎場
- 市川市霊園

## 議会

### 県議会
2023年千葉県議会議員選挙
- 選挙区：市川市選挙区
- 定数：6人
- 投票日：2023年4月9日
- 当日有権者数：400,443人
- 投票率：35.70％

| 候補者名     | 当落 | 年齢 | 党派名       | 新旧別 | 得票数   |
| ------------ | ---- | ---- | ------------ | ------ | -------- |
| 田中幸太郎   | 当   | 43   | 自由民主党   | 現     | 27,026票 |
| 守屋貴子     | 当   | 55   | 立憲民主党   | 元     | 26,942票 |
| プリティ長嶋 | 当   | 68   | 無所属       | 現     | 18,844票 |
| 坂下茂樹     | 当   | 48   | 無所属       | 現     | 16,692票 |
| 赤間正明     | 当   | 61   | 公明党       | 現     | 16,191票 |
| 浅野史子     | 当   | 52   | 日本共産党   | 新     | 14,724票 |
| 水野文也     | 元   | 61   | 日本維新の会 | 元     | 10,165票 |
| 鈴木衛       | 落   | 71   | 自由民主党   | 現     | 9,731票  |
| 吉住威典     | 落   | 80   | 無所属       | 新     | 782票    |

2019年千葉県議会議員選挙
- 選挙区：市川市選挙区
- 定数：6人
- 投票日：2019年4月7日
- 当日有権者数：394,235人
- 投票率：33.09％

| 候補者名     | 当落 | 年齢 | 党派名     | 新旧別 | 得票数   | 備考                |
| ------------ | ---- | ---- | ---------- | ------ | -------- | ------------------- |
| 守屋貴子     | 当   | 51   | 立憲民主党 | 現     | 23,494票 | 2022年3月20日に辞職 |
| 坂下茂樹     | 当   | 44   | 無所属     | 元     | 19,632票 |                     |
| 鈴木衛       | 当   | 67   | 自由民主党 | 現     | 19,235票 |                     |
| 赤間正明     | 当   | 57   | 公明党     | 現     | 18,451票 |                     |
| プリティ長嶋 | 当   | 64   | 無所属     | 現     | 17,818票 |                     |
| 田中幸太郎   | 当   | 39   | 無所属     | 新     | 17,680票 |                     |
| 桜井雅人     | 落   | 45   | 日本共産党 | 新     | 12,461票 |                     |

### 衆議院
千葉県第4区
- 選挙区：千葉4区（市川市北部、船橋市の一部）
- 投票日：2024年10月27日
- 当日有権者数：406,084人
- 投票率：52.58％

| 当落 | 候補者名 | 年齢 | 所属党派     | 新旧別 | 得票数   | 得票率 | 重複 |
| ---- | -------- | ---- | ------------ | ------ | -------- | ------ | ---- |
| 当   | 水沼秀幸 | 34   | 立憲民主党   | 新     | 90,011票 | 43.33% | ○    |
|      | 木村哲也 | 55   | 自由民主党   | 元     | 66,629票 | 32.07% | ○    |
|      | 雨宮京子 | 57   | 日本維新の会 | 新     | 26,222票 | 12.62% | ○    |
|      | 工藤聖子 | 45   | 参政党       | 新     | 13,176票 | 6.61%  |      |
|      | 八鎌謙太 | 29   | 日本共産党   | 新     | 11,131票 | 5.36%  |      |

千葉県第5区
- 選挙区：千葉5区（市川市の一部、浦安市）
- 投票日：2024年10月27日
- 当日有権者数：414,963人
- 投票率：53.21％

| 当落 | 候補者名       | 年齢 | 所属党派     | 新旧別 | 得票数   | 重複 |
| ---- | -------------- | ---- | ------------ | ------ | -------- | ---- |
| 当   | 矢崎堅太郎     | 57   | 立憲民主党   | 新     | 66,031票 | ○    |
| 比当 | 英利アルフィヤ | 36   | 自由民主党   | 前     | 59,636票 | ○    |
| 比当 | 岡野純子       | 46   | 国民民主党   | 新     | 51,033票 | ○    |
|      | 岸野智康       | 30   | 日本維新の会 | 新     | 17,615票 | ○    |
|      | 桜井雅人       | 51   | 日本共産党   | 新     | 12,360票 |      |
|      | 宮路純一       | 35   | 参政党       | 新     | 10,490票 |      |

## 経済

### 産業
1993年（平成5年）時点で地理学者の森本健弘によれば、市川市は不耕作農地率が関東地方の大都市周辺部では高いが、集約的な農業的土地利用がなされている。2006年（平成18年）の千葉県青果物生産出荷統計によれば、梨の生産高・産出額は千葉県内第1位。千葉県における梨栽培発祥の地（1769年に川上善六が創始）でもある。「市川のなし」と「市川の梨」が2007年（平成19年）8月地域団体商標に登録された。花き生産が盛ん。
農業協同組合
- 市川市農業協同組合（都市型農協本店）

第1種漁港
- 市川漁港（いちかわ - ）

その他
- 行徳漁港（ぎょうとく - ）

#### 本社・本店を置く企業
| - アマゾンジャパン・ロジスティクス - 市進ホールディングス（東証スタンダード） - 市川エフエム放送 - インティ・クリエイツ - エンターキング - 神鋼ボルト - ガルバテックス - 京成電鉄（東証プライム） - 千葉ニュータウン鉄道 - 京成バス - 京成タクシー市川 - 京成自動車工業 - 日本のテレビ局放送中継車の殆どの製造を行っている。 - 京成ストア - 日暮里駅整備 | - 京葉ガス（東証スタンダード） - ケイラインロジスティックス - コベルコ教習所 - 虎の穴（コミックとらのあな） - ユメノソラホールディングス - 斎藤製作所 - デイリーヤマザキ - 土井版画店 - 東京納品代行 - 東京ベイ信用金庫 - ドゥ・ベストホーム - Ninetail - FOX出版 |

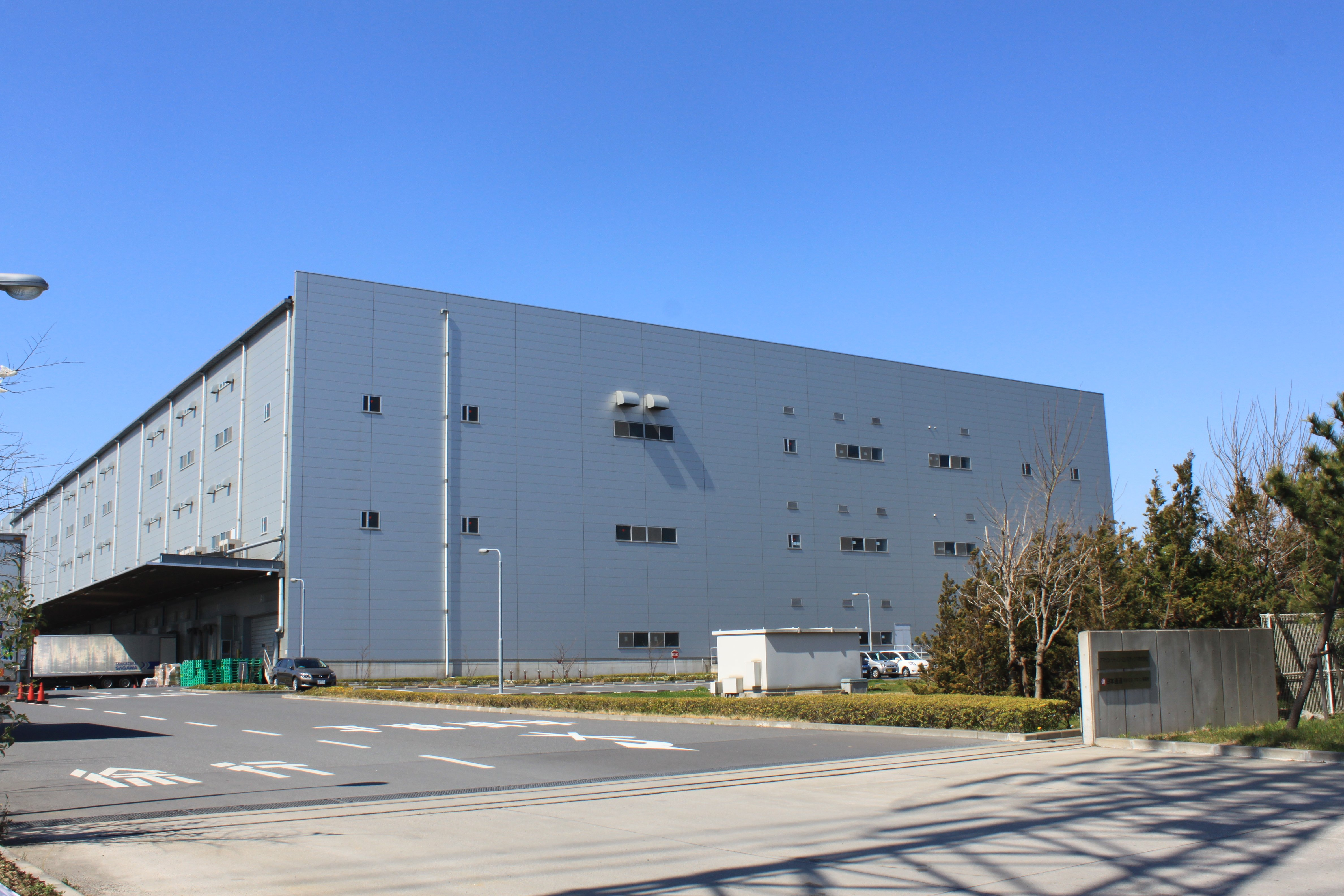
アマゾンジャパン・ロジスティクス
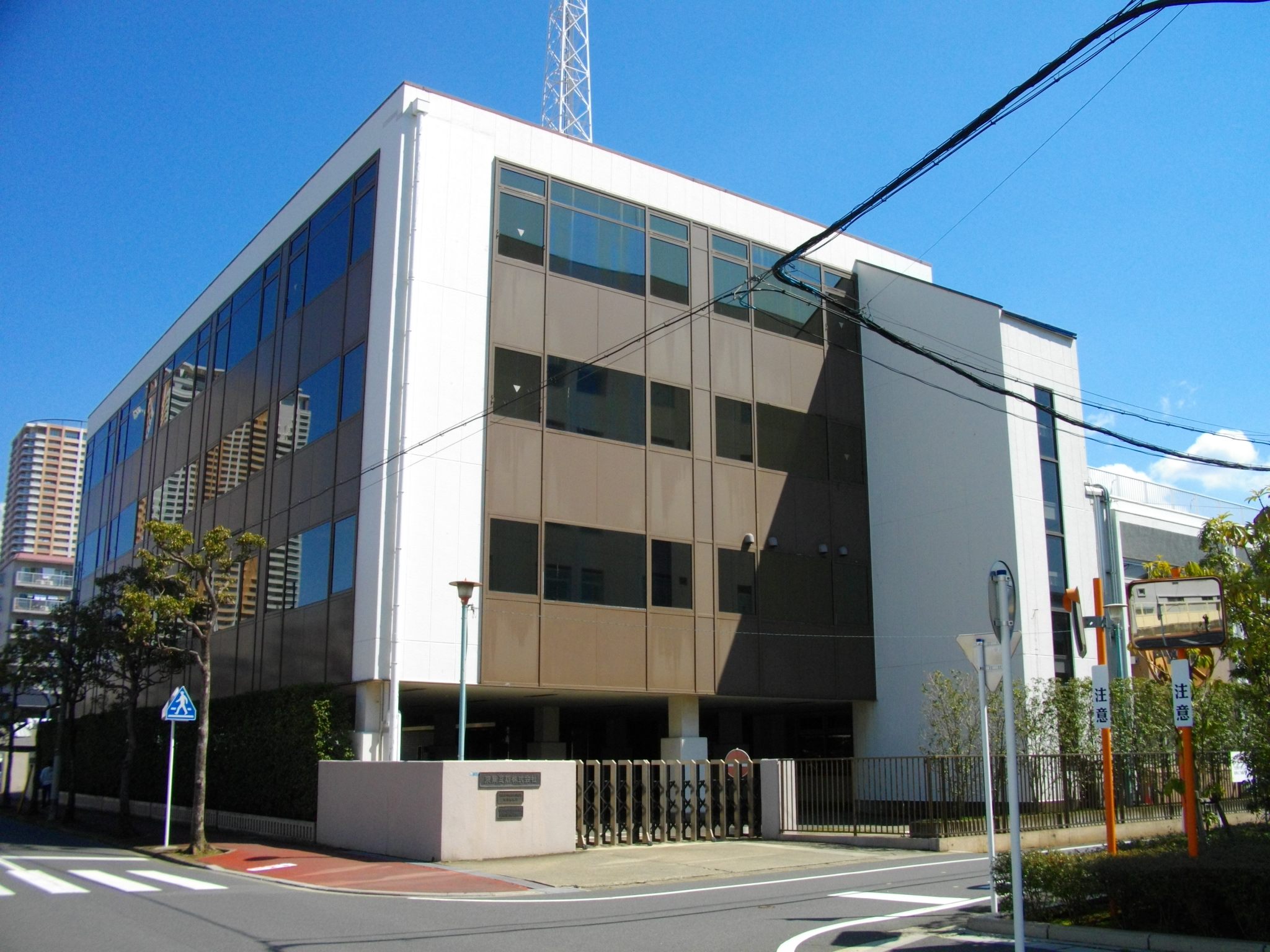
京葉ガス本社
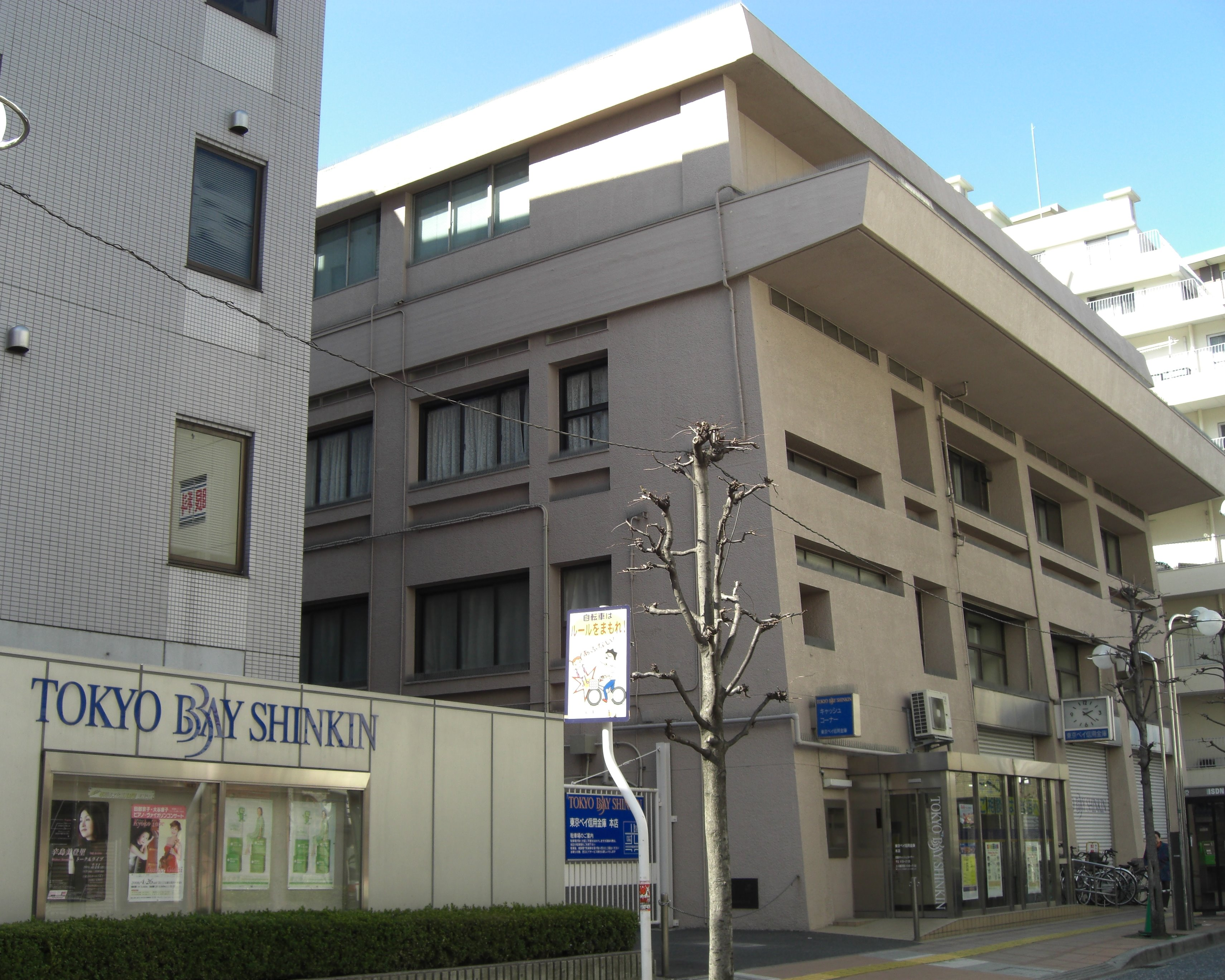
東京ベイ信用金庫本店
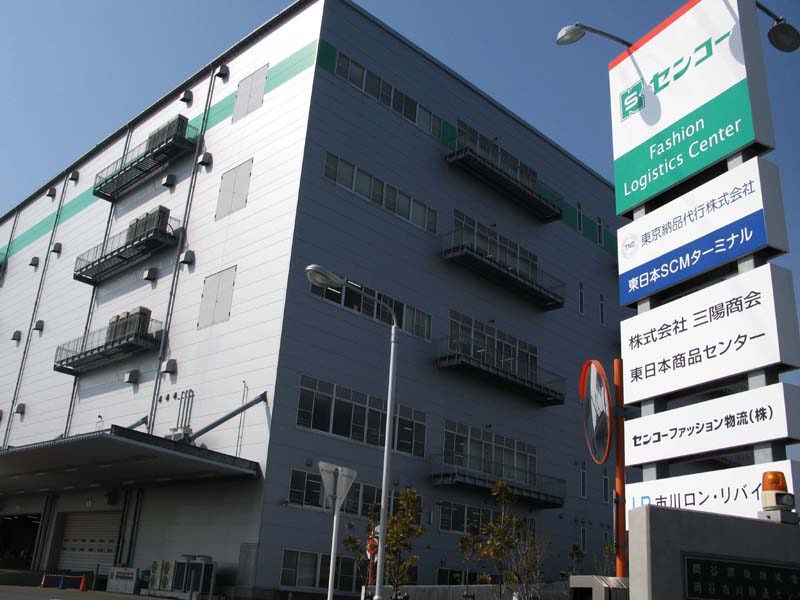
東京納品代行本社（東日本SCMターミナル内）

#### 拠点

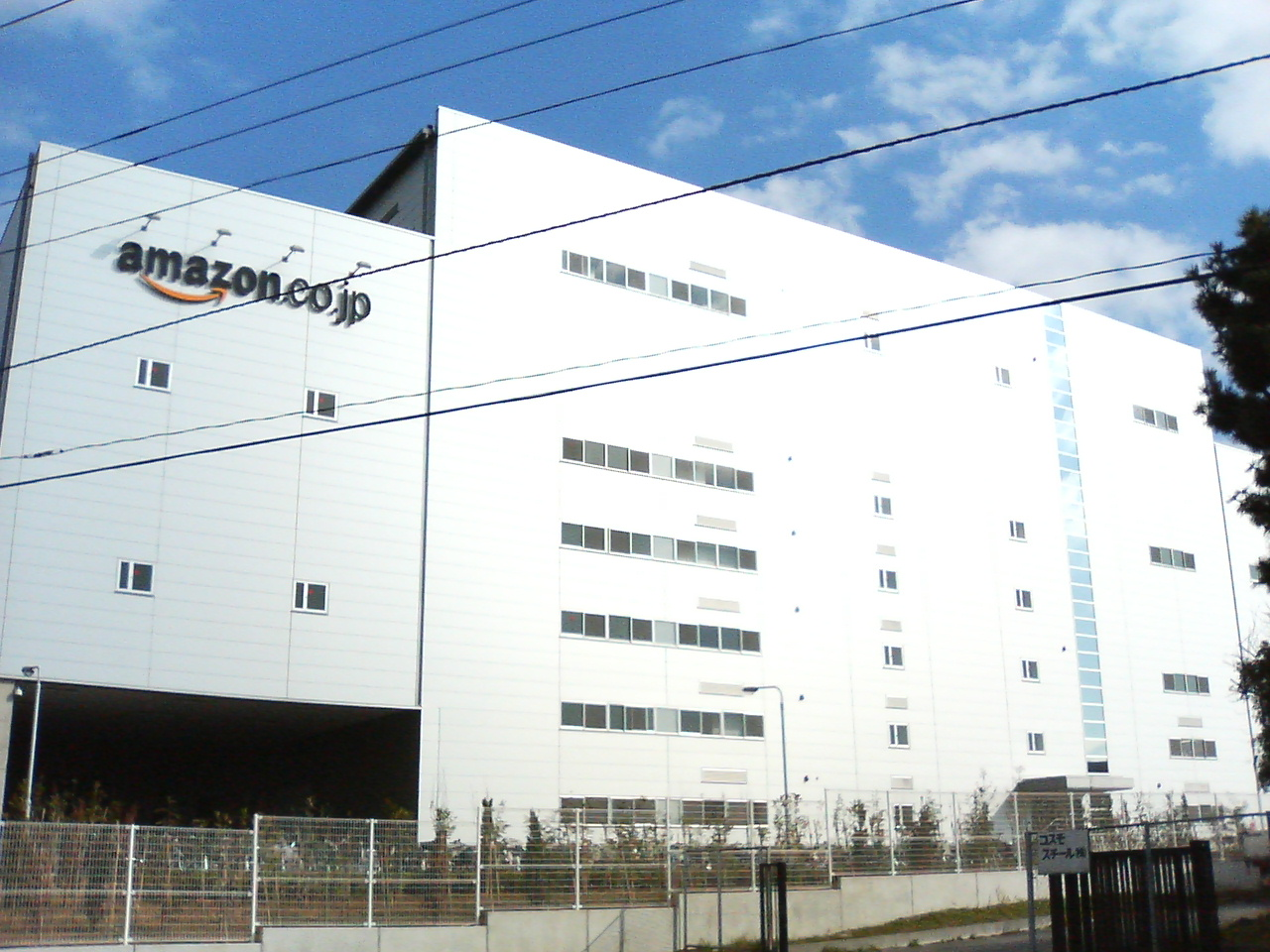
アマゾンジャパン市川フルフィルメントセンター配送拠点

- 山崎製パン 総合クリエイションセンター - 中央研究所、総合研修所、飯島藤十郎社主記念LLCホール、並びに宿泊施設を備えた食の最先端技術と文化創造の拠点。
- TDK テクニカルセンター - グローバルR&Dの拠点。
- アマゾンジャパン 市川フルフィルメントセンター（市川FC） - 配送拠点。
- 楽天 RFC市川Ⅰ・RFC市川Ⅱ - 配送拠点。

#### 事業所
- NTTロジスコ 千葉物流センター
- ジェイアール東日本物流
  - 総合研修センター
  - 京葉流通センター
- 神鋼物流 関東物流センター
- クボタ 市川工場
- 日本製鉄 塗装・構造部材研究所
- フジパン 千葉工場

#### 発祥・創業
- 山崎製パン - 1948年（昭和23年）市川市で創業。現在、JR市川駅前には直営店のヤマザキプラザ市川などが入っている創業35周年記念の「サンプラザ35ビル」が建っており、その近隣には、山崎製パングループの福利厚生施設であり一般利用ができるビジネスホテル・観光ホテルとしての客室を備えた「山崎製パン企業年金基金会館」が建っている。
- サイゼリヤ - 1973年（昭和48年）市川市で創業。現在、八幡の1号店は記念館として保存されている。
- ユニデンホールディングス - 1966年（昭和41年）ユニ電子産業として市川市で創業。

#### 卸売市場
- 市川地方卸売市場 - 2018年4月に「市川市地方卸売市場」が民営化して改称。

#### 商業施設
| - ニッケコルトンプラザ - 日本毛織の中山工場跡地にあるショッピングモール。 - シャポー本八幡 - ハタプラザ（八幡ハタビル） - パティオ本八幡 - プリームスクエア本八幡 - 本八幡キャピタルタワー - ガレリア・サーラ - グランドターミナルシティ本八幡 - MEGAドン・キホーテ本八幡店 - 西友本八幡店 - イオンタウン市川大和田店 | - I-linkタウンいちかわ - シャポー市川 - サンプラザ35ビル - 市川ビル（ダイエー市川店） - オリンピック市川店（旧松坂屋） - アクティオーレ市川 - イオン市川妙典店 - SOCOLA南行徳 |

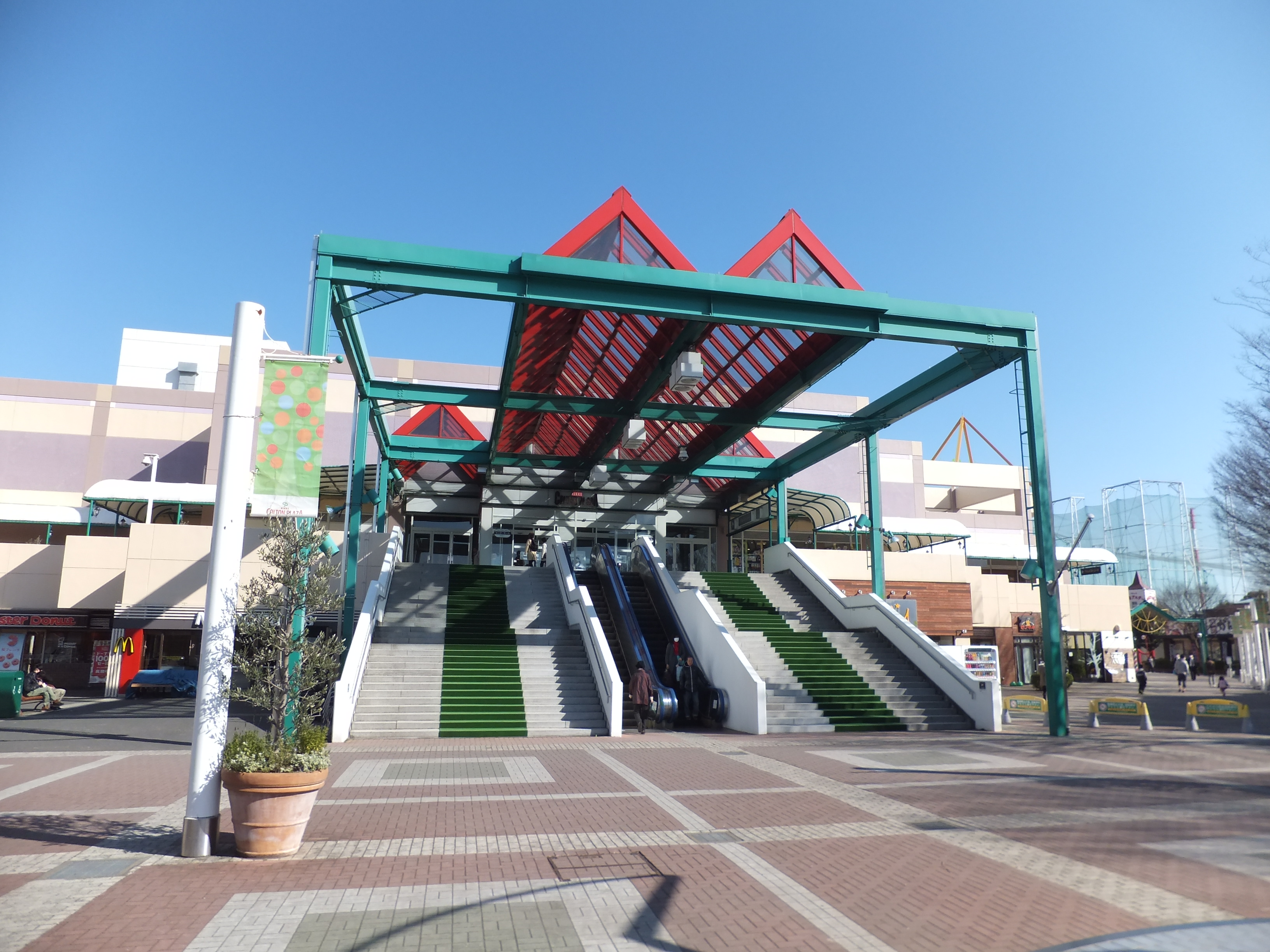
ニッケコルトンプラザ
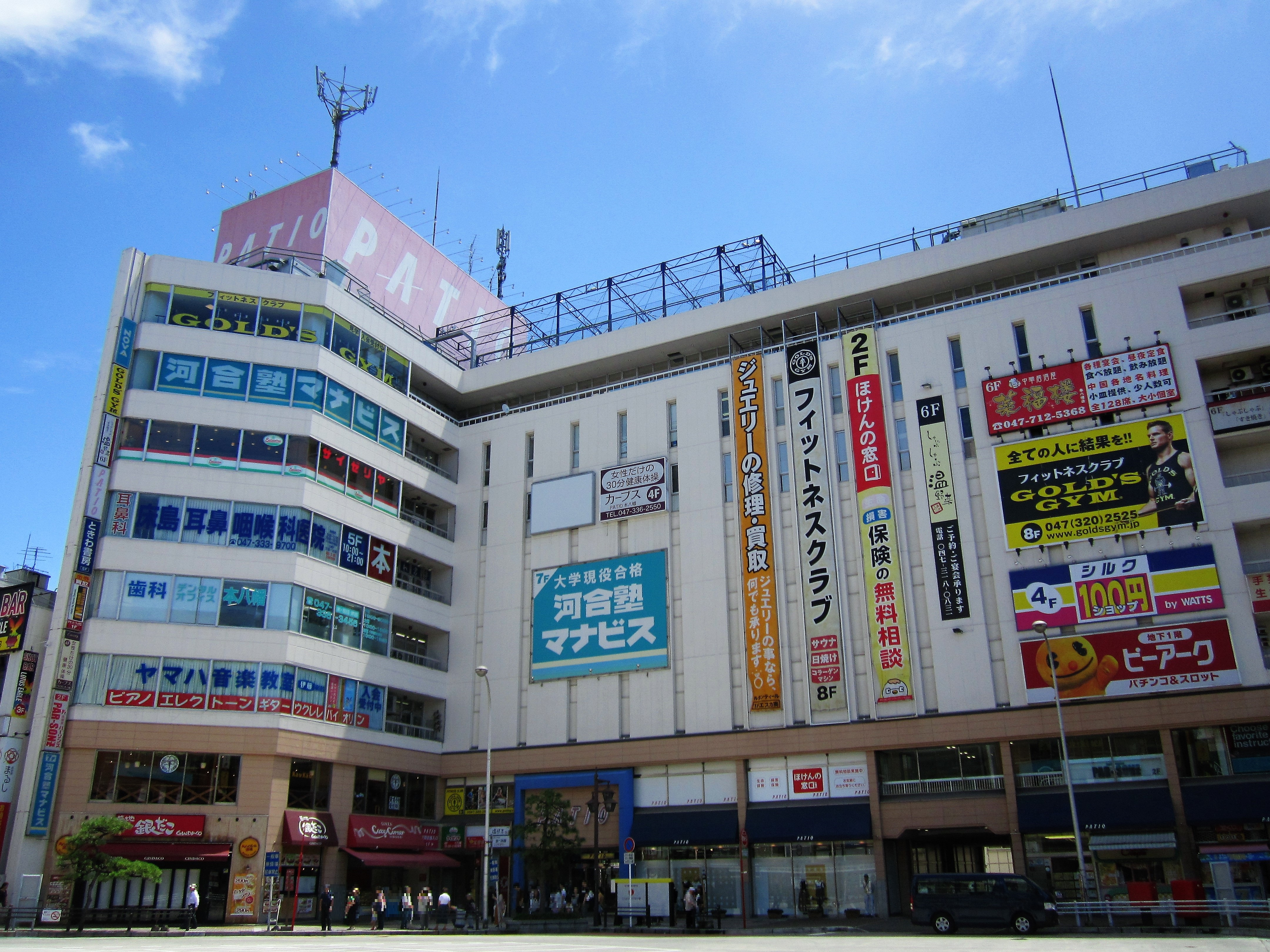
パティオ本八幡
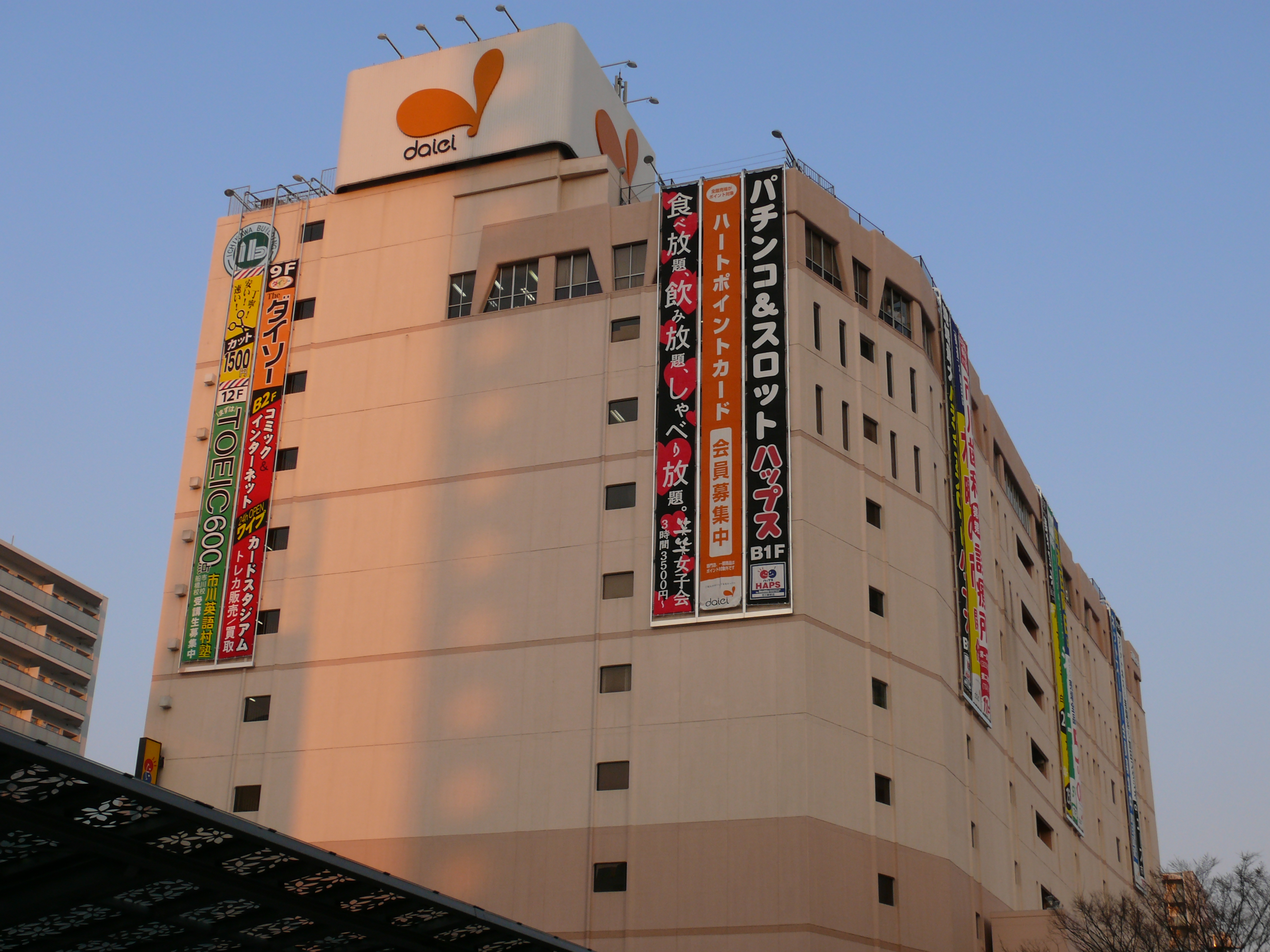
ダイエー市川店
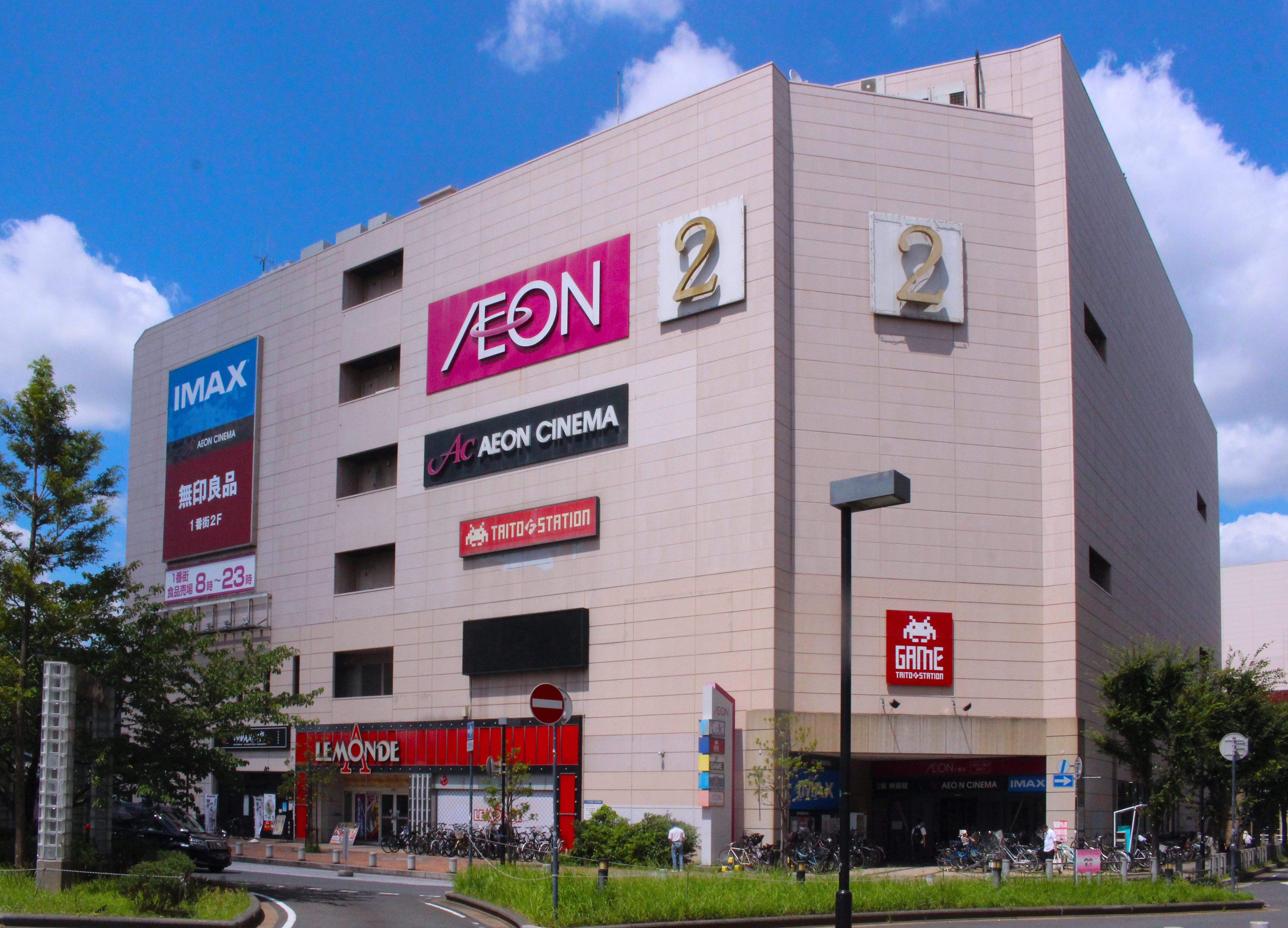
イオン市川妙典店2番街

#### 金融機関
指定金融機関
- 千葉銀行

収納代理金融機関
市川市に本店・支店を置く金融機関一覧（店名省略、本店・本社は太字）。市内に15企業、87店舗存在する。(令和3年度現在)
| - みずほ銀行 - 三菱UFJ銀行 - 三井住友銀行 - りそな銀行 - 京葉銀行 - 千葉興業銀行 - 三菱UFJ信託銀行 - 三井住友信託銀行 | - 東京ベイ信用金庫 - 東京東信用金庫 - 小松川信用金庫 - 朝日信用金庫 - 中央労働金庫 - 市川市農業協同組合' |

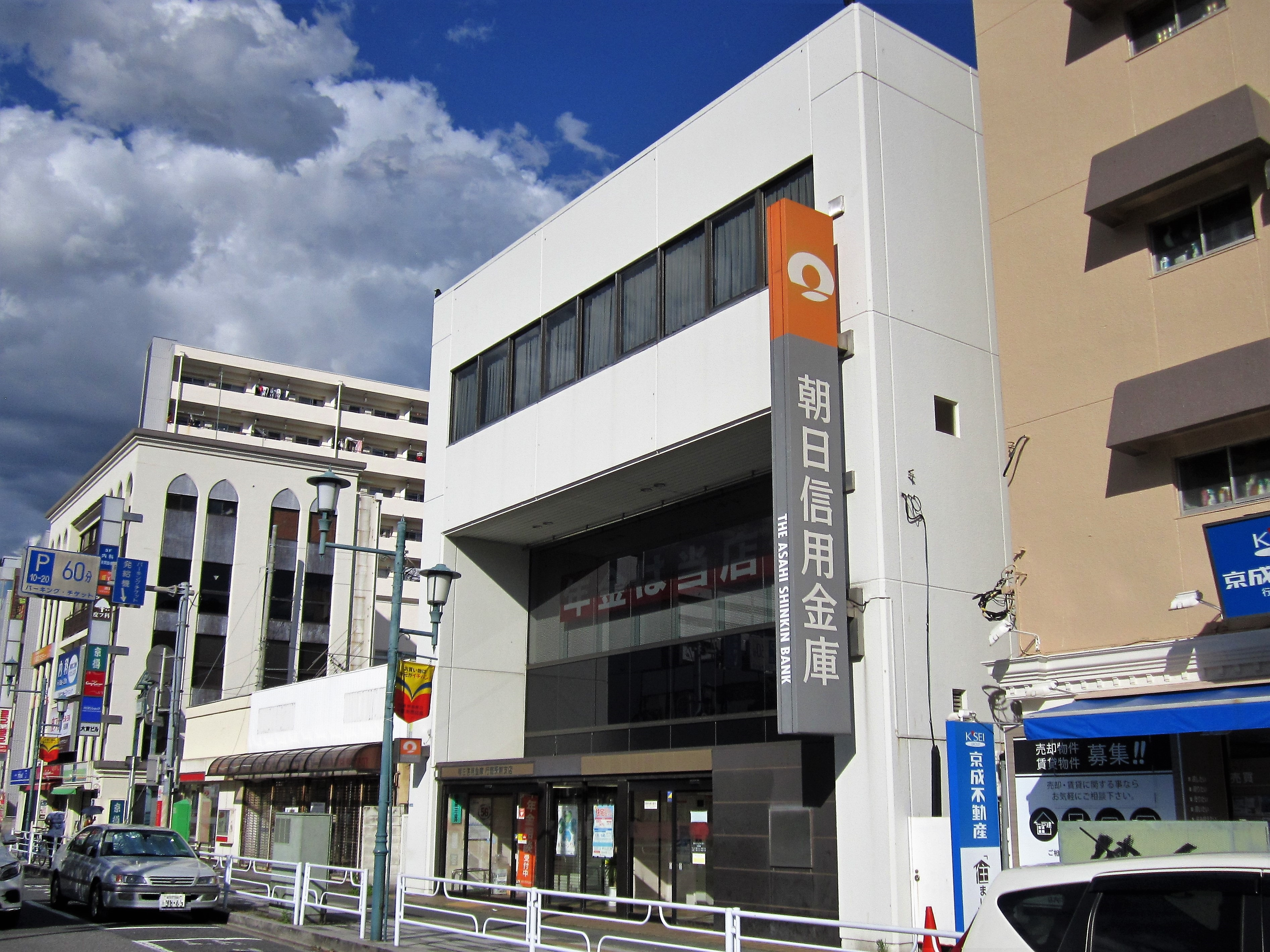
朝日信用金庫 行徳駅前支店
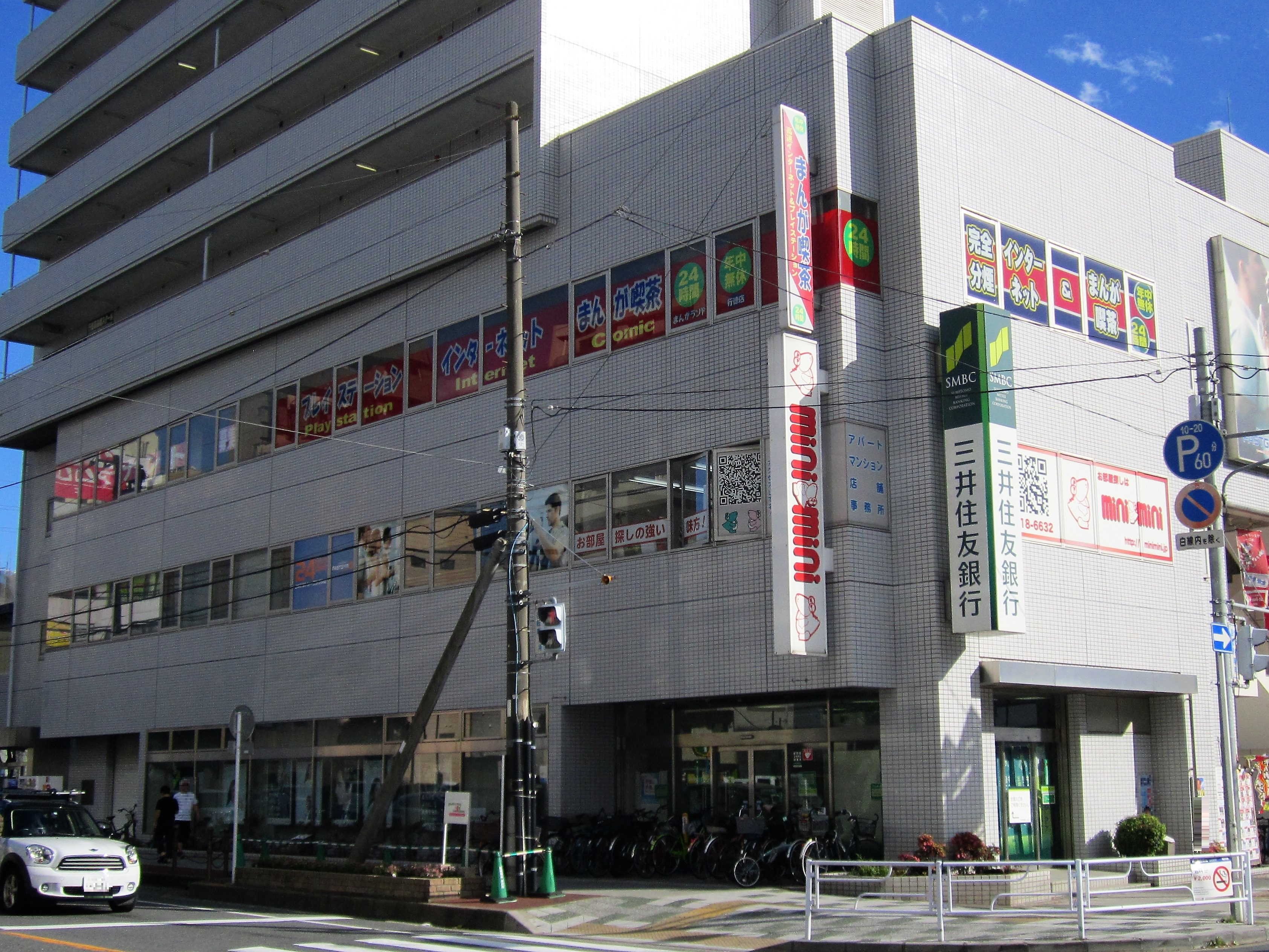
三井住友銀行 行徳支店
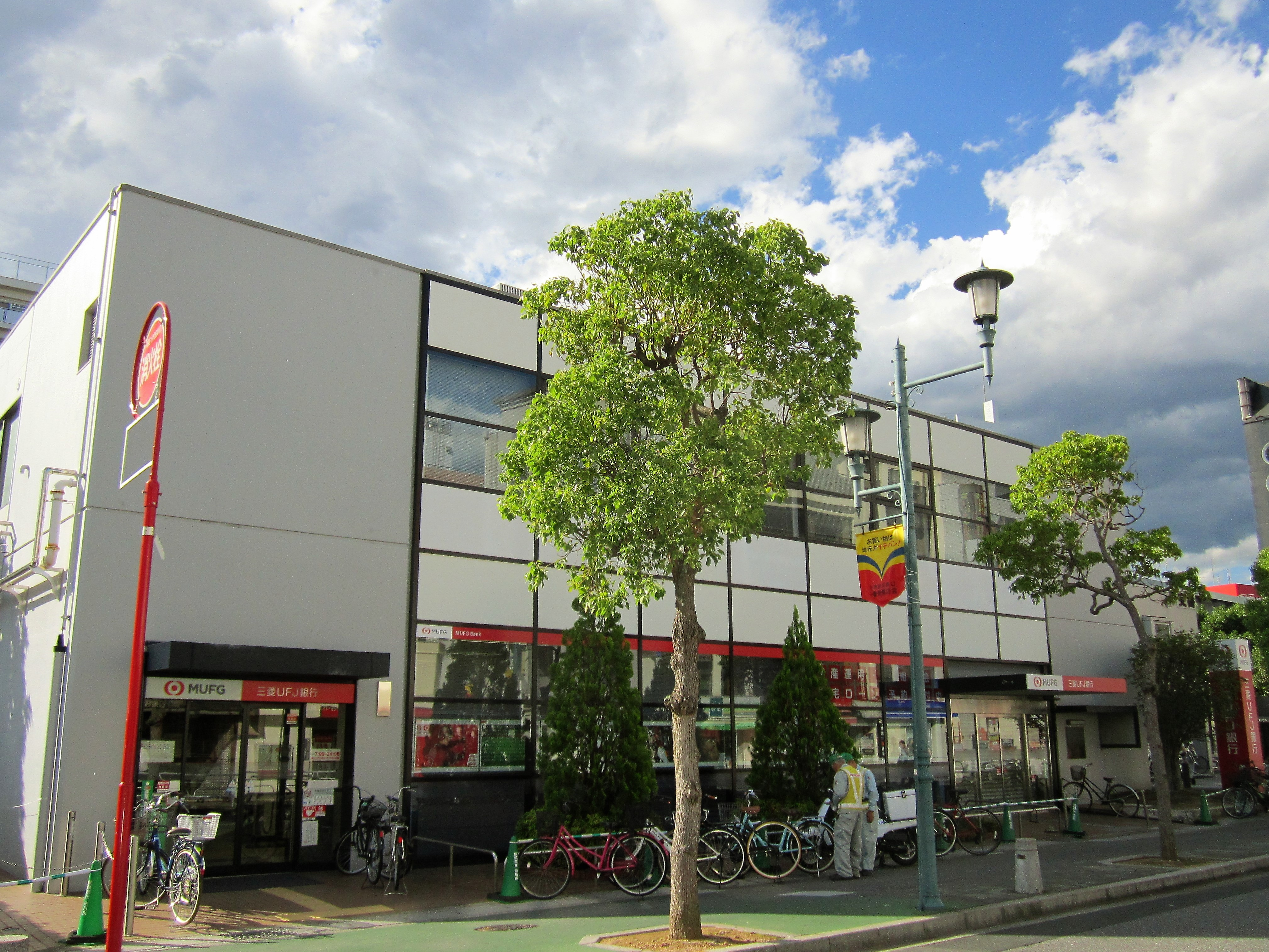
三菱UFJ銀行 行徳支店

## 姉妹都市・提携都市
日本国外
 ガーデナ市（アメリカ合衆国 カリフォルニア州）
- 1962年（昭和37年）11月6日姉妹都市提携

 楽山市（中華人民共和国 四川省）
- 1981年（昭和56年）10月21日友好都市提携

 メダン市（インドネシア共和国 北スマトラ州）
- 1989年（平成1年）11月4日姉妹都市提携[47]

 ローゼンハイム市（ドイツ連邦共和国 バイエルン州）
- 2004年（平成16年）7月14日パートナーシティ提携

 イッシー・レ・ムリノー市（フランス共和国 オー・ド・セーヌ県）
- 2012年（平成24年）10月1日パートナーシティ提携

 カゼルタ市(イタリア共和国 カゼルタ県) 
- 2019年（令和元年）5月20日 自治体提携都市

 パルヌ市(エストニア共和国) 
- 2019年（令和元年）10月 提携

## 地域

### 地区

#### 郵便局
- 行徳郵便局（05013）
- 市川郵便局（ゆうちょ銀行 市川店）（05041）
- 北八幡郵便局（05116）
- 市川三本松郵便局（05193）
- 市川大野郵便局（05233）
- 市川広小路郵便局（05235）
- 市川真間郵便局（05270）
- 市川鬼越郵便局（05290）
- 市川国府台郵便局（05321）
- 市川若宮郵便局（05328）
- 市川東菅野郵便局（05353）
- 市川大洲郵便局（05357）
- 市川南三郵便局（05375）
- 市川須和田郵便局（05376）
- 市川北方郵便局（05381）
- 市川南八幡郵便局（05402）
- 市川曽谷郵便局（05414）
- 市川国分郵便局（05427）
- 市川新井郵便局（05435）
- 市川原木郵便局（05436）
- 市川稲荷木郵便局（05451）
- 市川宮久保郵便局（05460）
- 市川二俣郵便局（05461）
- 市川富浜郵便局（05476）
- 市川中国分郵便局（05488）
- 市川本北方郵便局（05524）
- 行徳駅前三郵便局（05537）
- 市川新田郵便局（05546）
- 市川塩焼郵便局（05573）
- 市川塩浜郵便局（05580）
- 市川幸郵便局（05581）
- 行徳駅前四郵便局（05588）
- 市川曽谷北郵便局（05613）
- 南行徳駅前郵便局（05625）
- 市川南大野郵便局（05632）
- 菅野郵便局（05674）
- 北国分駅前郵便局（05698）

郵便番号は以下が該当する。2集配局が集配を担当する。
- 市川郵便局：「272-00xx」「272-08xx」
- 浦安郵便局（浦安市）：「279-00xx」「272-01xx」

#### 電話番号
市外局番は047。収容局は市川局、鬼高局、浦安行徳局、市川中山局、市川曽谷局、市川原木局、市川大野局。

#### 住宅団地
- 市川真間団地（市川 市街地住宅 賃貸51、1963年（昭和38年））
- 市川中山団地（日本住宅公団(当時)、分譲280戸、1965年（昭和40年））
- 姫宮団地
- ハイタウン塩浜（市川市塩浜、住宅・都市整備公団(当時)、賃貸1411戸・分譲1176戸、1981年（昭和56年））
- ヴァルディール市川南（市川市市川南、都市基盤整備公団(当時)、賃貸500戸、2002年（平成14年））
- クレストシティタワーズ浦安（市川市島尻、ゴールドクレスト、分譲619戸、2006年（平成18年））

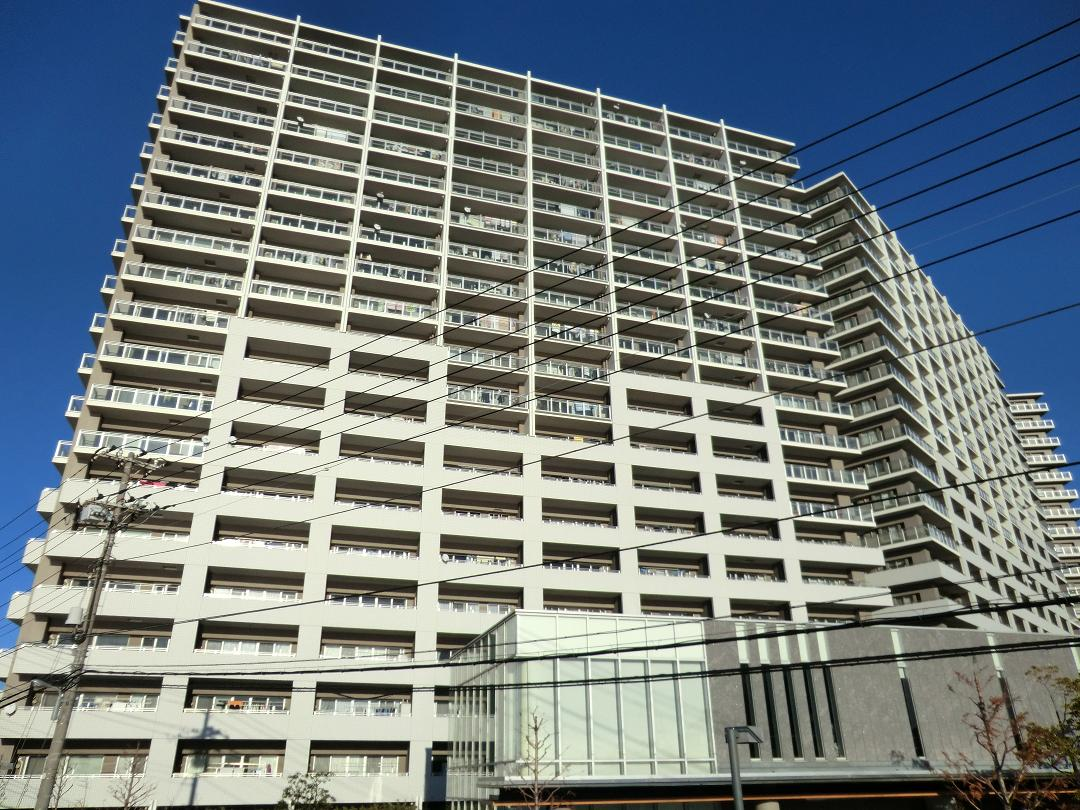
クレストシティタワーズ浦安

#### 再開発事業
再開発事業により超高層マンションが多く林立している。
本八幡駅北口地区
- 本八幡キャピタルタワー（1999年（平成11年）11月竣工、地上24階地下2階。市川市初の高層ビル。）
- プリームスクエア本八幡（2003年（平成15年）2月竣工、地上24階地下2階。）
- ガレリア・サーラ（2009年（平成21年）3月竣工、地上34階地下2階。市川市初の優良建築物等整備事業[48]。）
- グランドターミナルタワー本八幡（2013年（平成25年）5月竣工、地上40階地下2階[49]。）

市川駅南口地区
- I-linkタウンいちかわ
  - ザ・タワーズイースト（2008年（平成20年）7月竣工、地上37階地下2階。）
  - ザ・タワーズウエスト プレミアレジデンス（2009年（平成21年）1月竣工、地上45階地下2階。高さは約160 mで居住用建築物としては千葉県で最も高い。）

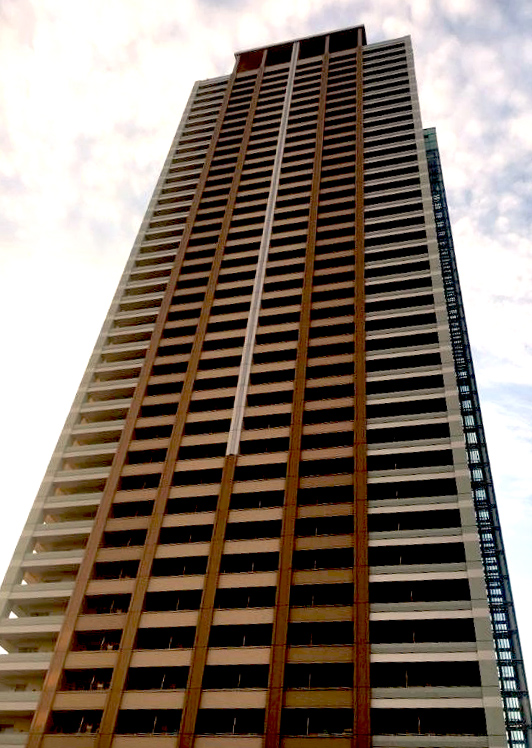
I-linkタウンいちかわザ・タワーズウエスト プレミアレジデンス
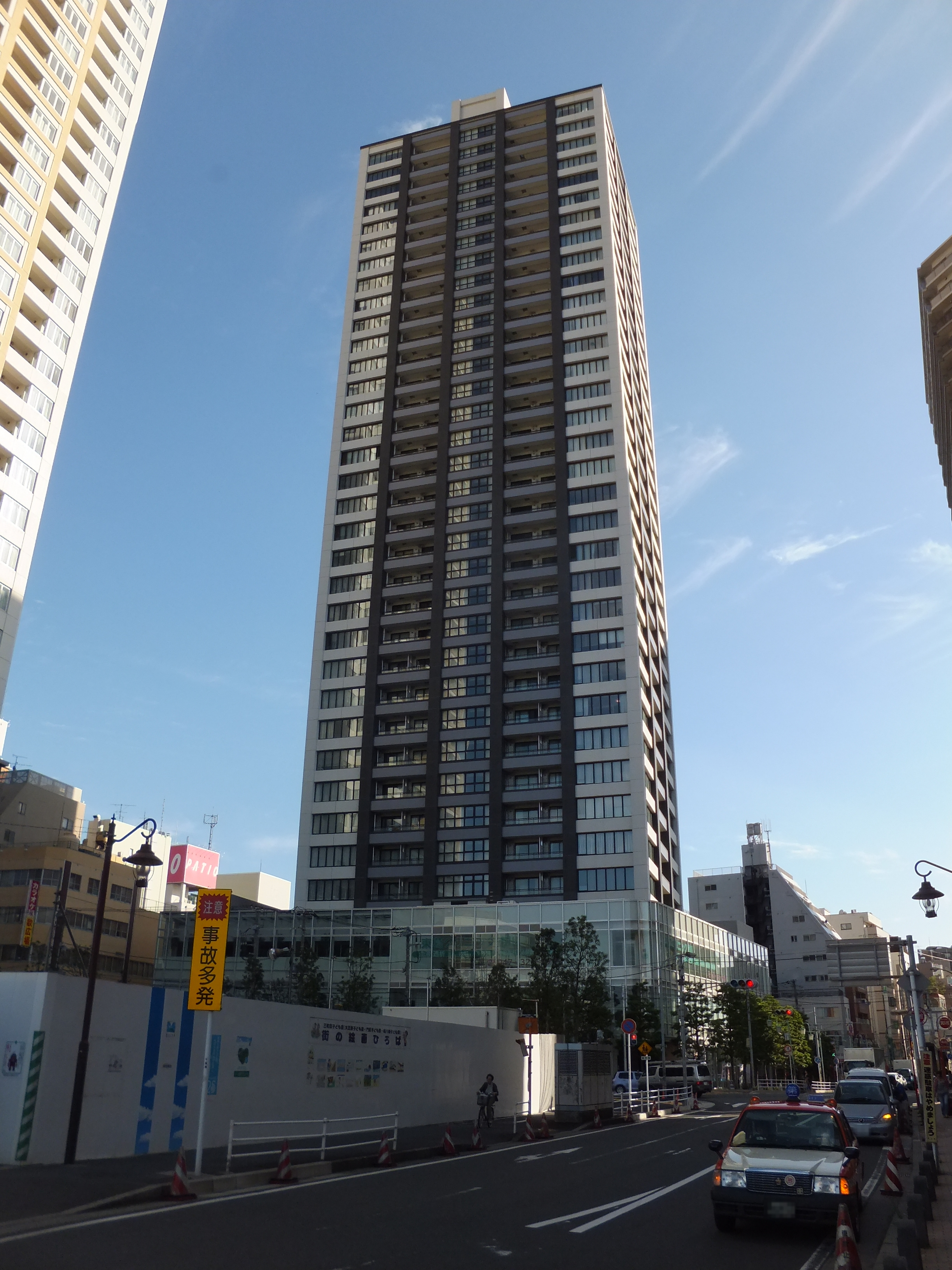
ガレリア・サーラ
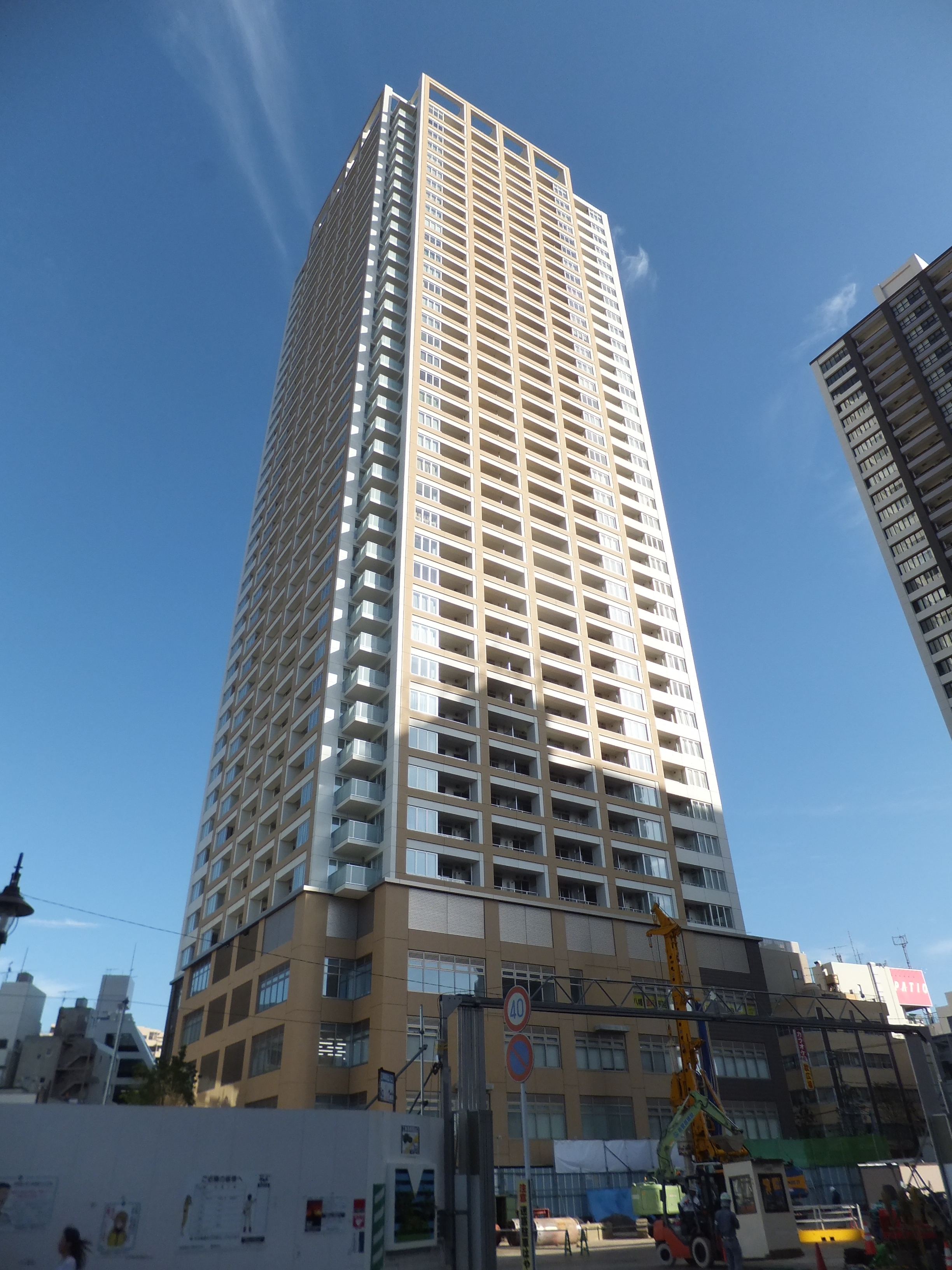
グランドターミナルタワー本八幡

#### 宿泊施設
- 山崎製パン企業年金基金会館
- 市川グランドホテル

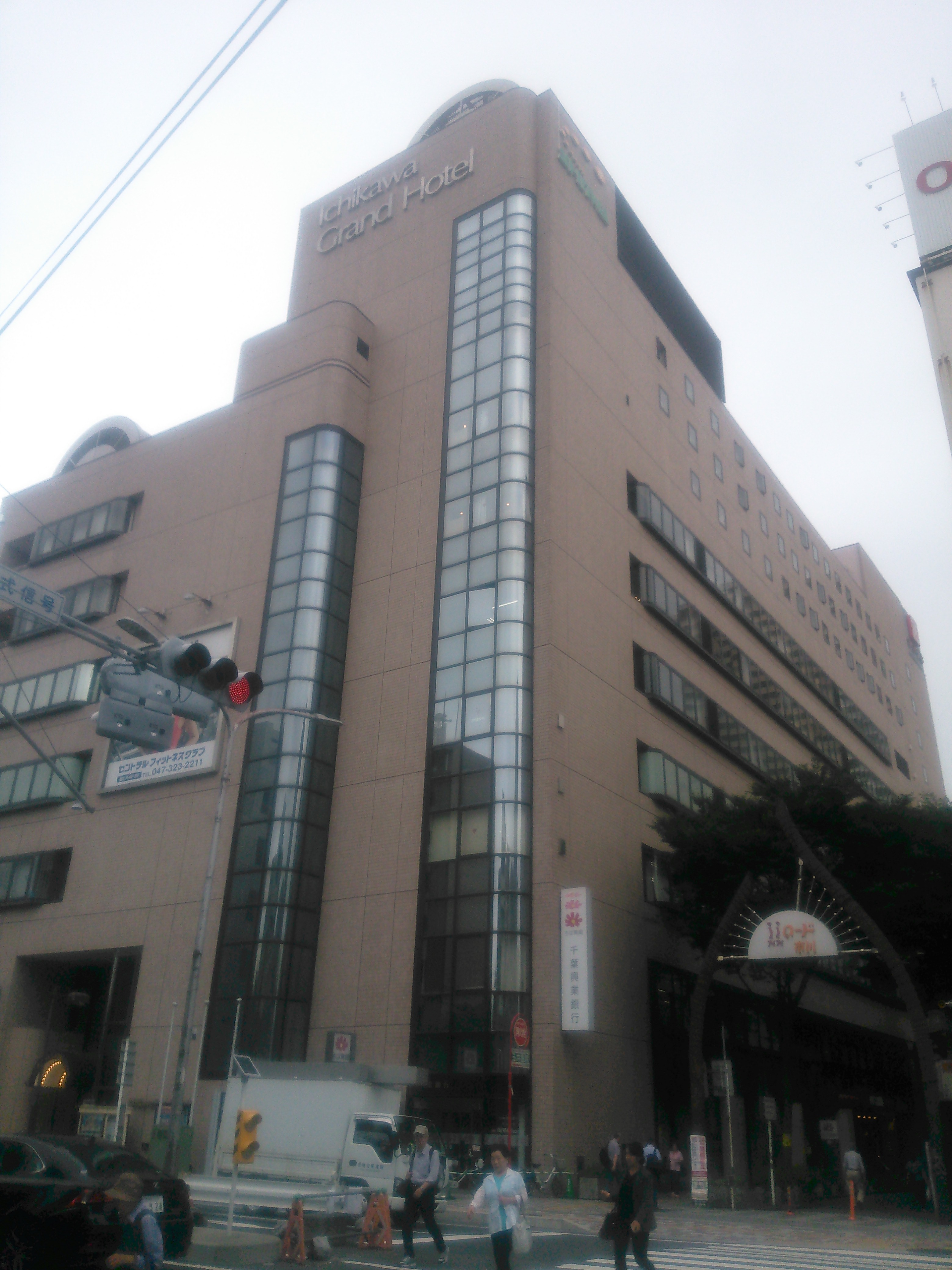
市川グランドホテル

- ジェイホテル本八幡 （2022年5月9日閉館）

#### 放送
- 市川エフエム放送
- J:COM 市川・浦安

#### 協会・団体
- 特定非営利活動法人
  - 生態科学研究機構
- 宗教法人
  - 人間禅

### 医療
健康都市連合に加盟しており、2008年10月、市川市において第3回健康都市連合国際大会が開催され、WHO憲章の精神を尊重した「健康都市いちかわ」宣言が行われた。
二次医療圏（二次保健医療圏）としては東葛南部医療圏（管轄区域：鎌ヶ谷市と葛南地域）である。三次医療圏は千葉県医療圏（管轄区域：千葉県全域）。
医療提供施設は特筆性の高いもののみを記載する。
- 市内の医療機関（二次医療圏）
  - 東京歯科大学市川総合病院（災害拠点病院[52]）
- 市内の医療機関（一次医療圏）
  - 緊急指定病院
    - 国立国際医療研究センター国府台病院
    - 市川東病院
    - 一条会病院
    - 大野中央病院
    - 大村病院
    - 行徳総合病院

  - その他の病院
    - 安藤病院
    - 市川市リハビリテ－ション病院
    - 行徳中央病院
    - 国際医療福祉大学市川病院（旧化学療法研究所附属病院）
    - 式場病院
    - 中山病院
- 市外の医療機関（二次医療圏）
  - 順天堂大学医学部附属浦安病院（浦安市、災害拠点病院・救命救急センター）
  - 東京ベイ・浦安市川医療センター（浦安市、災害拠点病院・救急基幹センター）
  - 船橋市立医療センター（船橋市、災害拠点病院・救命救急センター）
  - 東京女子医科大学八千代医療センター（八千代市、災害拠点病院・救命救急センター）
  - 千葉県済生会習志野病院（習志野市、災害拠点病院）
- 市内の周産期母子医療センター
  - なし[53]

### 文化
市の歌
- 市川市歌
  - 1949年（昭和24年）制定。歌詞は公募による。
- 市川讃歌
  - 市歌の詞に描かれた風景と実情が時代とともに変化してきたことから、1999年（平成11年）に市川讃歌制作市民委員会の要請により作曲された。

### 教育

#### 大学
- 東京科学大学
  - 国府台キャンパス
- 和洋女子大学
- 千葉商科大学
- 昭和学院短期大学
- 東京経営短期大学

#### 特別支援学校
- 筑波大学附属聴覚特別支援学校
- 千葉県立特別支援学校市川大野高等学園

#### 高等学校
- 市川高等学校（※中高併設）
- 昭和学院高等学校（※中高併設）
- 不二女子高等学校
- 日出学園高等学校（※中高併設）
- 国府台女子学院高等部（※中高併設）
- 和洋国府台女子高等学校（※中高併設）
- 千葉商科大学付属高等学校

#### 中学校
- 市川中学校（※中高併設）
- 昭和学院中学校（※中高併設）
- 日出学園中学校（※中高併設）
- 国府台女子学院中学部（※中高併設）
- 和洋国府台女子中学校（※中高併設）

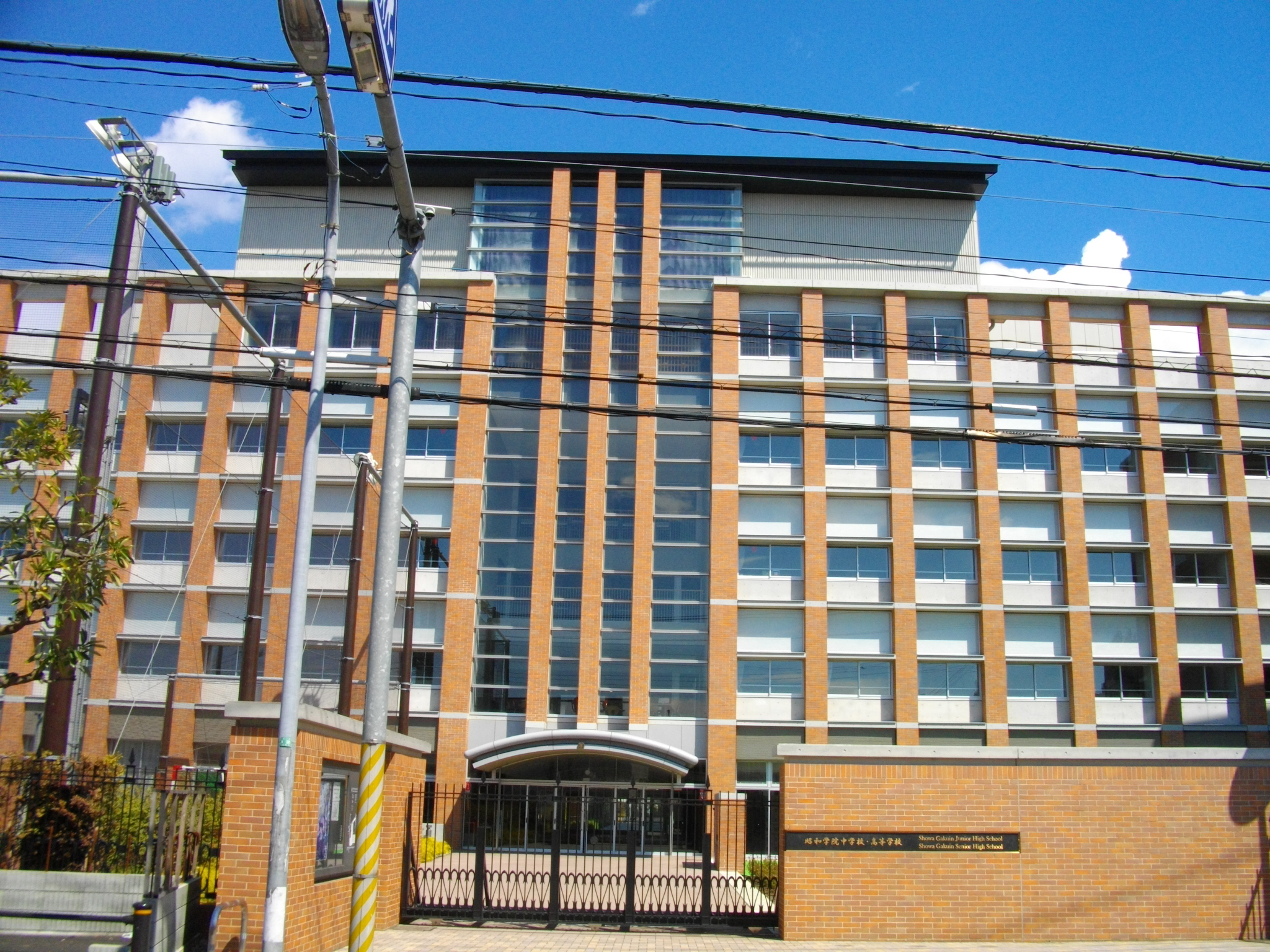
昭和学院中学校･高等学校
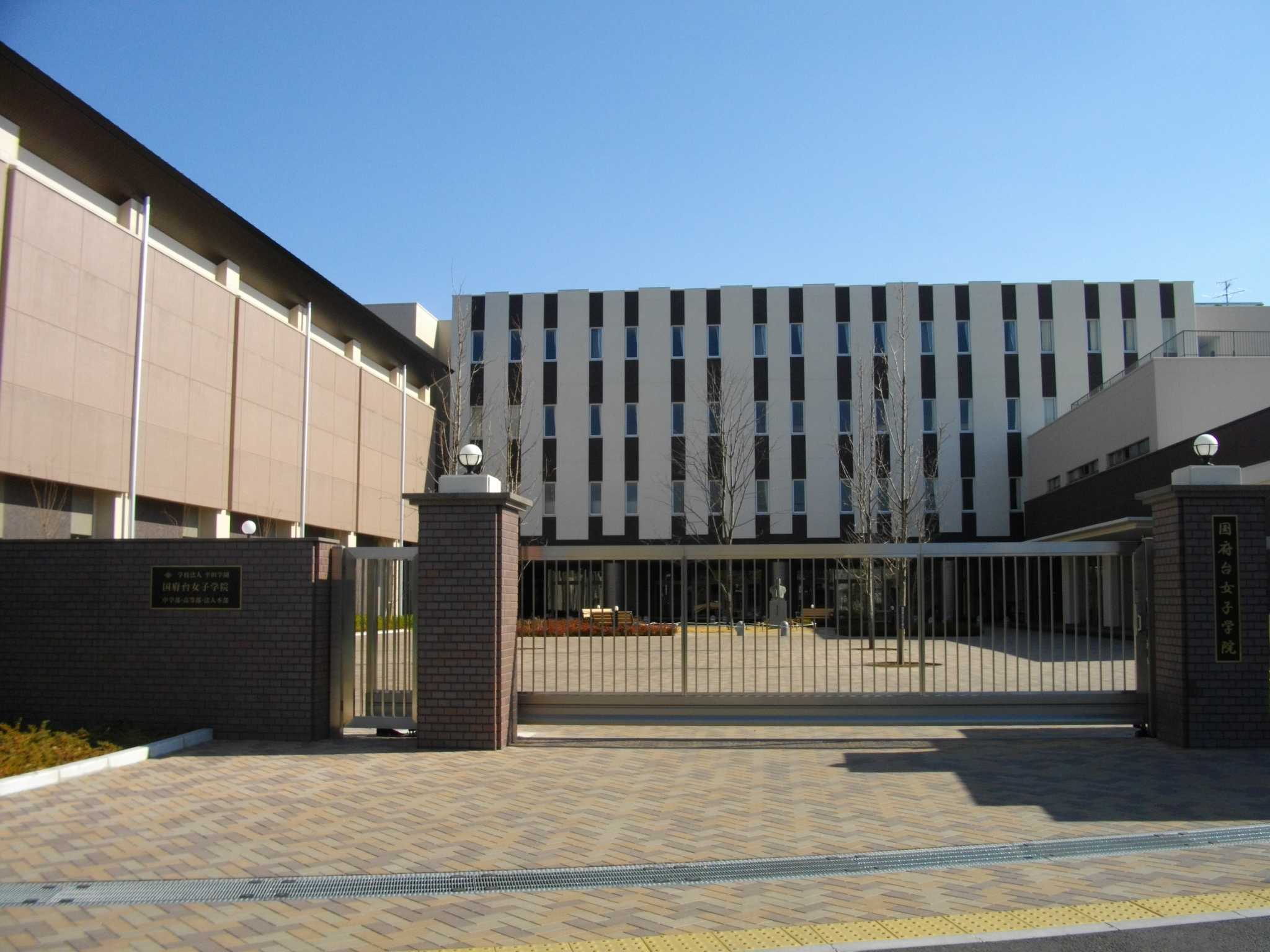
国府台女子学院中学部・高等部
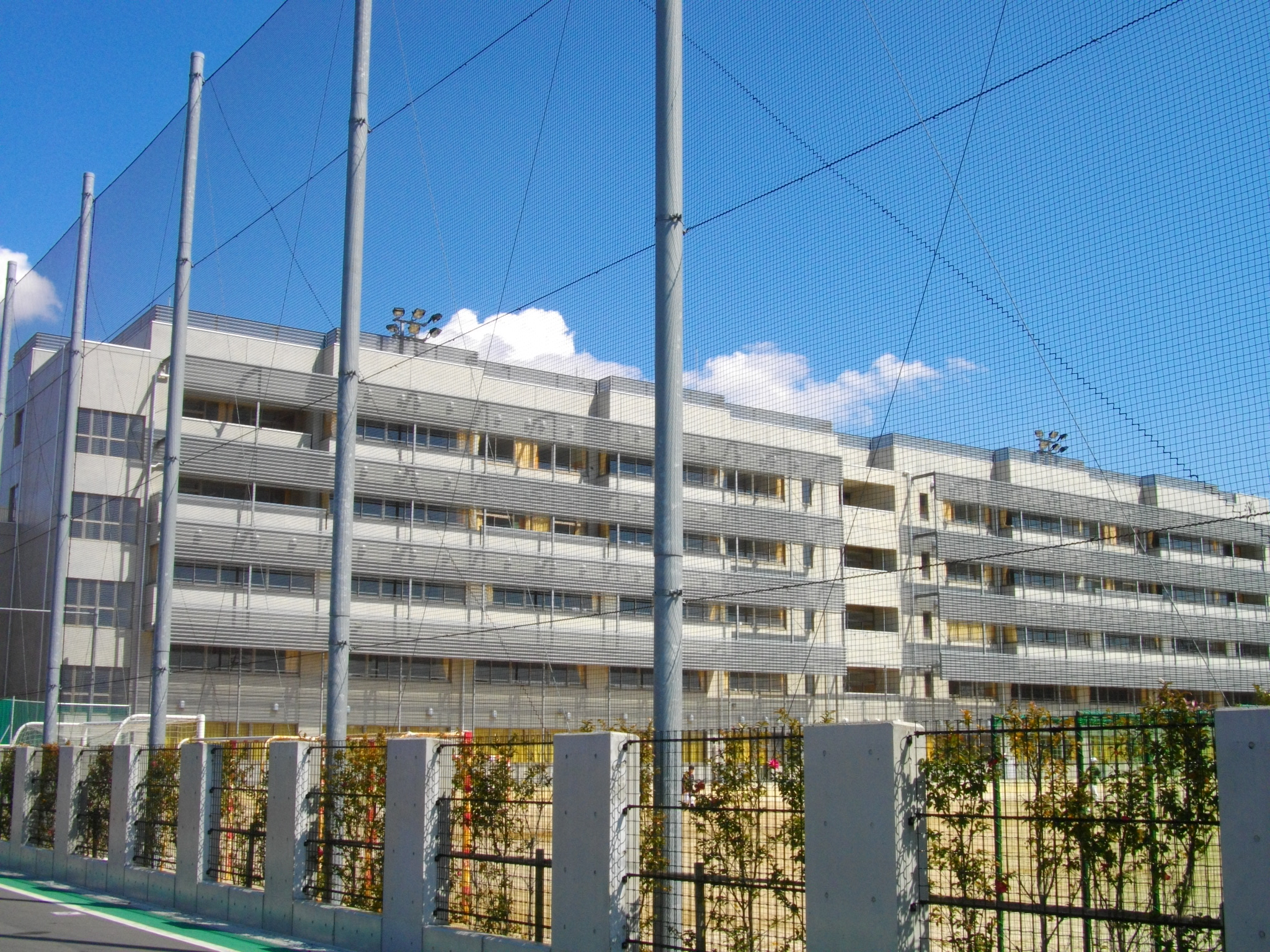
日出学園中学校・高等学校

#### 小学校
- 昭和学院小学校
- 日出学園小学校
- 国府台女子学院小学部

#### 学校法人
| - 学校法人和洋学園 - 学校法人千葉学園 - 学校法人市川学園 | - 学校法人昭和学院 - 学校法人日出学園 - 学校法人平田学園 |

### スポーツ
子供会活動を通じて行われたキックベースボールの発祥の地でもある。

#### スポーツ施設
- 市川市スポーツセンター
- 市川市市民プール

## 交通

### 鉄道
市内の中心部をJRの首都圏主要五方面の一つである総武本線（中央・総武緩行線および総武快速線）と首都圏の大手私鉄の一つである京成電鉄の本線が東西に貫いている。また、東京23区外では唯一、東京の地下鉄2社局（東京地下鉄と東京都交通局）の路線を有しており、東京の地下鉄2社局（東京地下鉄と東京都交通局）の路線の内、地下路線および地下駅を有しているのも東京23区外で唯一となっている。その他にも南部の湾岸エリアに東京駅を起点とする京葉線、北東部に武蔵野線、北部に北総線が通っている。特に、JR・私鉄・地下鉄の3路線が乗り入れる本八幡駅周辺は行政の中心として、JR総武線の緩行線および快速線の両方が乗り入れる市川駅周辺は商業の中心として、どちらも行政施設、複合商業施設、各種サービス店、超高層マンション、企業、学校などが林立して賑わっている。他地域へのアクセスとして、千葉県内および東京都心部の主要駅には概ね10分台～30分台、成田空港および羽田空港には1時間前後で直通アクセスが可能である。
中心駅
市役所の最寄り駅：本八幡駅（JR・都営地下鉄）・京成八幡駅
※JTB時刻表では市川駅が中心駅と記載されている。
東日本旅客鉄道（JR東日本）
2019年 (令和元年) 度の市内1日平均乗降客は170,789人である。(下総中山駅を含む。)
 総武線各駅停車
- - 市川駅 - 本八幡駅 - （下総中山駅） -
- ※下総中山駅の所在地は船橋市だが、市川市に接するように存在している。

 総武快速線
- - 市川駅 -

 京葉線
- - 市川塩浜駅 - 二俣新町駅 -

 武蔵野線
- - 市川大野駅 -

東京地下鉄（東京メトロ）
2018年 (平成31年) 度の市内1日平均乗降客は約192,000人である。
 東西線
- - 南行徳駅 - 行徳駅 - 妙典駅 - （原木中山駅） -
- ※原木中山駅の所在地は船橋市だが、駅施設は市川市と船橋市に跨る。

東京都交通局（都営地下鉄）
2020年 (令和2年) 度の市内1日平均乗降客は約65,000人である。
 新宿線
- - 本八幡駅

京成電鉄
2020年 (令和2年) 度の市内1日平均乗降客は約54,000人である。
 本線
- - 国府台駅 - 市川真間駅 - 菅野駅 - 京成八幡駅 - 鬼越駅 - （京成中山駅） -
- ※京成中山駅の所在地は船橋市だが、市川市に接するように存在している。

北総鉄道
2020年 (令和2年) 度の市内1日平均乗降客は約12,000人である。
 北総線
- - （矢切駅） - 北国分駅 - （松飛台駅） - 大町駅 -
- ※矢切駅の所在地は松戸市だが、市川市に接するように存在している。
- ※松飛台駅の所在地は松戸市だが、駅施設は市川市と松戸市に跨る。

鉄道施設
- 深川検車区行徳分室（東京メトロ）

主要駅へのアクセス
以下のとおり市内から各主要駅へ乗り換え無しでアクセスが可能である。
- JR中央・総武緩行線

新宿副都心（新宿駅・代々木駅・千駄ケ谷駅）、番町エリア（四ツ谷駅・市ケ谷駅・飯田橋駅）、神田エリア（水道橋駅・御茶ノ水駅・秋葉原駅）、錦糸町・亀戸副都心（錦糸町駅・亀戸駅）、船橋駅、津田沼駅、幕張新都心（幕張駅）、千葉都心（千葉駅）
- JR総武快速線

丸の内（東京駅）、日本橋エリア（新日本橋駅・馬喰町駅）、錦糸町・亀戸副都心（錦糸町駅）、船橋駅、津田沼駅、千葉都心（千葉駅）
- JR総武快速線（JR成田線直通）

成田空港（空港第2ビル駅・成田空港駅）
- JR総武快速線（JR横須賀線直通）

新橋駅、品川駅
- JR京葉線およびJR武蔵野線（JR京葉線直通）

丸の内（東京駅）、東京ディズニーリゾート（舞浜駅）、幕張新都心（新習志野駅・幕張豊砂駅・海浜幕張駅）、千葉都心（千葉みなと駅）、蘇我副都心（蘇我駅）
- 東京メトロ東西線

番町エリア（飯田橋駅・九段下駅）、大手町駅、日本橋エリア（日本橋駅・茅場町駅）
- 都営地下鉄新宿線

新宿副都心（新宿駅・新宿三丁目駅）、番町エリア（市ヶ谷駅・九段下駅）、神田エリア（神保町駅・小川町駅・岩本町駅）、日本橋エリア（馬喰横山駅・浜町駅）
- 京成本線

上野・浅草副都心（京成上野駅）、京成船橋駅、京成津田沼駅、成田空港（空港第2ビル駅・成田空港駅）
- 京成本線（京成千葉線直通）

幕張新都心（京成幕張駅）、千葉都心（京成千葉駅・千葉中央駅）
- 京成本線および北総線（京成押上線直通）

押上駅
- 京成本線および北総線（都営地下鉄浅草線直通）

上野・浅草副都心（浅草駅）、日本橋エリア（東日本橋駅・人形町駅・日本橋駅）、銀座エリア（東銀座駅）、新橋駅
- 京成本線および北総線（京急線直通）

品川駅、羽田空港（羽田空港第3ターミナル駅・羽田空港第1・第2ターミナル駅）

### 道路
市内の中心部を日本の国道の起点である日本橋を起点とする国道14号（千葉街道）が東西に貫いている。2018年（平成30年）6月2日に開通した国道298号および東京外環自動車道により、弱点であった南北間の交通の便も向上し、東京都心と郊外を結ぶ高速道路の主要幹線9放射（京葉道路（首都高速7号小松川線）、東関東自動車道、首都高速湾岸線）と接続する3つのジャンクション（北千葉JCT・京葉JCT・高谷JCT）を有する交通の要衝となっている。また、東京23区外で唯一、日本の首都の都市交通3社局（東京地下鉄、東京都交通局、首都高速道路）の路線を有し、駅、出入口、本線料金所、パーキングエリア、ジャンクションといった各路線の主要施設も全て有している。
高速道路
- 首都高速湾岸線
  - 高谷JCT（東関東自動車道・東京外環自動車道） - 市川TB - 市川PA - 千鳥町出入口 -
- 東関東自動車道
  - 高谷JCT（首都高速湾岸線・東京外環自動車道） - 湾岸市川IC -
- 京葉道路
  - - 京葉JCT（東京外環自動車道） - 京葉市川IC - 京葉市川PA - 原木IC -
- 東京外環自動車道
  - - 北千葉JCT（北千葉道路） - 市川北IC - 市川中央IC - 京葉JCT（京葉道路） - 市川南IC - 高谷JCT（首都高速湾岸線・東関東自動車道）

一般国道
- 国道14号（千葉街道）
- 国道298号（東京外かく環状道路）
- 国道357号（湾岸道路）
- 国道464号

主要地方道
- 千葉県道1号市川松戸線
- 千葉県道6号市川浦安線
- 千葉県道9号船橋松戸線
- 千葉県道50号東京市川線
- 千葉県道51号市川柏線
- 千葉県道59号市川印西線
- 千葉県道60号市川四ツ木線

一般県道
- 千葉県道179号船橋行徳線
- 千葉県道180号松戸原木線
- 千葉県道202号本八幡停車場線
- 千葉県道264号高塚新田市川線
- 千葉県道283号若宮西船市川線
- 千葉県道501号王子金町市川線

都市計画道路
- 浦安鎌ヶ谷線

道の駅
- 道の駅いちかわ

### バス路線
2019年（令和元年）度の市内バスの1日平均運行本数は1184本、輸送人員は62,267人。
- 京成バス（市川営業所）
- 京成バス千葉ウエスト（塩浜営業所）※旧・京成トランジットバス
- 市川市コミュニティバス
- 羽田空港リムジンバス
  - 市川駅南口 - 羽田空港（京成バス千葉ウエスト・東京空港交通）

### 空港
近隣の空港として千葉県成田市の成田国際空港（成田空港）または東京都大田区の東京国際空港（羽田空港）が最寄りとなる。
成田国際空港
詳細は成田国際空港へのアクセス、最小乗換数は【】内を参照。
- 鉄道路線
  - 【乗換0】JR東日本 - 総武快速線（成田線直通）にて市川駅 - 空港第2ビル駅（成田第2・第3ターミナル）・成田空港駅（成田第1ターミナル）にアクセス可能である。
  - 【乗換0】京成電鉄 - 京成本線にて市内各駅 - 空港第2ビル駅（成田第2・第3ターミナル）・成田空港駅（成田第1ターミナル）にアクセス可能である。

東京国際空港
詳細は東京国際空港へのアクセス、最小乗換数は【】内を参照。
- 鉄道路線
  - 【乗換1】JR東日本 - 総武快速線（横須賀線直通）にて市川駅 - 品川駅（京急本線（京急空港線直通）へ乗換）- 羽田空港第3ターミナル駅・羽田空港第1・第2ターミナル駅にアクセス可能である。
  - 【乗換1】JR東日本 - 総武緩行線にて市内各駅 - 浅草橋駅（都営浅草線（京急本線・空港線直通）へ乗換）- 羽田空港第3ターミナル駅・羽田空港第1・第2ターミナル駅にアクセス可能である。
  - 【乗換1】都営地下鉄 - 新宿線にて本八幡駅 - 馬喰横山駅（都営浅草線（京急本線・空港線直通）へ乗換）- 羽田空港第3ターミナル駅・羽田空港第1・第2ターミナル駅にアクセス可能である。
  - 【乗換0】京成電鉄 - 京成本線（京成押上線・都営浅草線・京急本線・空港線直通）にて京成八幡駅 - 羽田空港第1・第2ターミナル駅・羽田空港第3ターミナル駅にアクセス可能である。
- バス路線
  - 【乗換0】羽田空港リムジンバス - 市川駅（妙典駅および行徳駅を経由）と東京国際空港を結ぶ路線が運行されている。

### 港湾
かつて江戸時代から大正時代にかけて江戸日本橋と下総国行徳を結んだ行徳船が運行していた。
国際拠点港湾
- 千葉港（葛南港区）
  - 葛南中央地区
  - 葛南西部地区

橋梁
- 市川橋 (江戸川)
- 今井橋
- 行徳橋
- 新行徳橋
- 妙典橋

## 名所・旧跡・観光スポット・祭事・催事

### 名所・旧跡

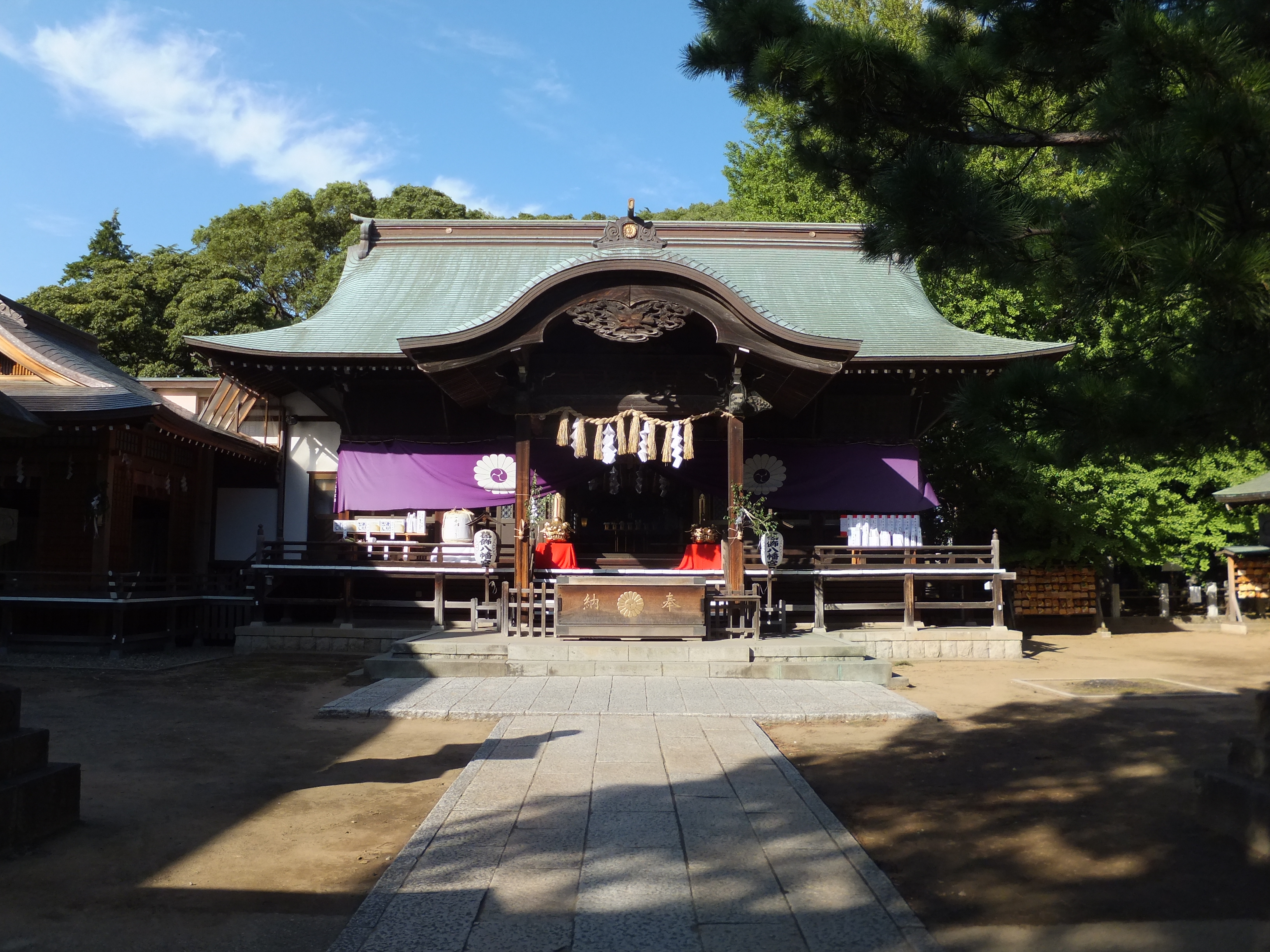
葛飾八幡宮

#### 神社

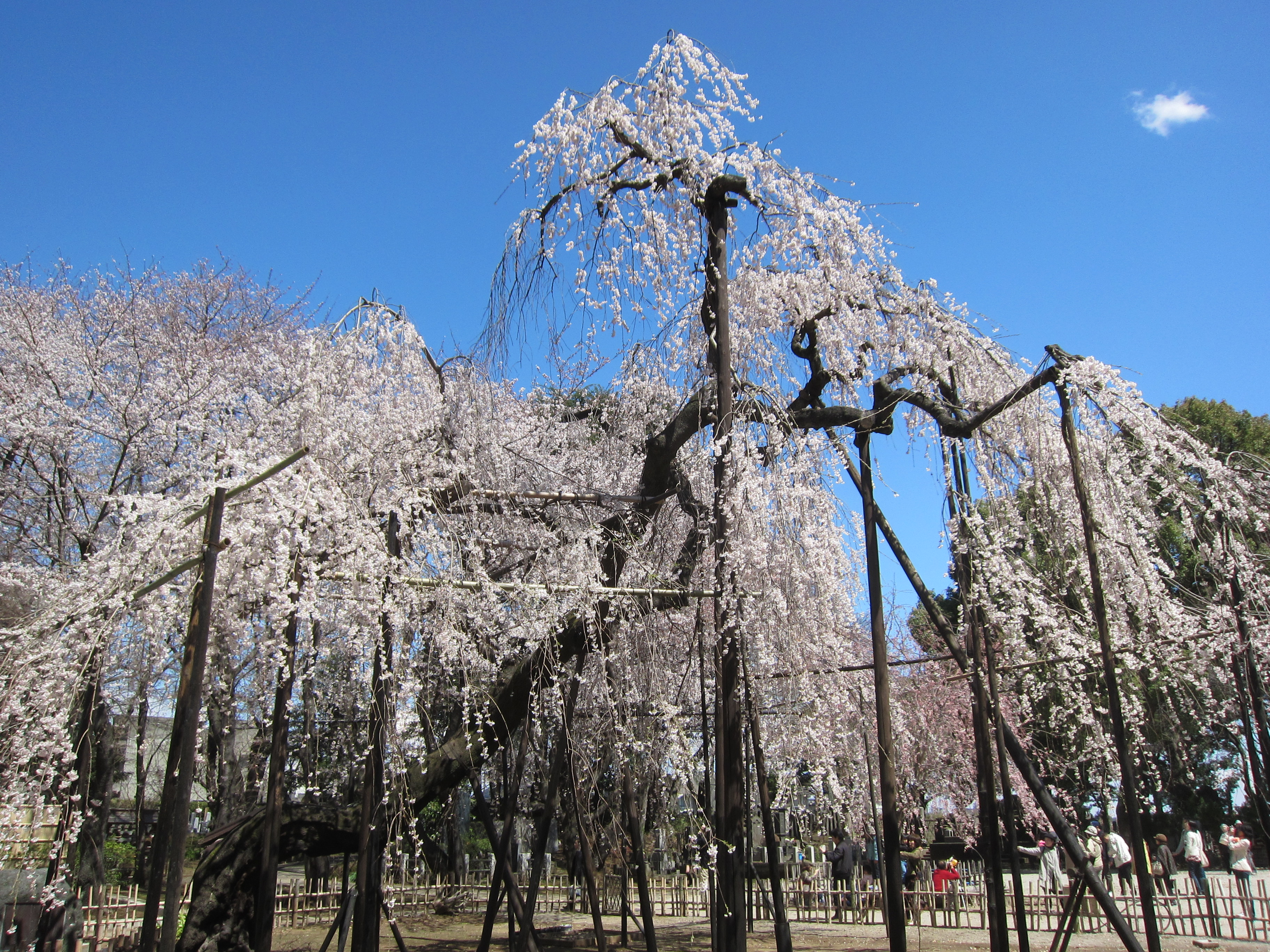
樹齢400年の伏姫桜（弘法寺）

- 大野天満宮
- 葛飾八幡宮 - 武神であることから平将門、源頼朝、太田道灌、徳川家康など多くの関東武士の信仰を集めた。斎藤月岑の江戸名所図会に描かれている。
  - 千本イチョウ - 推定樹齢1200年。国指定の天然記念物。
- 天満天神宮
- 白幡天神社
- 六所神社（下総総社跡）
- 国分日枝神社
- ニッケ鎮守の杜・おりひめ神社（ニッケコルトンプラザ内）
- 市川関所跡

葛飾八幡宮（紅葉）
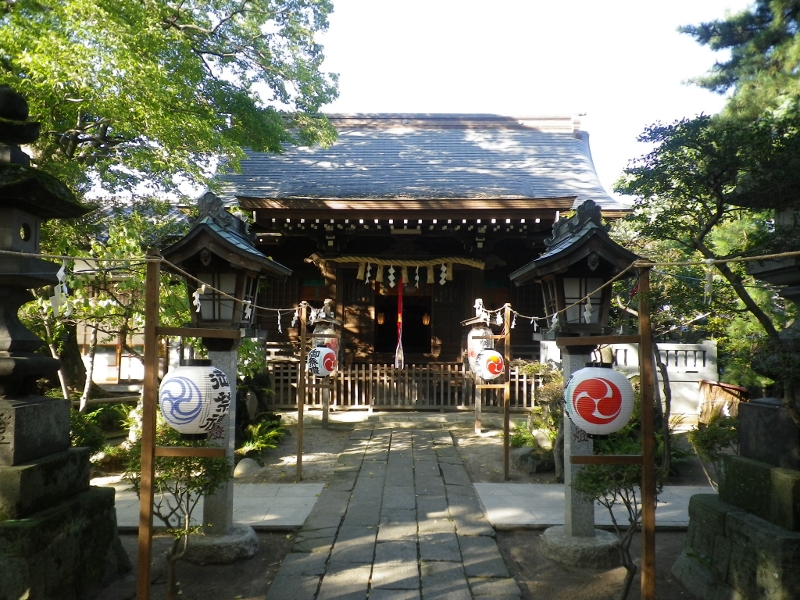
白幡天神社
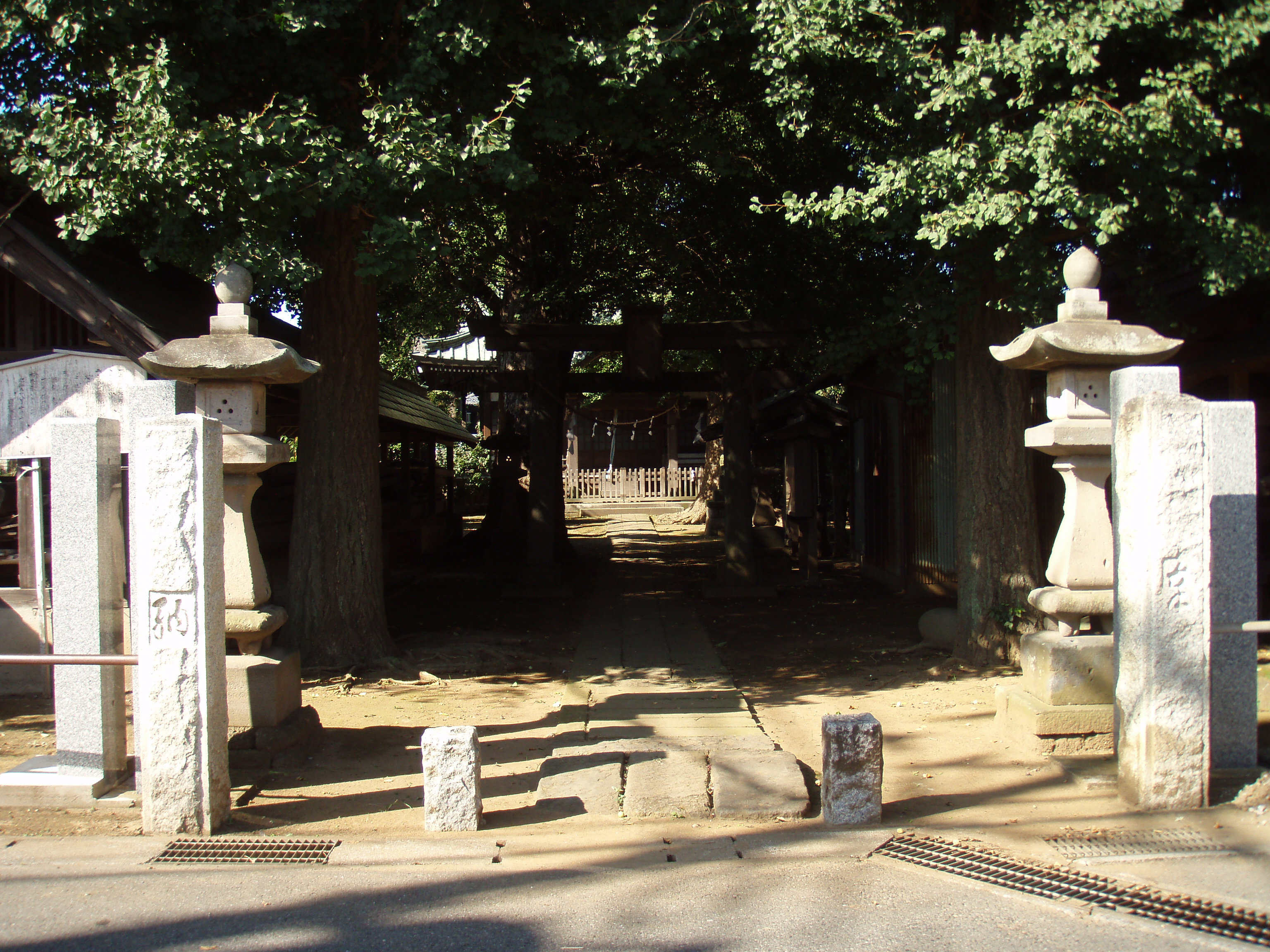
国分日枝神社
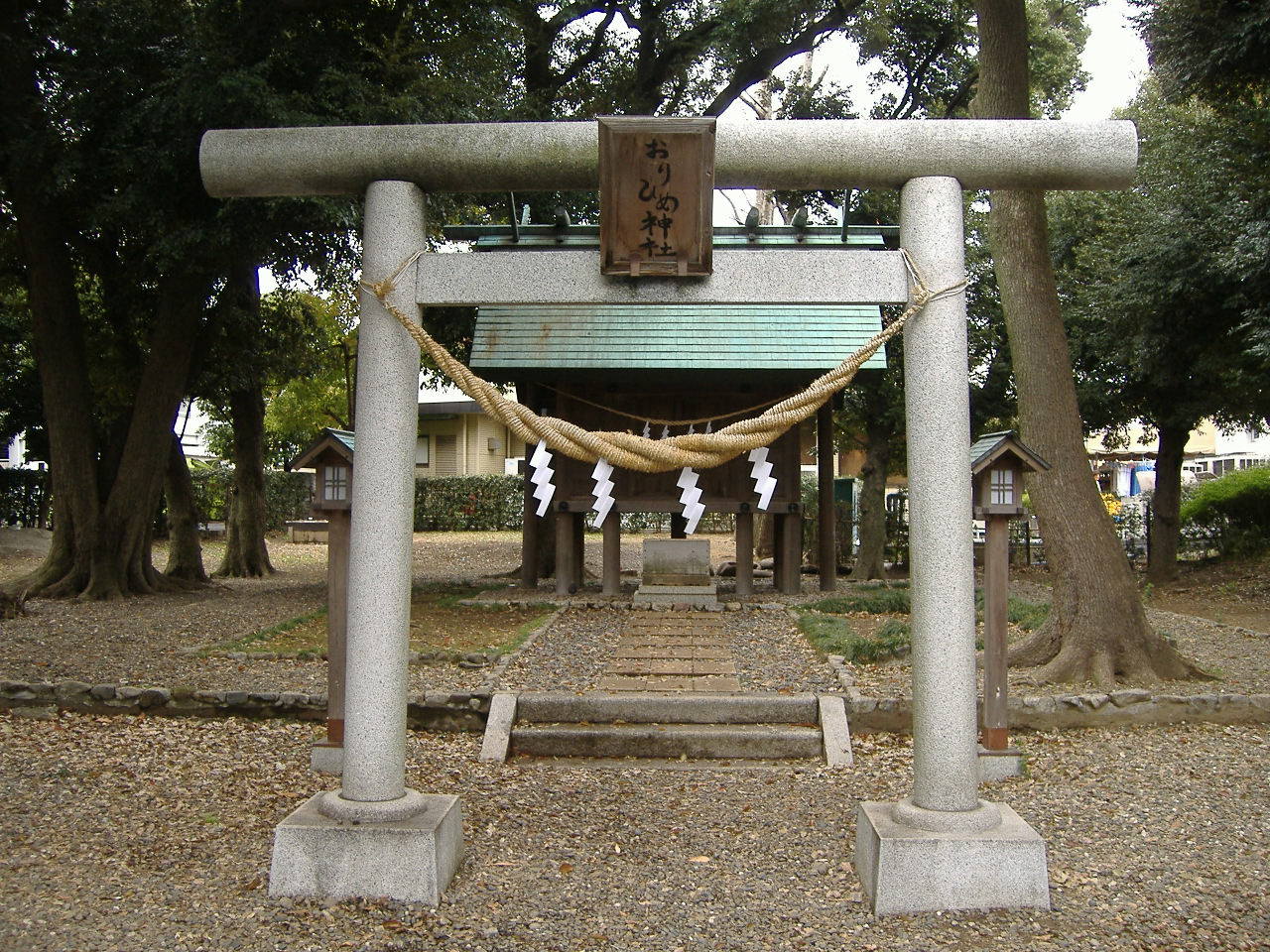
おりひめ神社

#### 寺院
- 安養寺
- 円福寺
- 亀井院
  - 真間の井
- 弘法寺 - 歌川広重の名所江戸百景にこちらから望む手児奈霊神堂と真間の継橋が描かれている。
  - 伏姫桜 - 推定樹齢400年。
- 下総国分寺
  - 下総国分寺跡 - 国の史跡。
  - 下総国分尼寺跡 - 国の史跡。
- 唱行寺
- 浄光院
- 總寧寺
- 手児奈霊神堂 - 万葉集に詠まれる絶世の美女手児奈を祀っている。歌川広重の名所江戸百景に弘法寺から見た風景が真間の継橋と共に描かれている。
- 徳願寺
- 法伝寺
- 法華経寺 - 国宝2件、国の重要文化財6件を有する。
  - 中山大仏
- 本光寺
- 妙行寺
- 了極寺

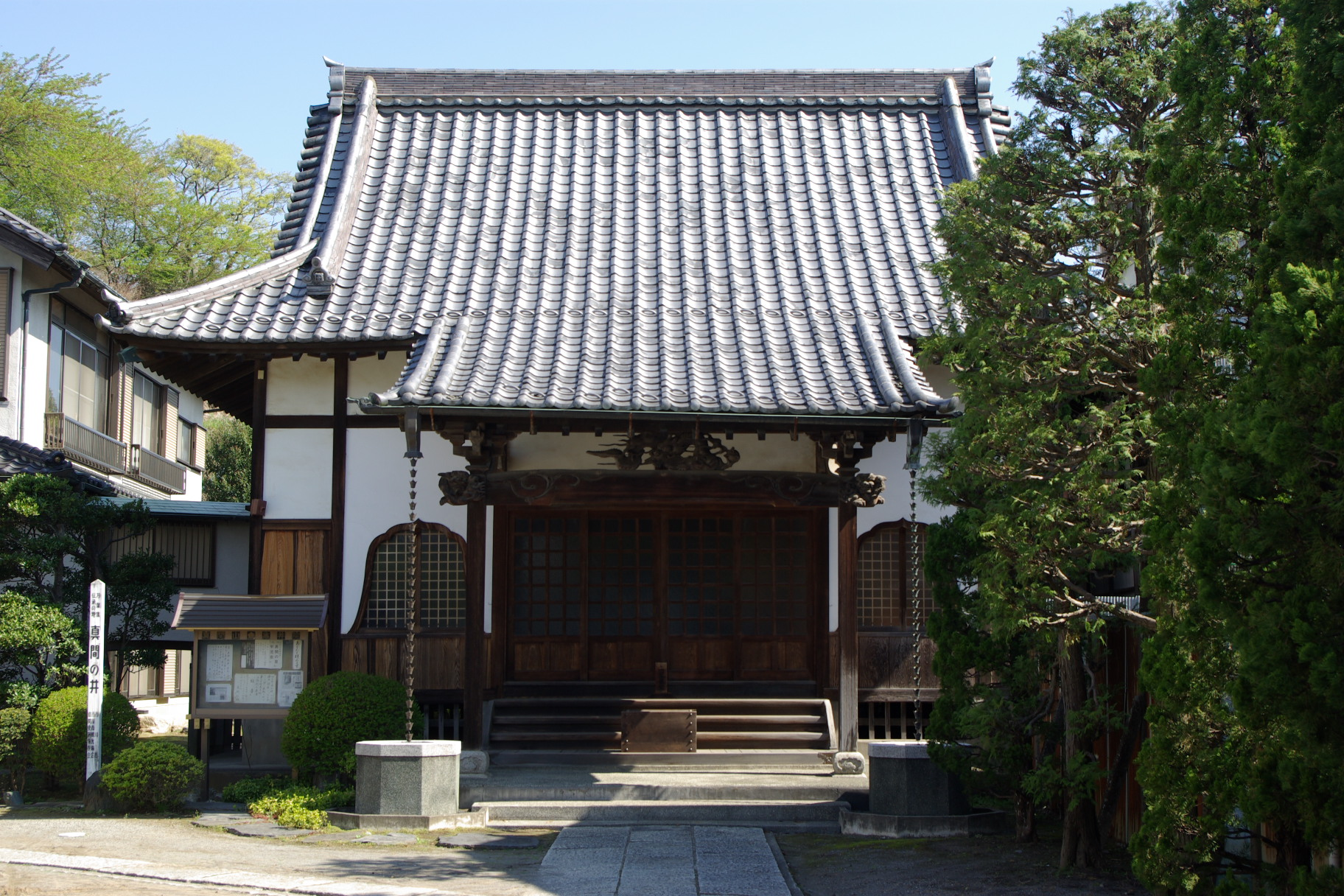
亀井院
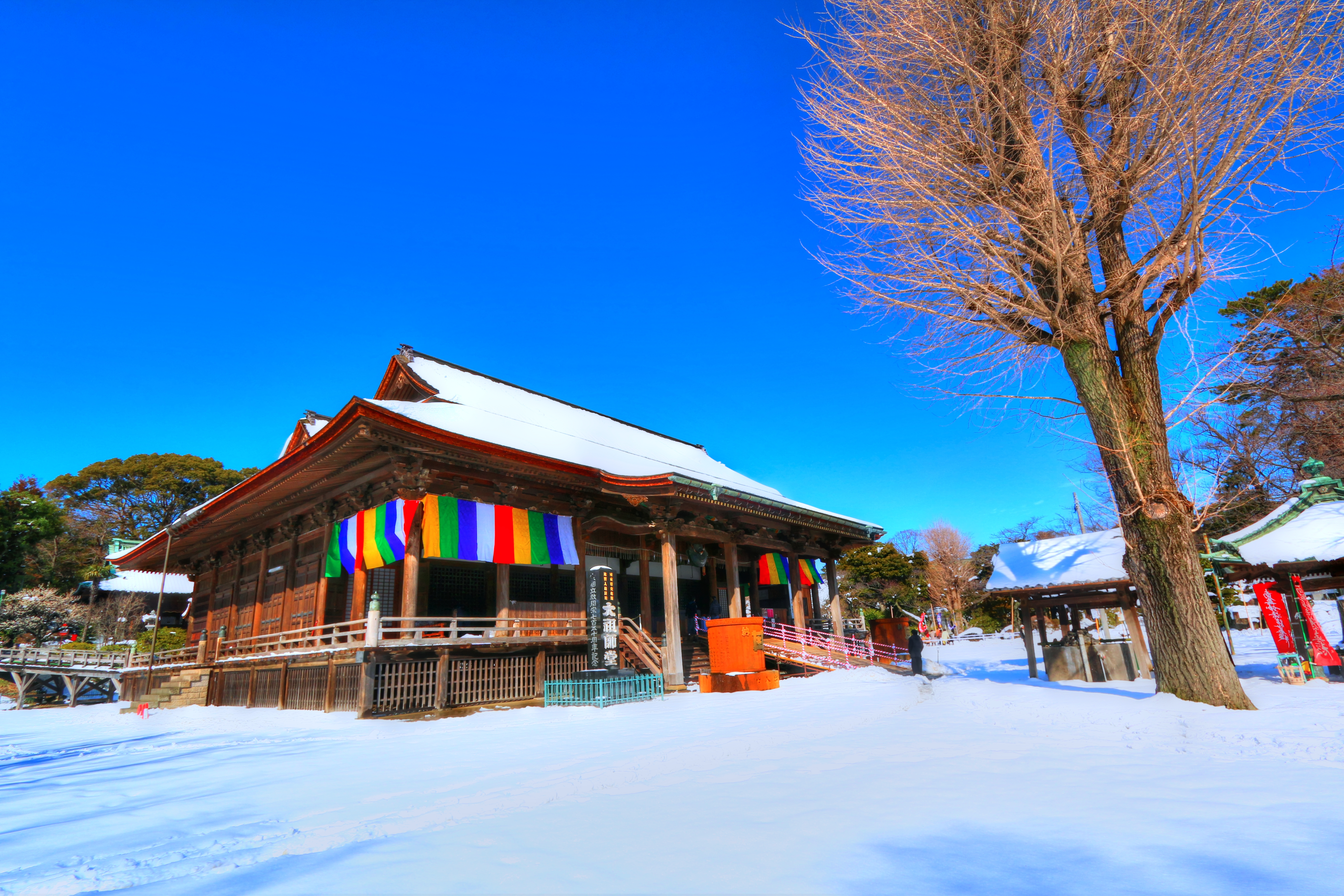
法華経寺
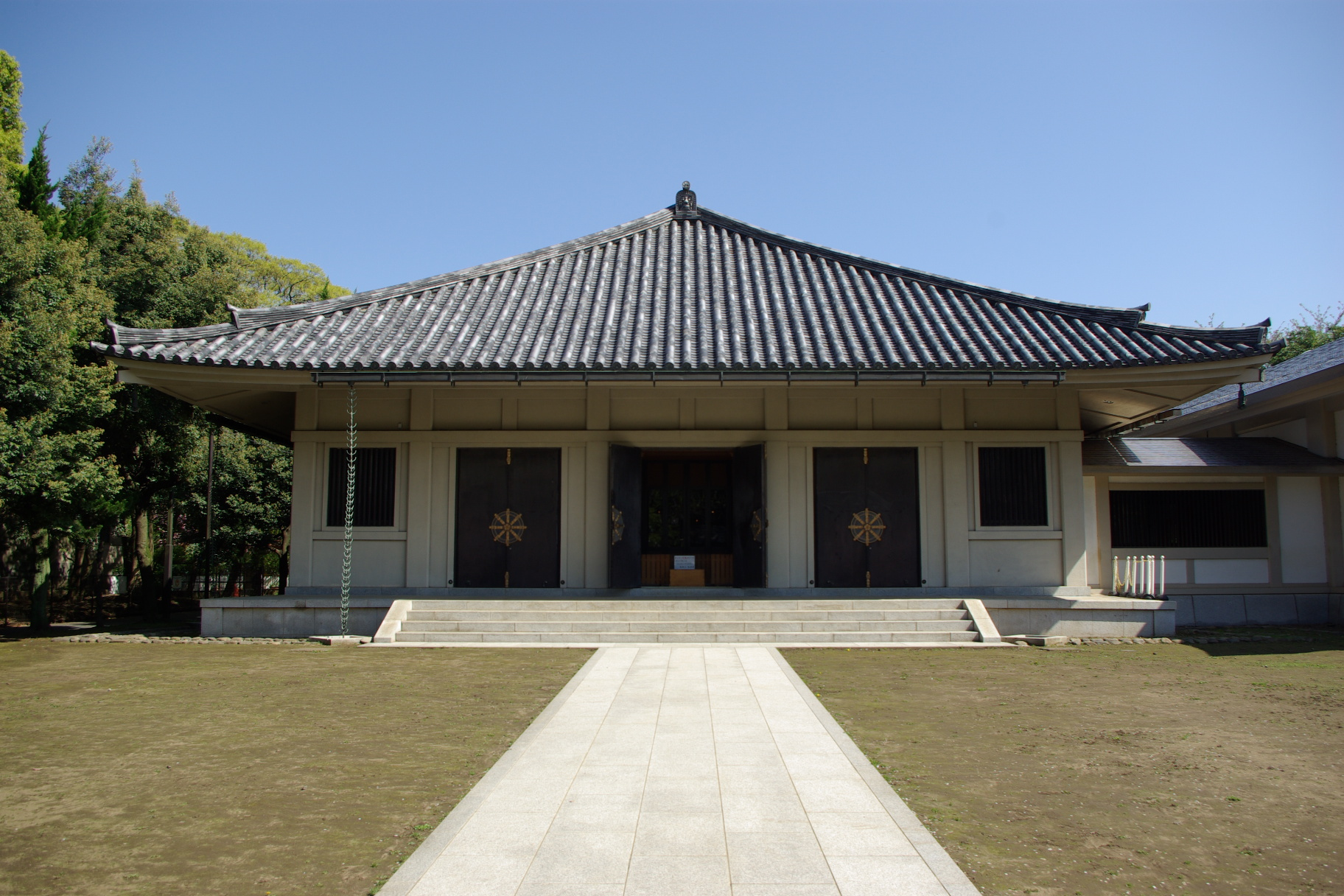
弘法寺
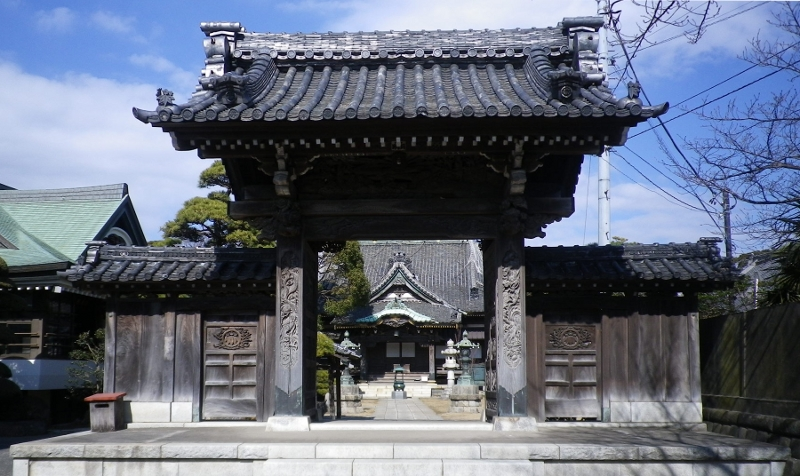
妙行寺

#### 礼拝堂
- 行徳モスク
- 日本バプテスト連盟市川八幡キリスト教会
- 日本福音ルーテル市川教会
- カトリック市川教会

#### 旧跡
- 姥山貝塚 - 国の史跡。
- 曾谷貝塚 - 国の史跡。
- 堀之内貝塚 - 国の史跡。
- 法皇塚古墳
- 大野城跡
- 国府台城跡（里見公園）
- 真間の継橋（日本百名橋番外）
- 八幡の藪知らず - 足を踏み入れると二度と出てこられなくなるという神隠しの伝承や慣用句としても有名。斎藤月岑の江戸名所図会に描かれている。
- 千葉県血清研究所建物跡 - 明治37年以前の建設と推測される旧陸軍の赤レンガの建物が残る。市民や学者などから保存を求める運動が起こり「赤レンガを守る会」が県に保存を要望している。
- 文学の散歩道[54]

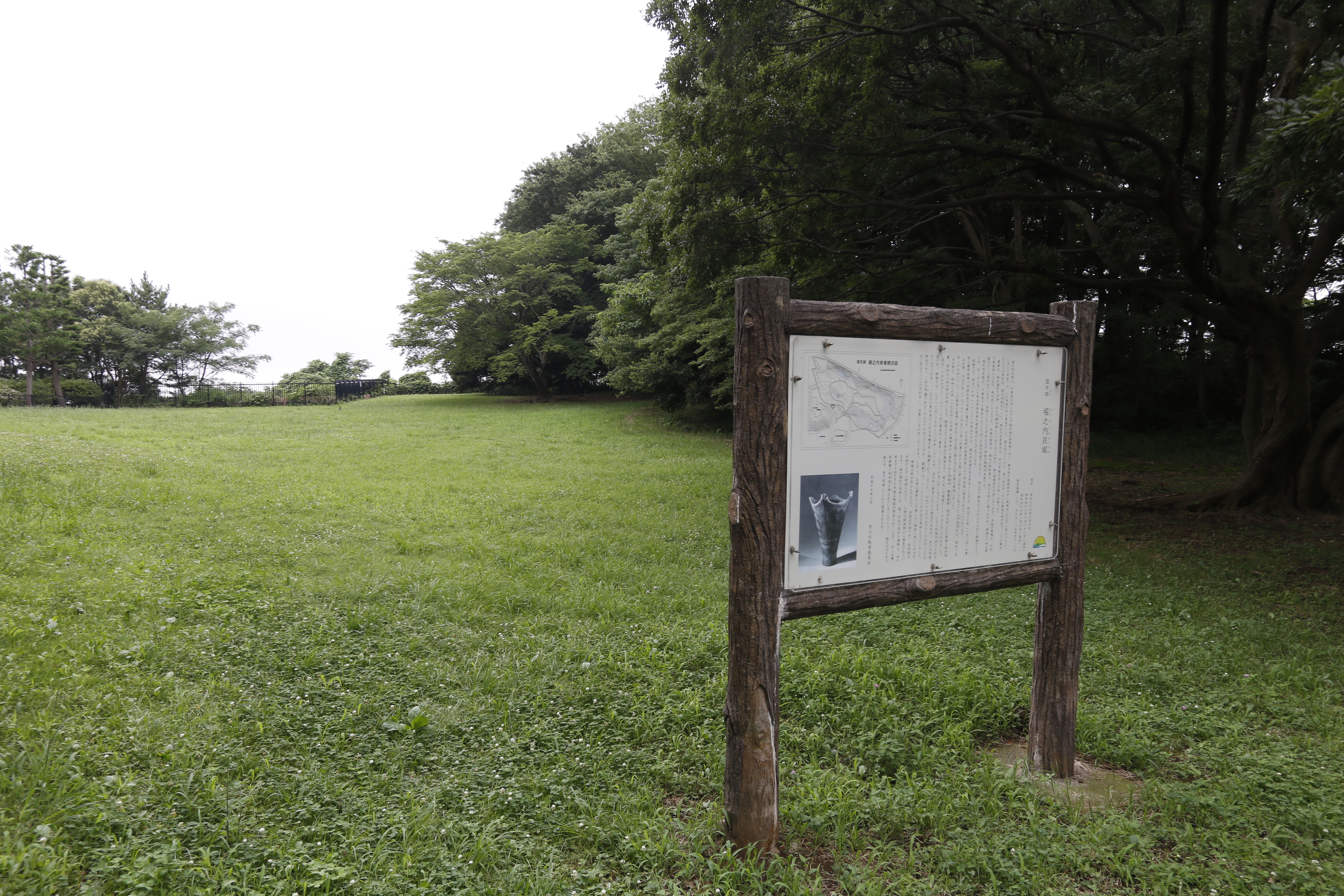
堀之内貝塚
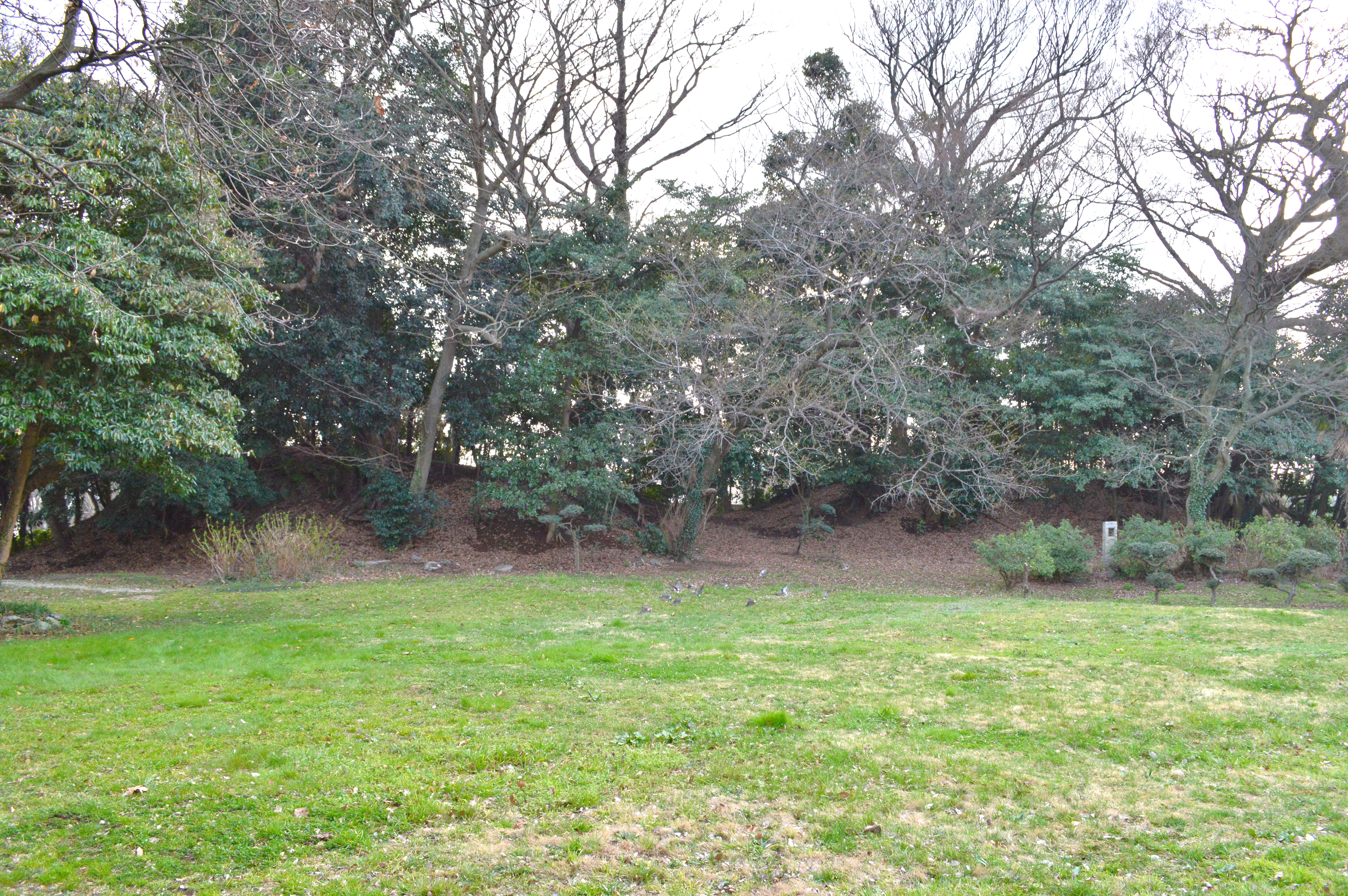
法皇塚古墳
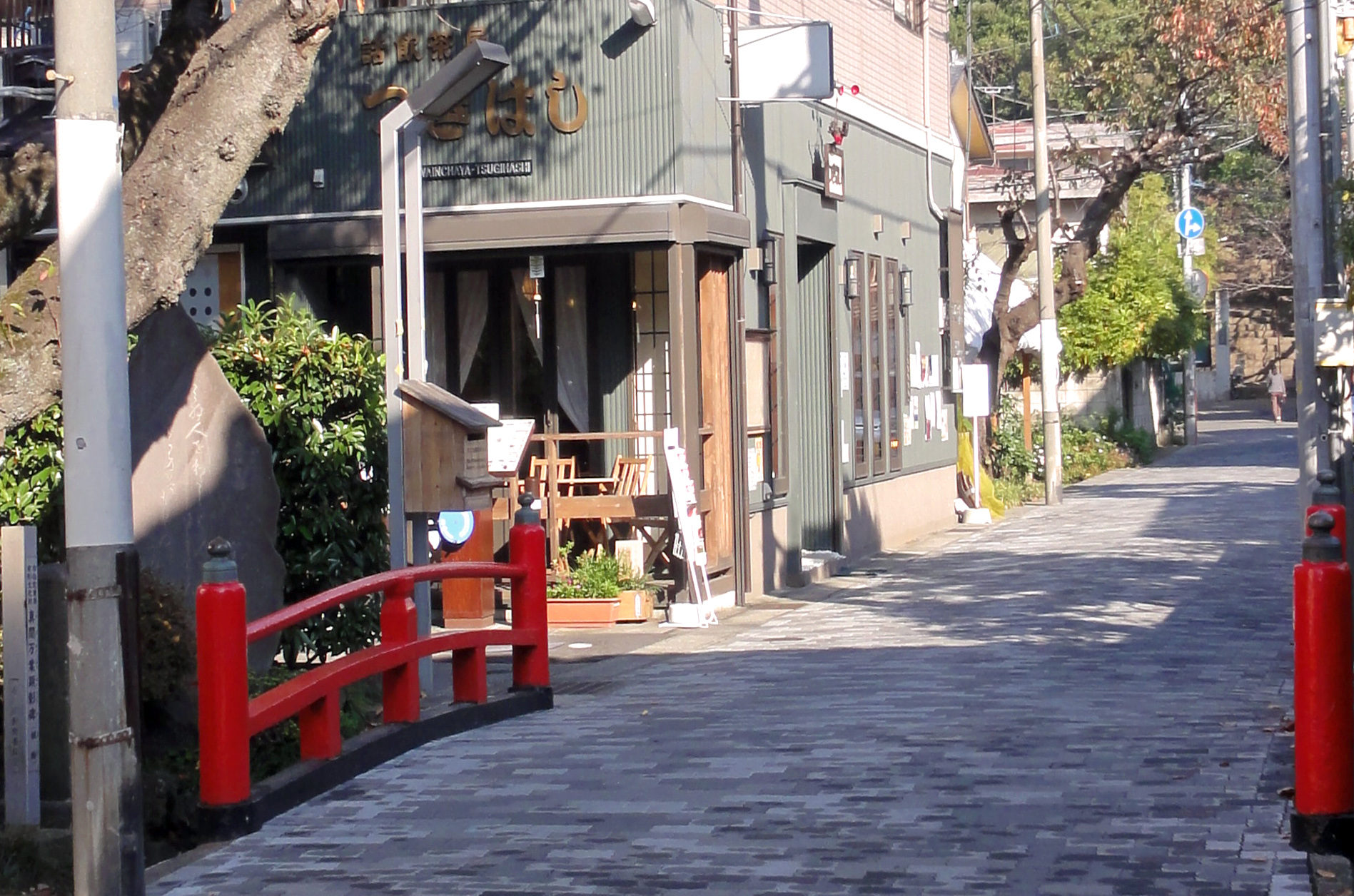
真間の継橋
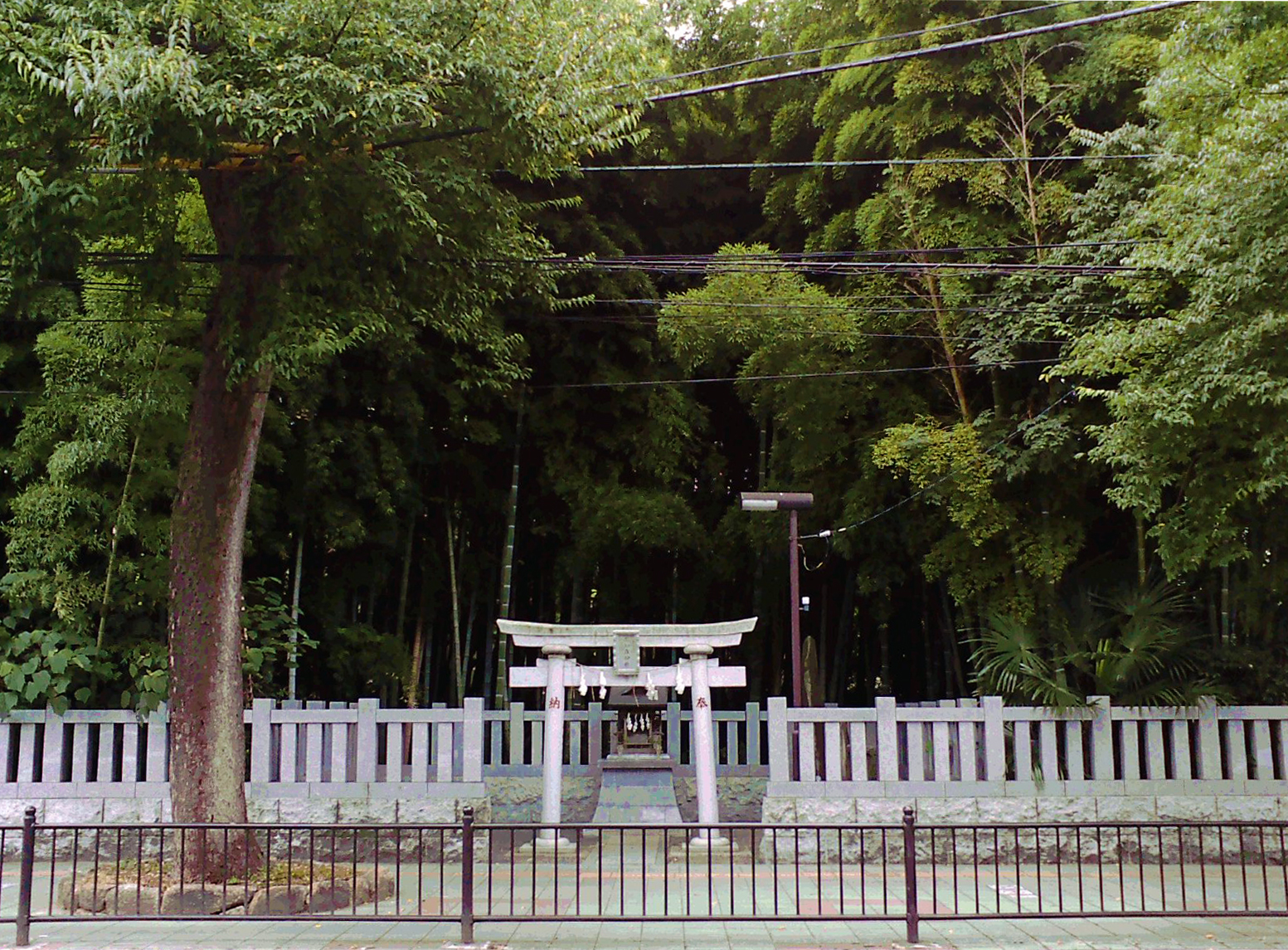
八幡の藪知らず

### 観光スポット
- I-linkタウン展望施設 - 一般開放されている展望施設。日本の夜景100選[2]や日本夜景遺産[3]（施設型夜景遺産）にも選ばれており、東京スカイツリーや富士山、ディズニーリゾートなどが見渡せる[4]。

#### 博物館・動物園・植物園・文化施設
- 千葉県立現代産業科学館
- 市川歴史博物館 - 市の施設。
- 市川考古博物館 - 市の施設。
- 市川自然博物館 - 市の施設。1989年（平成元年）10月24日開館[39]。千葉県内初の自然博物館で[40]、開館時には動植物の標本を約2,000点収蔵していた[41]。
- 市川市動植物園 - 市立動物園および植物園。1987年（昭和62年）8月21日開園[42]。流しカワウソが名物。
- 万葉植物園 - 市の施設。
- 木内ギャラリー - 木内重四郎の別邸の一部である洋館を復元したもの[55]
- 芳澤ガーデンギャラリー
- 水木洋子邸
- 市川市東山魁夷記念館
- 清華園
- 市川市文学ミュージアム－市の施設。2013年（平成25年）７月開館[56]。
- 式場病院 - 日本で最初の庭園式精神科病院。バラ園で有名。
- 行徳ふれあい伝承館 - 旧浅子神輿店の家屋(国登録有形文化財)を用いた行徳の歴史や文化を紹介する施設[57]

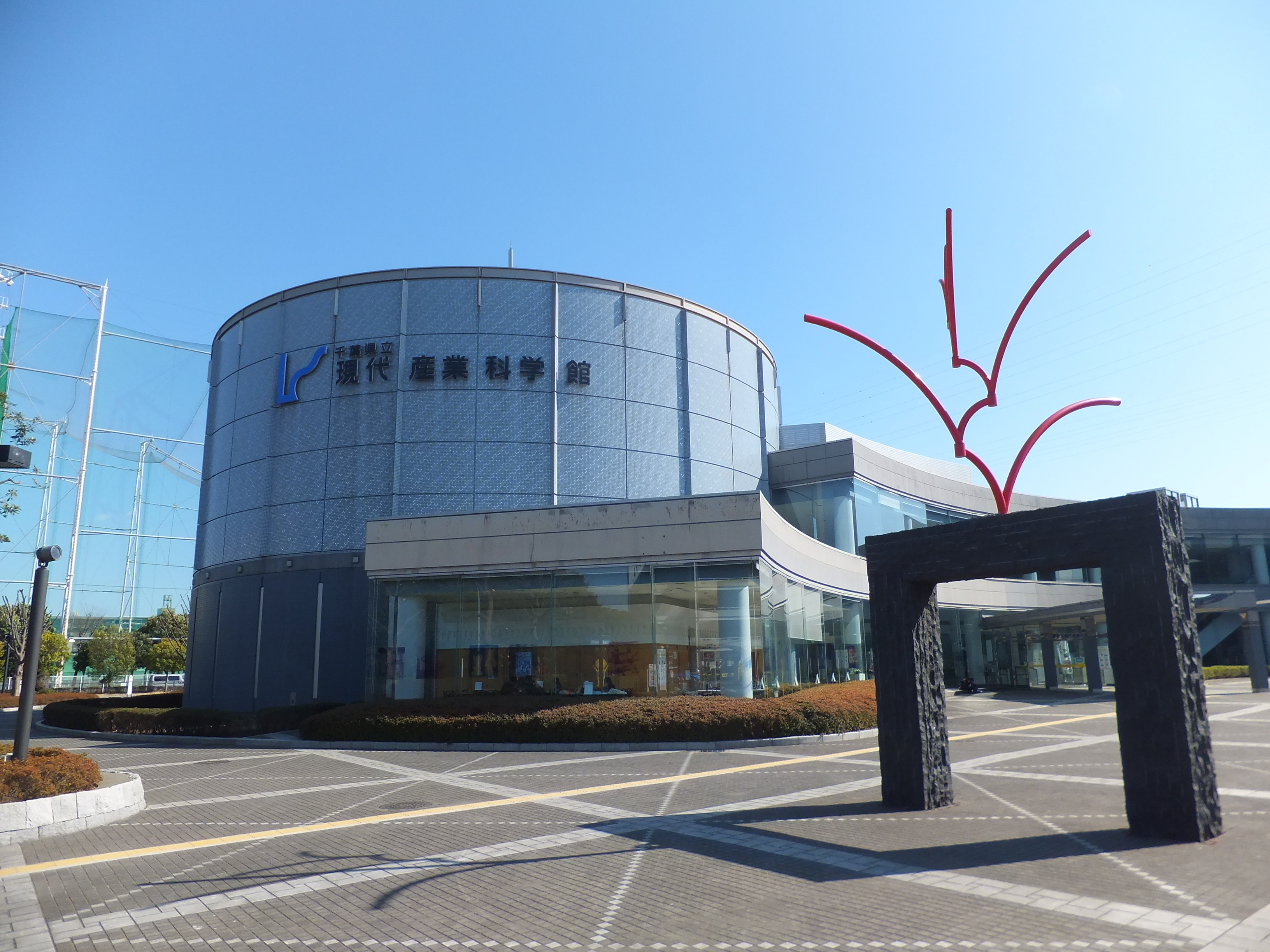
千葉県立現代産業科学館
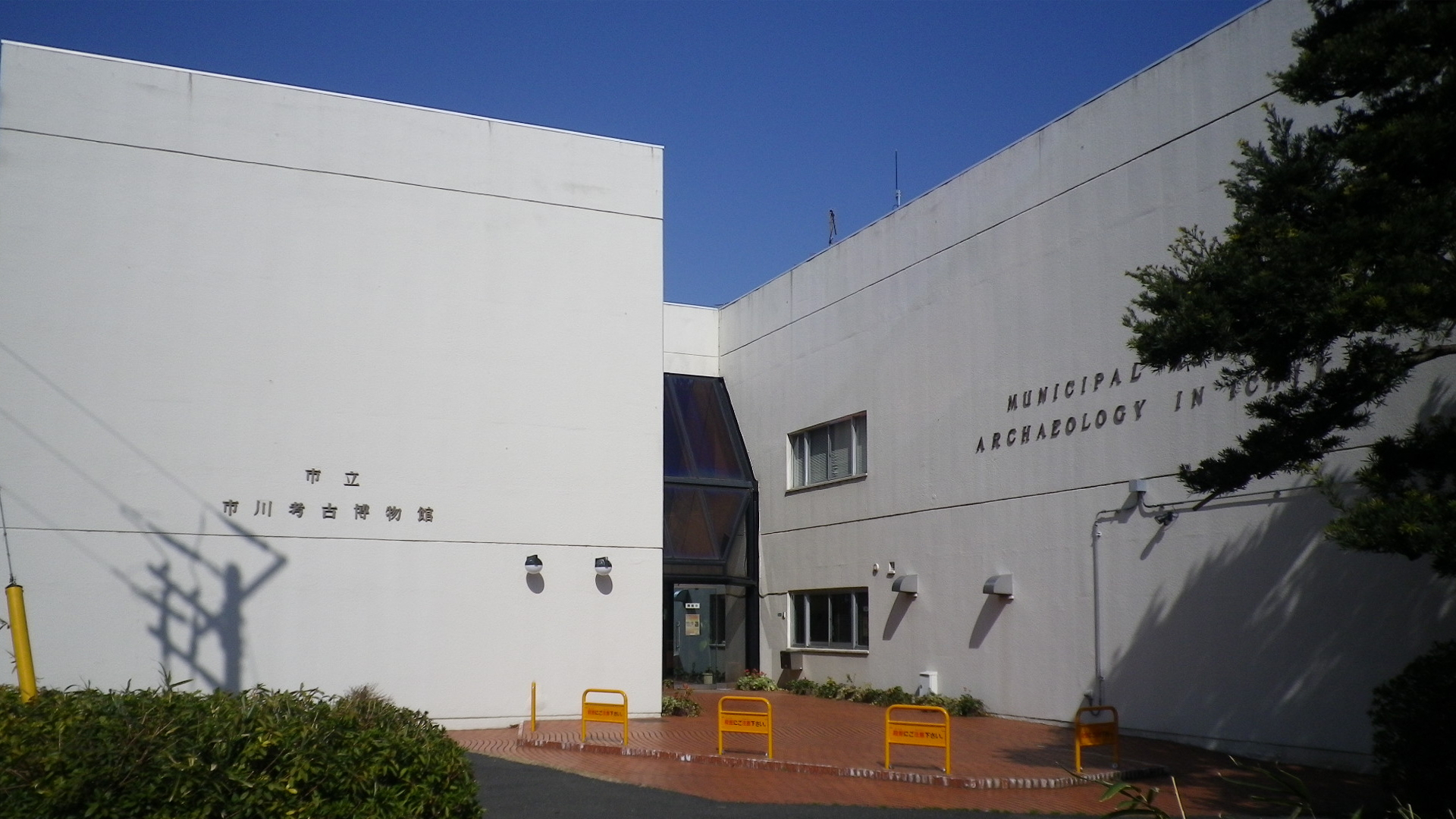
市立市川考古博物館
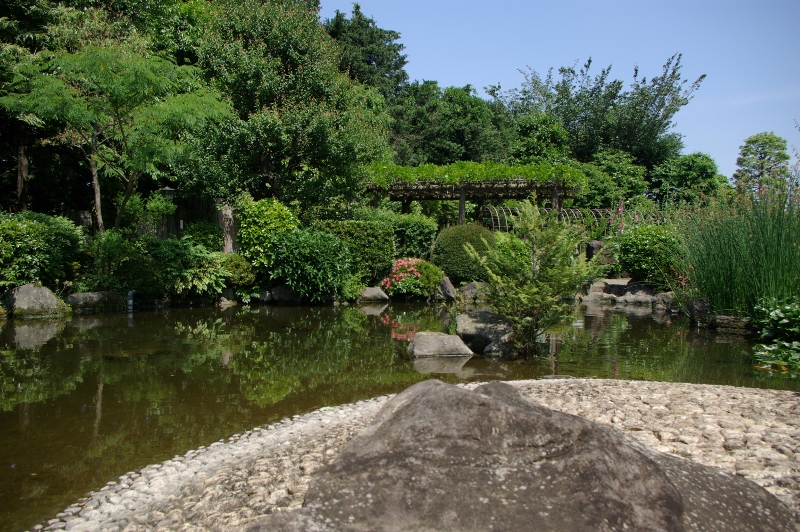
万葉植物園
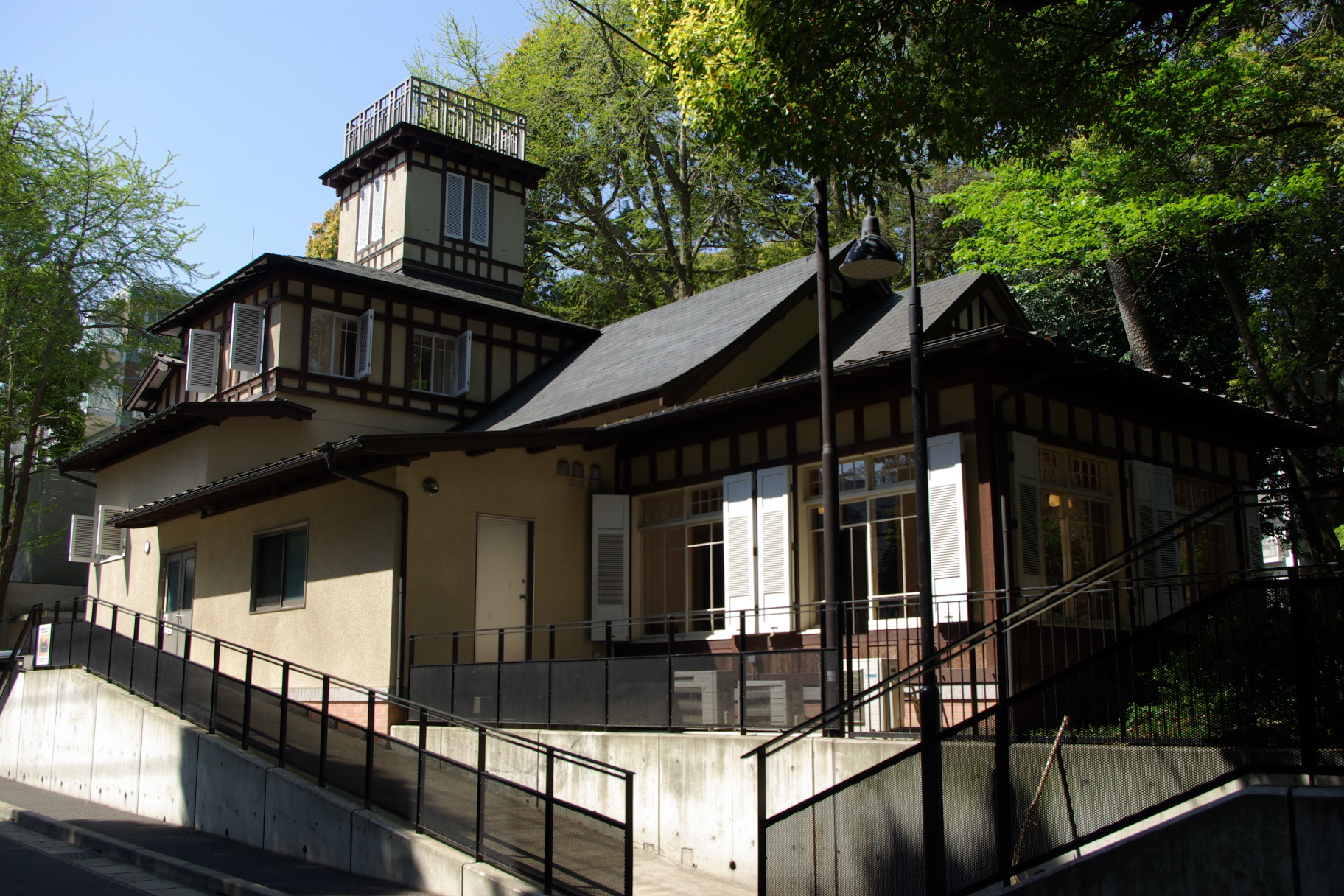
木内ギャラリー

#### 自然・公園
- 宮内庁新浜鴨場 - 宮内庁が管理する伝統的な狩猟を行う場所。今上天皇徳仁が皇后雅子に求婚した場所でもある。
- 市川野鳥の楽園（行徳近郊緑地・行徳鳥獣保護区）
  - あいねすと（行徳野鳥観察舎）- 耐震強度不足のため2015年（平成27年）より無期限休館、2018年（平成30年）に閉館した旧行徳野鳥観察舎跡地に2020年（令和2年）再オープン（千葉県から市川市へ移譲）[58]
- 国分川調節池
- 大柏川第一調節池緑地
  - 大柏川ビジターセンター
  - 野鳥観察場
- 三番瀬 - 浦安市から習志野市にかけて広がる干潟。
- 里見公園 - 国府台城の跡地
- じゅん菜池緑地
- 大町公園
- 大洲防災公園
- 行徳駅前公園
- 常夜灯公園

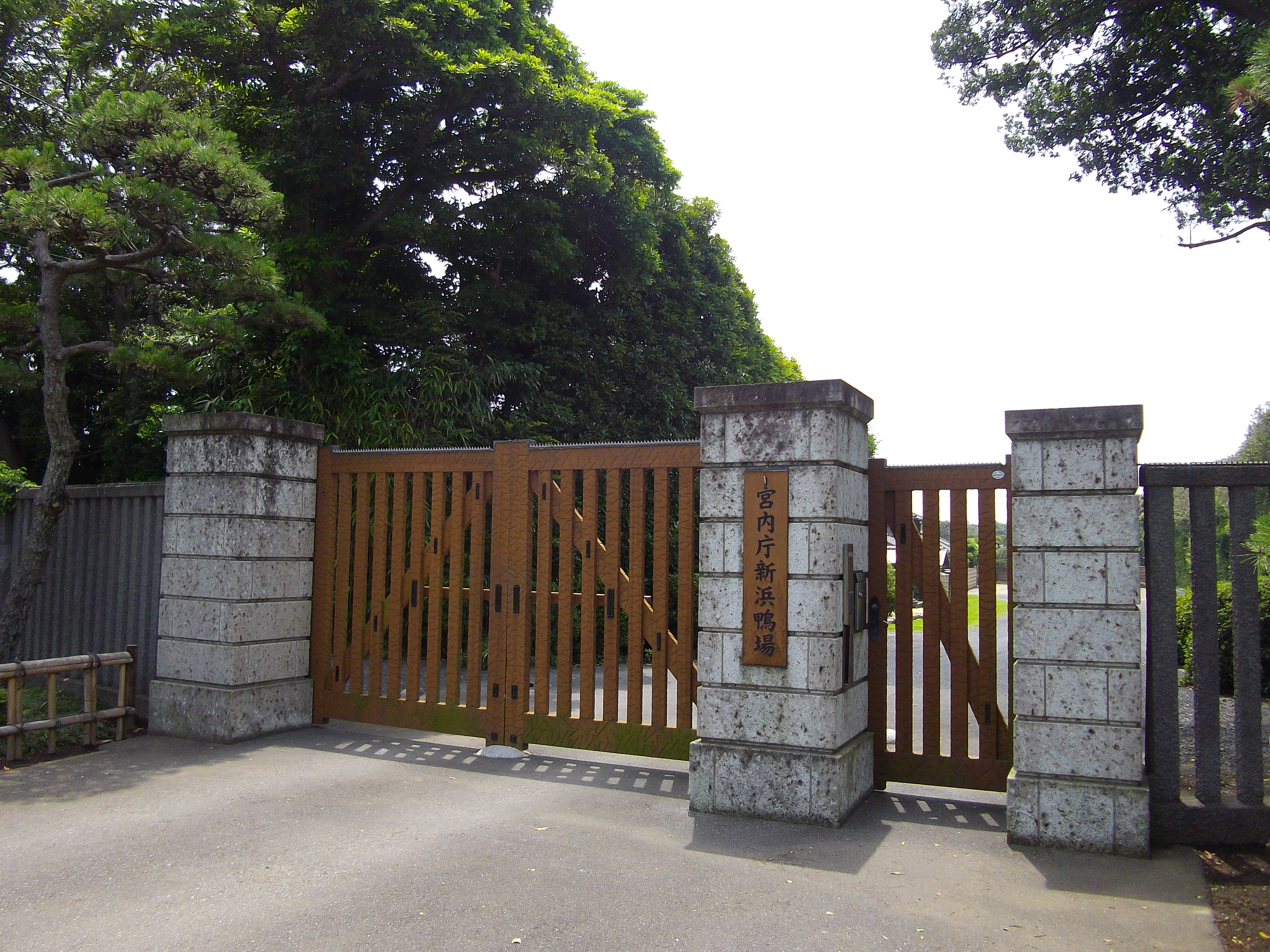
宮内庁新浜鴨場
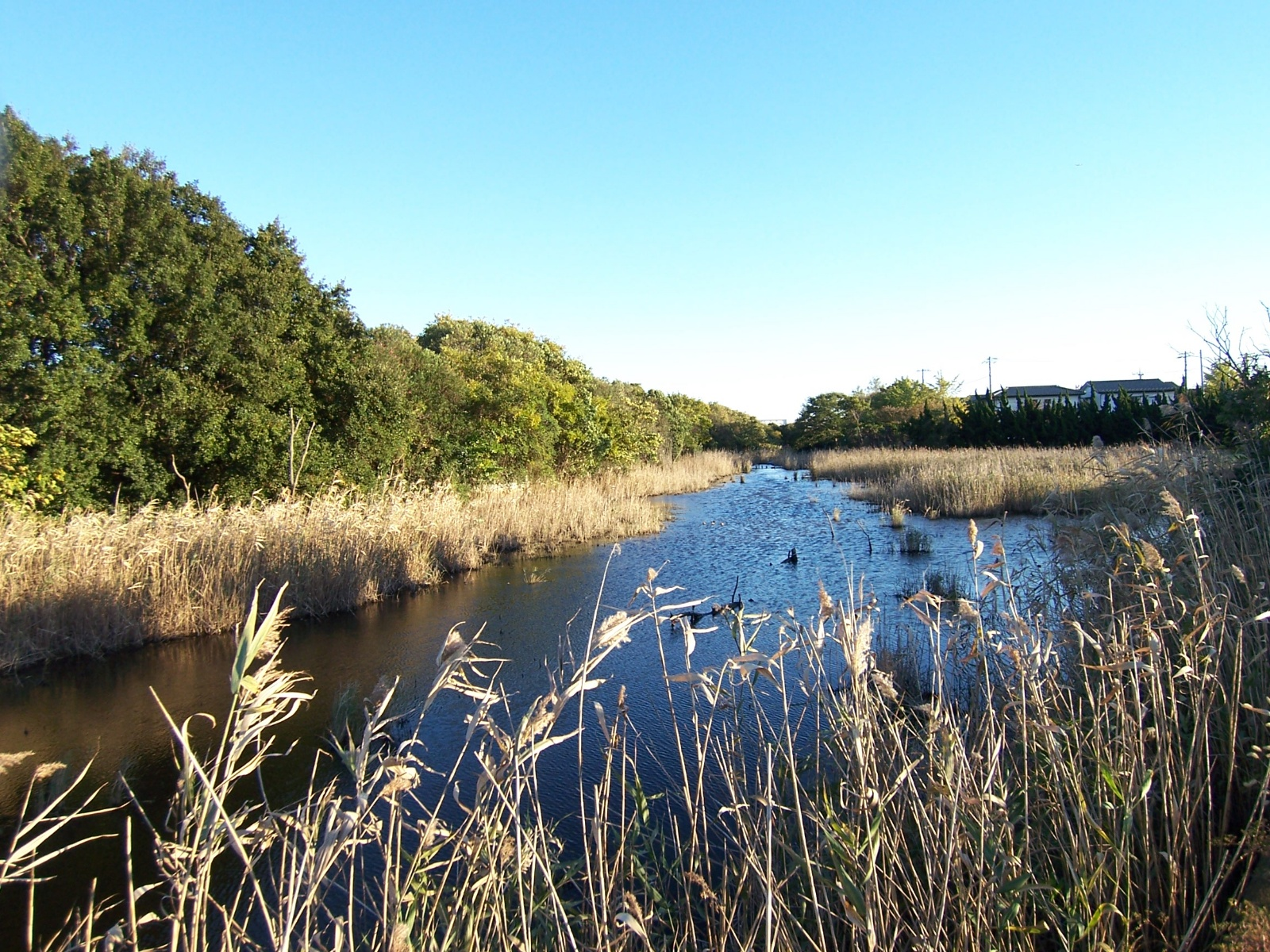
市川野鳥の楽園
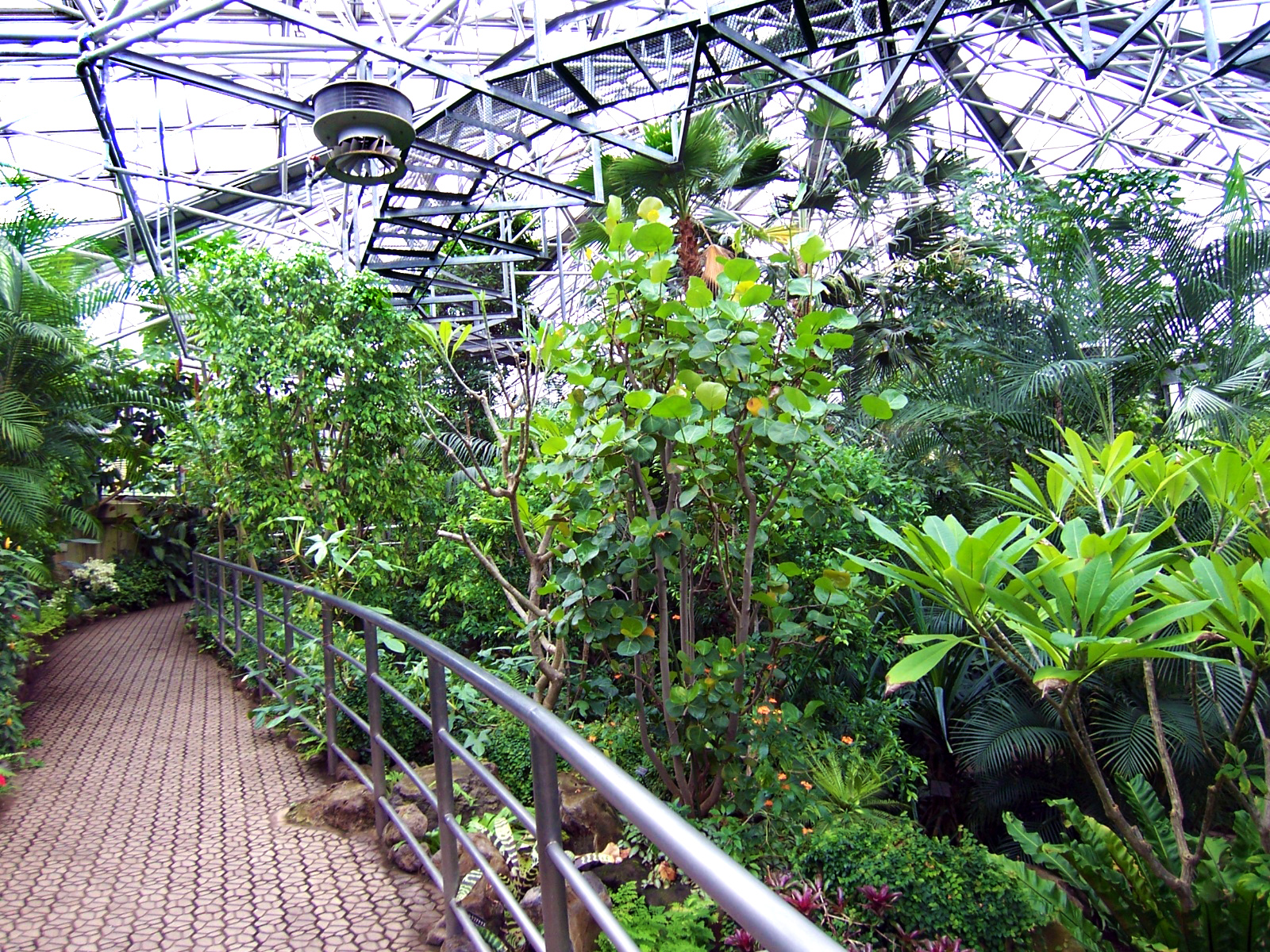
大町公園
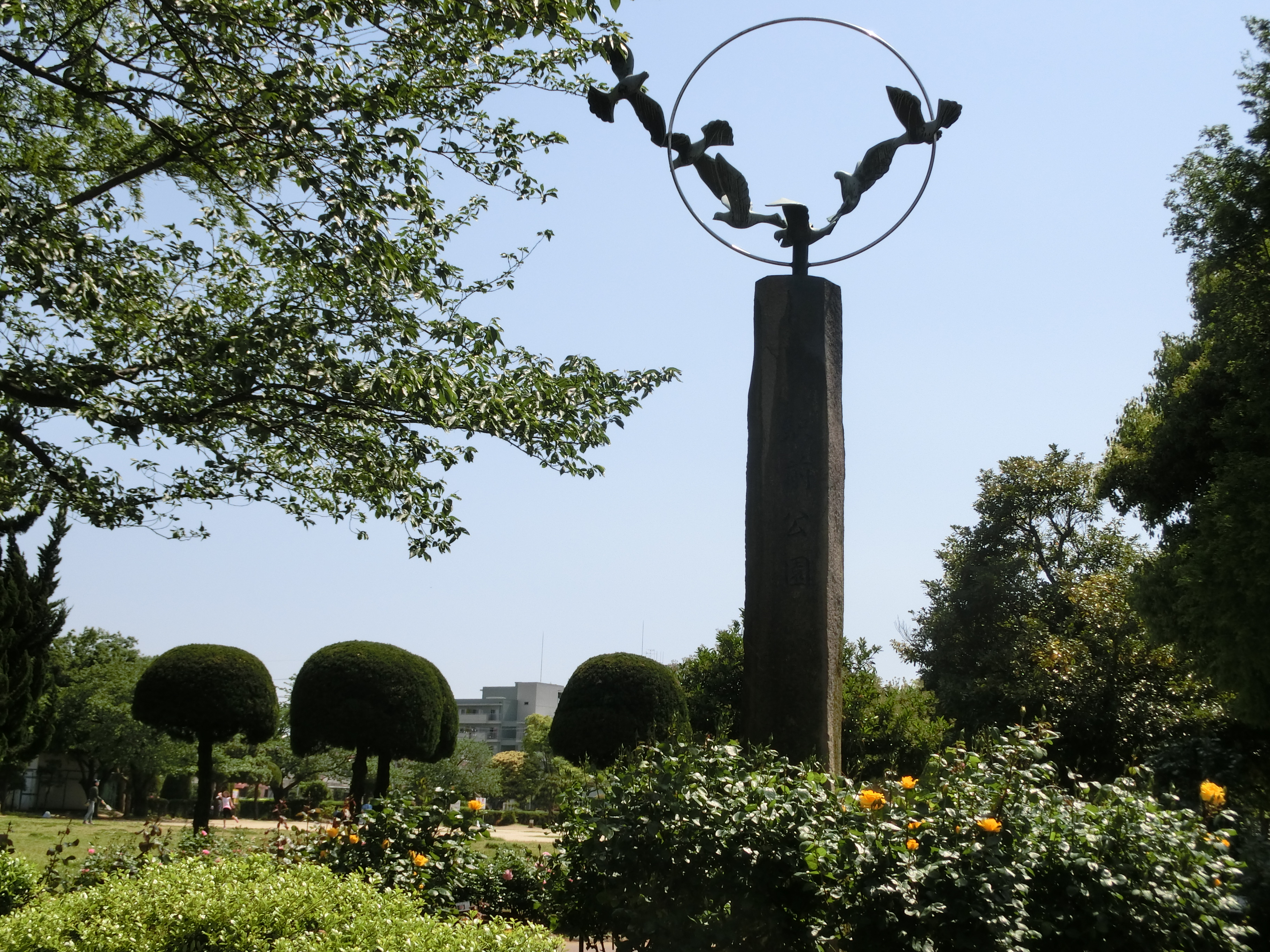
行徳駅前公園

#### 娯楽施設
- 大慶園
- 本八幡ハタボウル

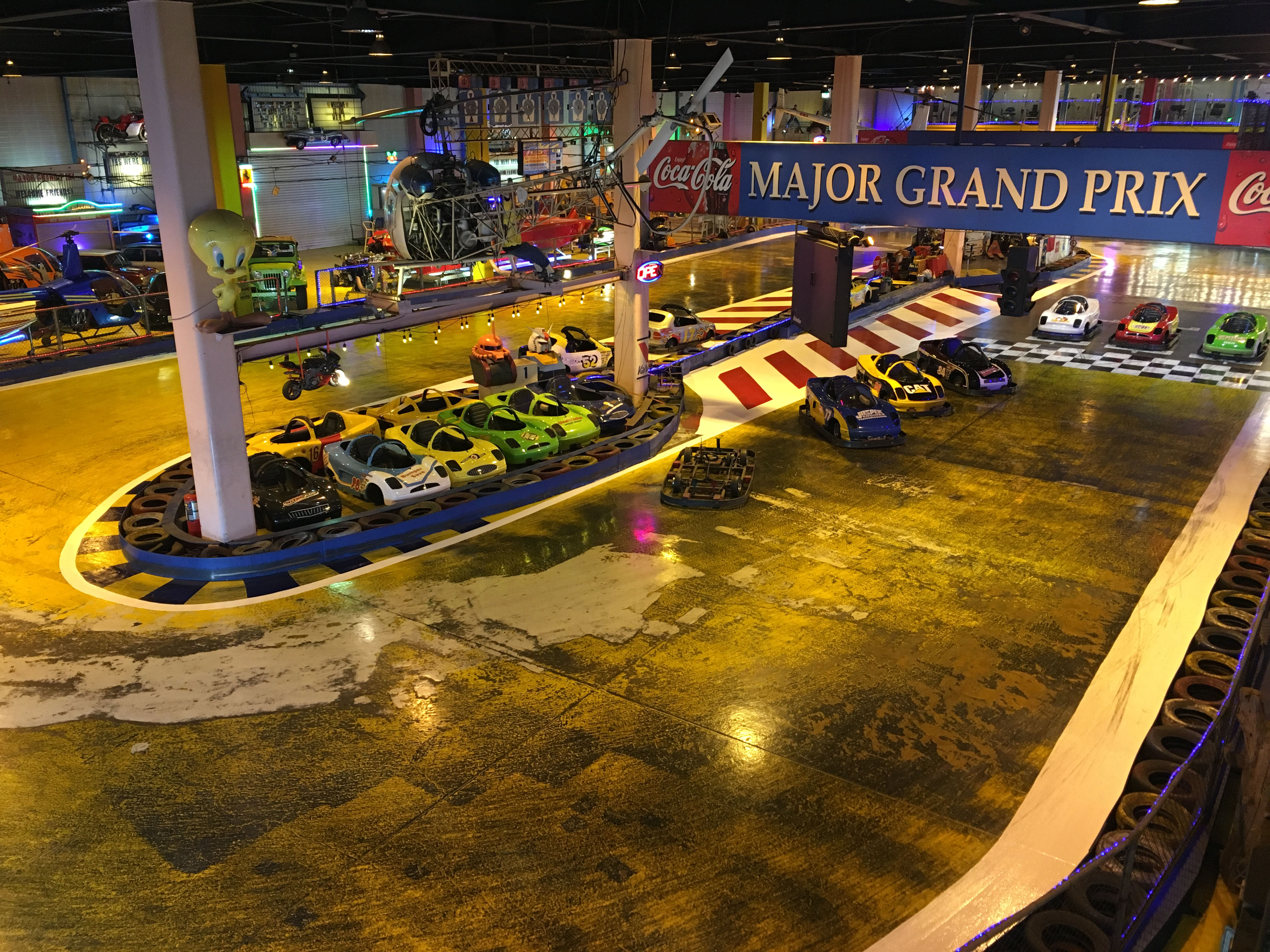
大慶園（カート場）

#### 温泉・入浴施設
- クリーンスパ市川 - 天然温泉を使用した日帰り入浴施設。
- 法典の湯 - 化石海水タイプの温泉を使用しており、露天風呂の一部の浴槽では源泉掛け流しを行っている。

#### 名産品
- きぬかつぎ - サトイモの小芋を皮のまま蒸し、その皮を剥いて食べる秋の料理、酒肴。中山法華経寺参道の名物。

### 祭事・催事
- 市川市民納涼花火大会 - 1985年（昭和60年）から毎年7月下旬から8月上旬に江戸川河川敷で開催される。同一の大会を対岸の東京都江戸川区では「江戸川区花火大会」と呼ぶ。2009年には、合計人手人数が139万人を超え、花火大会としては日本一の観客動員数を記録した。
- 手児奈太鼓 - 弘法寺を活動拠点とする女性だけの創作和太鼓集団。地域に根付いた祭りを中心に、各方面で演奏活動を行っている。
- 国分川鯉のぼりフェスティバル

## 文化財
- 市内の国宝一覧

| 番号 | 種別 | 名称                                   | 所在地            | 所有者又は管理者 | 指定年月日      | 備考                       |
| ---- | ---- | -------------------------------------- | ----------------- | ---------------- | --------------- | -------------------------- |
| 1    | 典籍 | 観心本尊抄 附 添状1巻 春日山蒔絵筥 1合 | 中山二丁目10番1号 | 法華経寺         | 昭和27年3月29日 | 文永十年卯月廿五日奥書     |
| 2    | 〃   | 立正安国論                             | 中山二丁目10番1号 | 法華経寺         | 昭和27年3月29日 | 文永六年十二月八日書写奥書 |

- 市内の重要文化財（国指定）一覧

| 番号 | 種別   | 名称                          | 所在地            | 所有者又は管理者 | 指定年月日      | 備考         |
| ---- | ------ | ----------------------------- | ----------------- | ---------------- | --------------- | ------------ |
| 1    | 建造物 | 法華経寺五重塔                | 中山二丁目10番1号 | 法華経寺         | 大正5年5月24日  | 元和8年建立  |
| 2    | 〃     | 法華経寺法華堂 附 棟札5枚     | 中山二丁目10番1号 | 法華経寺         | 大正5年5月24日  | 室町時代後期 |
| 3    | 〃     | 法華経寺四足門                | 中山二丁目10番1号 | 法華経寺         | 大正5年5月24日  | 室町時代後期 |
| 4    | 〃     | 法華経寺祖師堂 附 棟札11枚    | 中山二丁目10番1号 | 法華経寺         | 大正5年5月24日  | 延宝6年建立  |
| 5    | 絵画   | 絹本著色十六羅漢像            | 中山二丁目10番1号 | 法華経寺         | 明治37年2月18日 | 元時代       |
| 6    | 〃     | 絹本著色日蓮聖人像            | 中山三丁目10番4号 | 浄光院           | 昭和27年7月19日 | 鎌倉時代     |
| 7    | 古文書 | 日蓮自筆遺文 附 蒔絵聖教箱2合 | 中山二丁目10番1号 | 法華経寺         | 昭和42年6月15日 | 鎌倉時代     |

- 市内の史跡（国指定）一覧

| 番号 | 種別 | 名称           | 所在地                 | 所有者又は管理者 | 指定年月日       | 備考                               |
| ---- | ---- | -------------- | ---------------------- | ---------------- | ---------------- | ---------------------------------- |
| 1    | 史跡 | 堀之内貝塚     | 堀之内二丁目2899番地他 | 市川市・他       | 昭和39年7月6日   | 縄文時代後期・晩期。馬蹄形貝塚。   |
| 2    | 〃   | 姥山貝塚       | 柏井町1195番地他       | 市川市           | 昭和42年8月17日  | 縄文時代中期及び後期。             |
| 3    | 〃   | 下総国分寺跡   | 国分三丁目20番1号他    | 国分寺・他       | 昭和42年12月27日 | 法隆寺式伽藍配置                   |
| 4    | 〃   | 下総国分尼寺跡 | 国分四丁目17番1号他    | 市川市・他       | 昭和42年12月27日 | 無し                               |
| 5    | 〃   | 曽谷貝塚       | 曽谷二丁目438番地1他   | 市川市・他       | 昭和54年12月22日 | 縄文時代後期。大規模な馬蹄形貝塚。 |

- 市内の登録有形文化財一覧

| 番号 | 種別   | 名称                         | 所在地 | 所有者又は管理者     | 登録年月日       | 備考                                                                 |
| ---- | ------ | ---------------------------- | ------ | -------------------- | ---------------- | -------------------------------------------------------------------- |
| 1    | 建造物 | 西洋館倶楽部（渡辺家住宅）   | 新田   | 個人                 | 平成11年7月8日   | 昭和2年竣工。木造3階建。                                             |
| 2    | 建造物 | 日本福音ルーテル市川教会会堂 | 市川   | 日本福音ルーテル教会 | 平成20年10月23日 | 昭和30年竣工。木材2階建塔屋付、鉄板葺。                              |
| 3    | 建造物 | 加藤家住宅主屋・煉瓦塀       | 本行徳 | 個人                 | 平成22年4月28日  | 明治時代竣工。木造平屋建、瓦葺、煉瓦造（フランス積み）。             |
| 4    | 建造物 | 旧浅子神輿店店舗兼主屋       | 本行徳 | 市川市               | 平成22年9月10日  | 昭和4年竣工。木材2階建、瓦葺。                                       |
| 5    | 建造物 | 昭和学院創立記念館           | 東菅野 | 学校法人昭和学院     | 平成23年1月26日  | 昭和6年竣工。木造平屋一部2階建、瓦葺。                               |
| 6    | 建造物 | 中村家住宅主屋 他            | 鬼越   | 個人                 | 平成26年10月7日  | 木造平屋建、瓦葺。他                                                 |
| 7    | 建造物 | 後藤家住宅主屋・稲荷社       | 新田   | 個人                 | 平成29年6月28日  | 主屋：木造平屋一部二階建、瓦葺及び銅板葺。稲荷社：木造平屋建、銅板葺 |

- 市内の千葉県指定文化財は千葉県指定文化財一覧を参照のこと。
- 市川市指定文化財は市川市指定文化財一覧を参照のこと。

## 著名な出身者

### 政治・経済
| - 浮谷竹次郎（初代市川市長。北総鉄道支配人。市川市名誉市民） - 猪口邦子（国会議員・大学教授） - 花田力（実業家。京成電鉄第10代社長） - 坪井東（実業家。三井不動産会長・社長）。 | - 加藤智久（実業家。レアジョブ創業者・元社長） - B・N・F（個人投資家） - 中島資皓（実業家。東洋経済新報社社長） |

### 文学・芸術
| - 中野孝次（作家） - 奈良橋陽子（作詞家・演出家・英語教育家） - 池田さとみ（漫画家） - いしかわこうじ（絵本作家） - 清水隆行（写真家） - 坂崎千春（絵本作家） | - 浜岡賢次（漫画家） - 星野道夫（写真家） - 丸山秀平（法学者） - 大垣友紀惠（デザイナー）。 - 済東鉄腸（作家） - 細谷雄一（国際政治学者） |

### 芸能

#### 音楽
- Tatsh（作曲家）
- 金沢明子（民謡歌手）
- 鮫島有美子（声楽家・ソプラノ歌手）幼少時より市川市に育つ。真間小学校出身。
- 守屋浩（歌手）市川市新田で育つ。市川小学校出身。
- 沢田泰司（ベーシスト）
- KYO (ミュージシャン)（D'ERLANGERのボーカリスト）
- yukihiro（L'Arc〜en〜Cielのドラマー）
- 日高光啓 SKY-HI（AAA・ラッパー）
- サエキけんぞう

#### キャスター・アナウンサー・記者
- 安藤優子（ニュースキャスター）
- ノリミツ・オオニシ（新聞記者・ニューヨーク・タイムズ東京支局長）
- 五十嵐圭（元あいテレビアナウンサー、共同通信）
- 石黒新平（元広島ホームテレビ、フリーアナウンサー）
- 西尾由佳理（元日本テレビ、フリーアナウンサー）
- 小出涼子（元名古屋テレビ、フリーアナウンサー）
- 藤田真奈美（フリーアナウンサー）
- 水卜麻美（日本テレビアナウンサー）
- 柴田将平（元静岡第一テレビアナウンサー、eスポーツキャスター）
- 上村彩子（TBSアナウンサー）
- 佐藤佳奈（読売テレビアナウンサー）
- 中谷梨沙（日本テレビアナウンサー）
- 森下花音（岡山放送アナウンサー）

#### 俳優・タレント
- 小倉ゆうか（タレント）
- きたろう（俳優）
- 鹿内孝（俳優）
- 小堺一機（タレント）
- つみきみほ（女優）
- 櫻井智（声優）
- 斉藤美絵子（ミュージカル俳優、バレエダンサー）
- 海宝あかね（ミュージカル俳優）
- 海宝直人（ミュージカル俳優）
- 愛月ひかる（元宝塚歌劇団星組男役）
- ちはる（タレント）
- 前田敦子（元AKB48）市川市立新浜小学校・市川市立第七中学校卒業[61]。
- 押切もえ（ファッションモデル）
- 寿里（男性ファッションモデル、俳優。相川亮二の弟、千葉県立市川南高等学校卒業）
- 鷹森淑乃[62] (声優)
- 橋本良亮 (A.B.C-Zのメンバー)
- 綾月せり（元宝塚歌劇団副組長）
- 濱田龍臣（俳優）
- 酒井道代（ラジオパーソナリティ、司会者）

#### 文化人
- DaiGo (メンタリスト、YouTuber)
- 松丸亮吾 (タレント、クリエーター。DaiGoの弟)

### スポーツ

#### 相撲
- 境川浪右衛門（大相撲力士・第14代横綱）
- 大蛇潟大五郎（大相撲力士・前頭）
- 若嶌權四郎（大相撲力士・第21代横綱）
- 稲葉嶽光之助（大相撲力士・前頭）
- 房錦勝比古（大相撲力士）
- 國見山兼初（大相撲十両力士）
- 小城ノ花昭和（大相撲力士）
- 旭豪山和泰（大相撲力士）
- 小城錦康年（大相撲力士）
- 闘牙進（大相撲力士）
- 嘉陽快宗（大相撲力士）

#### 格闘技・レスリング
- 高橋義生（総合格闘家）
- 石井庄八（レスリング選手、戦後初のオリンピック金メダリスト）
- NOSAWA（プロレスラー）
- 高梨将弘（プロレスラー、DDTプロレスリング所属)
- レディ・C（プロレスラー 、スターダム所属）
- 辻井和花（キックボクサー）
- 辻井和奏（キックボクサー）

#### レーサー
- 式場壮吉（レーサー）
- 浮谷東次郎（レーサー）

#### ゴルフ
- 丸山茂樹（プロゴルファー）
- 吉田優利（プロゴルファー）

#### 野球
- 木村茂（元プロ野球選手）
- 相川亮二（元プロ野球選手）
- G.G.佐藤（元プロ野球選手）
- 度会隆輝（プロ野球選手）

#### サッカー
- 八角剛史（元プロサッカー選手)
- 茶野隆行（元プロサッカー選手、元サッカー日本代表）
- 阿部勇樹（元プロサッカー選手、FIFAワールドカップ2010 日本代表選手）富美浜小学校に通う。
- 橋本真人（元プロサッカー-選手）
- 島川俊郎（Jリーグ選手、SC相模原所属） 市川市立国分小学校卒業。
- 佐藤慎之介（Jリーグ選手、ロアッソ熊本）

### その他
- 三宅諒（フェンシング選手、オリンピックフルーレ団体銀メダリスト）
- 須田都古（バスケットボール選手、元JOMOサンフラワーズ）
- 清水英克（JRA調教師）
- 坪井玄道（日本で最初の体操教師）1852年1月29日下総国葛飾郡鬼越（現市川市）に生まれた。
- 川崎由意（プロボウラー）
- 森泰斗 （元地方競馬騎手）

## 市川に由縁がある著名人

### 政治・経済
| - 木内重四郎（官僚政治家） - 晩年に真間に移り住み、最期まで暮らす。 - 郭沫若（中国の政治家・文学者） - 1928年（昭和3年）から1937年（昭和12年）まで、須和田に住む。楽山市との友好都市締結のきっかけとなった。 - 木川田一隆（経営者財界人） - 元東京電力（株）社長、 元経済同友会代表幹事（1960年 - 1975年）新田に在住した。 | - 長門正貢（日本郵政社長、ゆうちょ銀行元社長、シティバンク銀行元会長） - 軍司育雄（弁護士）- 元日本弁護士連合会副会長。市川市在住で市川市個人情報保護審査会会長等。 - 本多貞次郎（実業家） - 京成電鉄の創業者。 |

学者・宗教家
| - 渡邊二郎（哲学者） - 田島英三 (原子物理学者) - 戦中から戦後にかけて居住、理化学研究所で研究員。フェルミ研究所研究員。原子放射線の影響に関する国連科学委員会初代科学担当官。 | - 五井昌久（宗教家） - 市内に白光真宏会を設立。 |

### 文学・芸術
| - 大須賀力（彫刻家） - 市川市名誉市民。戦後、市川市に移り住み最期まで暮らす。多くの彫刻作品が市川市内施設、千葉県内各地に設置されている。 - 幸田文（小説家・随筆家）- 戦後、市川市に移り住み、父幸田露伴の最期を看取る。その様子を随筆「菅野の記」「葬送の記」などに描く。 - 幸田露伴（小説家） - 戦後、菅野に移り住み、最期まで暮らす。 - 永井荷風（小説家） - 1946年（昭和21年）1月に菅野、1957年（昭和32年）3月に八幡町（現:八幡）と移り住み、最期まで暮らす。市川市名誉市民。 - 安岡章太郎（小説家）- 幼時（大正末期）に市川に住む。市川を描いた作品も何作かある。 - 北原白秋（詩人・童謡作家） - 1916年（大正5年）5月から6月末まで、真間の亀井院で過ごす。 - 山本夏彦（随筆家・編集者） - 1951年（昭和26年）から2002年（平成14年）に亡くなるまで、八幡で暮らす。1998年（平成10年）市川市民文化賞受賞。 - 五木寛之（小説家） - 1955年（昭和30年）頃から2年ほど北方町で暮らし、近くの中山競馬場へ通う。その頃の暮らしを「風に吹かれて」などの随筆に描いている。 | - 井上ひさし（小説家・劇作家） - 永井荷風に憧れ、1967年（昭和42年）から1987年（昭和62年）まで国分、北国分で過ごす。市川市文化振興財団理事長。 - 乙川優三郎（作家） - 2002年第127回直木賞受賞。国府台高校卒。 - 真保裕一（作家） - 国府台高校卒。 - 井上洋介（絵本作家） - 在住。 - 東山魁夷（日本画家）- 市川市名誉市民。1945年（昭和20年）から50年以上に渡り、最期まで市川市中山で過ごす。 - 山下清（画家） - 市川市内の養護施設「八幡学園」でちぎり絵と出会い才能を開花させる。 - 多賀新（銅版画家） - 市川市在住。 - 式場隆三郎（精神科医・医学博士） - 山下清の才能の発見者・後援者、式場壮吉の伯父、式場病院創設者。精神病理学者でゴッホの研究が有名。市川市名誉市民。 - 秋山逸生 (木工芸家) - 市川市名誉市民。師島田逸山に供して移住し、生涯を市川で過ごす。 |

### 芸能
| 俳優・タレント - 十七世中村勘三郎（歌舞伎役者） - 幼少時に母親と共に在住していた。 - 早川雪洲（俳優） - あずさ欣平（声優・演出家） - 永井荷風宅の又隣に居住していた。 - ささきいさお（歌手・俳優・声優・ナレーター） - 欠真間在住。 - プリティ長嶋（千葉県議会議員・ものまねタレント） - 市川在住。2007年（平成19年）4月の市川市議会議員選挙にてトップ当選。1期務めた後、2011年（平成23年）4月の千葉県議会議員選挙にて市川市選挙区から当選。 - 伊東一雄（野球解説者、愛称「パンチョ伊東」） - 小学生の頃から最期まで市川に住む。市川小、市川一中卒。 - ヨネスケ（落語家・タレント） - かつて居住していた。 - 古今亭菊之丞（落語家） - 平成14年NHK新人演芸大賞・落語部門大賞受賞。国分高校卒。 - 崔岩光（ソプラノ歌手） - 2000年（平成12年）から在住。2009年（平成21年）市川市文化親善大使。 - 高橋英樹（俳優） - 私立市川高校卒。 - 高木美保（タレント・コメンテーター） - 和洋国府台女子高校卒、和洋女子大学中退。 - にしおかすみこ（お笑い芸人） - 国分小学校・和洋国府台女子高校卒。 - 伊藤淳史（俳優） - 国府台高校卒。 - エド・はるみ（お笑い芸人） - 日出学園中学・高校卒。 - 小川眞由美（女優） - 和洋女子大学短期大学部卒。 | - CHIHARU（TRFのダンサー） - 和洋国府台女子高校卒。 - 吉田裕史（指揮者） - 東邦音楽大学特任准教授、大学院講師。 現在は、イタリアに在住しマントヴァ歌劇場音楽監督を務める。国府台高校卒。 - 滝口順平（声優・ナレーター） - 市川工業高校卒。 - 仲谷明香 (声優・元AKB48) - 一時期在住。市川市立第七中学校在学中では前田敦子とは同級生。出身は盛岡市。 - 岡晴夫（歌手）- 「憧れのハワイ航路」で有名な人気歌手。八幡に、昭和20年代から最期まで住んでいた。 - さだまさし（シンガーソングライター） - かつて居住していた。 - ジャガー（ロック歌手・ローカルタレント・会社社長） - 市川市八幡を中心に活動。 - 中村正人（ミュージシャン、ドリームズ・カム・トゥルーのリーダー） - 市川一中、国府台高校卒。 - 矢口壹琅（プロレスラー、ミュージシャン、俳優） - 小学校高学年から高校まで市川に住む。（真間小学校、市川二中） - 華原朋美（歌手、昭和学院小学校卒） - 後藤真希（歌手） - 子供の頃、よく本八幡に遊びに来ていた。その縁で初ソロライブを市川市文化会館で行う。 - 瞳みのる（元ザ・タイガースのメンバー） - ザ・タイガース解散後、居住していたことがある。 |

### スポーツ
| - 佐田の山晋松 - 横綱時代並びに年寄退任後、市川在住。2017年(平成29年)死去。 - 小島貞二（相撲評論家・演芸評論家） - 市川市名誉市民。1947年（昭和22年）から2003年（平成15年）に亡くなるまで中山で暮らす。 - 佐藤寿人（Jリーグ選手、元サッカー日本代表） - 市川南高校卒。 | - 山岡聡子（スノーボードハーフパイプ選手） - 和洋女子大学卒。 - 平沼定晴（プロ野球元千葉ロッテマリーンズ選手） - 千葉商科大学付属高等学校で選抜高等学校野球大会に出場、プロ入り。 |

## 市川市を舞台・ロケ地とした作品
| 絵画 - 利根川名所百景 塩焼き小屋周辺之図 - 江戸名所図会 国府台断岸之図（斎藤月岑、長谷川雪旦） - 江戸近郊八景之内 行徳帰帆（歌川広重）1838年頃 - 名所江戸百景 真間の紅葉手古那（歌川広重） - 名所江戸百景 鴻の台利根川風景（歌川広重） - 諸国勝景 下総利根川之図（三代広重） - 成田土産名所尽 市川のわたし（三代広重）1890年 - 成田土産名所尽 行徳新河岸市川（三代広重）1890年 | 漫画 - 俺たちの戦いはこれからだ（武藤村石） アニメ - デンキ街の本屋さん テレビドラマ - 帰郷（2011年、TBS） - 行徳 - 太陽と海の教室（2008年、フジテレビ） - リーガル・ハイ 第1期 第1話 (2012年 フジテレビ）里見公園 - でたらめヒーロー (2013年 読売テレビ）真間 |